# Ère post-vérité
 (juin 2022).
 (juin 2022).

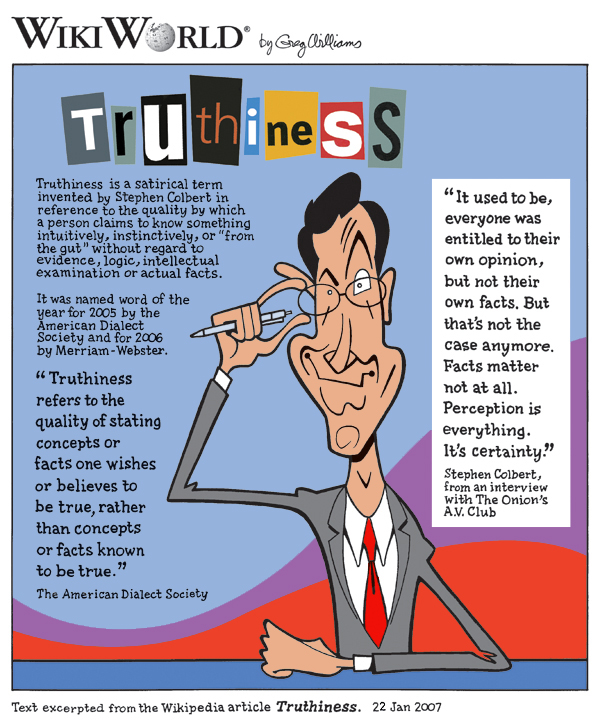
Caricature de l'humoriste Stephen Colbert, auteur en 2005 du concept de « truthiness », illustrant un état d'esprit émergeant alors aux États-Unis, à la suite de la montée en puissance des théories du complot.

Les expressions « ère post-vérité » et, plus rarement, « ère post-factuelle »,,,, sont utilisées pour décrire l'évolution des interactions entre la politique et les médias au XXIe siècle, du fait de la montée en puissance de l'usage social d'internet, notamment de la blogosphère et des médias sociaux. Apparus aux États-Unis en 2004 et utilisés depuis de façon équivalente, ces néologismes désignent plus particulièrement une culture politique dans laquelle les leaders politiques orientent les débats vers l'émotion en usant abondamment d'éléments de langage et en ignorant, consciemment ou non, les faits ainsi que la nécessité d'y soumettre leur argumentation, ceci à des fins électorales.

## Contexte historique
Dans le judaïsme et le christianisme, se développe une conception dualiste de l'existence, où l'on oppose frontalement « la réalité » à « la vérité ». La première fait référence à l'existence (le monde dans lequel, concrètement, évoluent les êtres et qui est identifié par la Bible à celui de la Chute). La seconde relève exclusivement de Dieu : seul le Christ, par le mystère de l'incarnation et celui de la résurrection, est à même d'opérer la jonction entre les deux.[source insuffisante]
Au fil de l'évolution du christianisme, notamment sous l'influence du thomisme et du franciscanisme, cette différenciation va s'expliciter en termes philosophiques : la réalité est alors considérée comme d'ordre ontologique (que l'on peut approcher par la raison) tandis que la vérité est une catégorie gnoséologique. Cette dernière concerne la volonté de Dieu et n'est abordable que par l'expérience de la foi. En résumé : les choses sont réelles ou non tandis que ce que l'on en dit est vrai ou faux, (plus précisément : conforme ou non à la volonté de Dieu). Au XIIIe siècle, Thomas d'Aquin est connu pour avoir formulé l'idée qu'il est possible de concilier la foi et la raison à la condition de ne pas les mettre sur le même plan mais de les faire « cohabiter » de façon dialectique.
Mais ce rapport dialectique est ébranlé à la fin du Moyen Âge du fait de la sécularisation qui gagne l'ensemble de l'Occident, marqué par l'éclosion des philosophies humanistes. À travers l'idéologie du progrès, les humains s'approprient progressivement des capacités que, jusqu'alors, ils attribuaient à Dieu, en premier lieu la connaissance de l'Univers. On peut alors résumer ainsi cette mutation :
- la raison s'oppose à la foi puis, dans les mentalités, la science se substitue à la religion en tant qu'instance d'autorité ;
- ce qui concernait la foi relève désormais de la logique, du langage et de la connaissance. Ce que l'on considère comme « vrai » ou « faux » ne relève plus de la volonté de Dieu mais de ce qui, dans l'intellect, est « conforme à la réalité ».

Le rapport des humains à la réalité (la nature, les faits…) se retrouve alors sensiblement modifié. C'est ainsi qu'au XVIIe siècle, sous l'influence du progrès scientifique, plusieurs intellectuels, notamment Descartes, estiment qu'il est légitime que les humains s'éprouvent « comme maîtres et possesseurs de la nature ». Et au XVIIIe siècle, portés par la philosophie des Lumières et par le biais cette fois du progrès technique et de la révolution industrielle, les humains façonnent effectivement la nature, se posant en démiurges et banalisant l'athéisme : « Dieu est mort », proclame Nietzsche à la fin du XIXe siècle.
À nouveau un siècle plus tard, les philosophes post-modernes et post-structuralistes se montrent plus radicaux encore, ils affirment qu'il est illusoire de croire en une vérité, notamment en une explication englobante et surplombante de l'histoire. À la même époque, et de façon analogue, la montée en puissance de l'individualisme est telle que s'impose dans l'opinion l'idée selon laquelle « chacun détient sa vérité ».

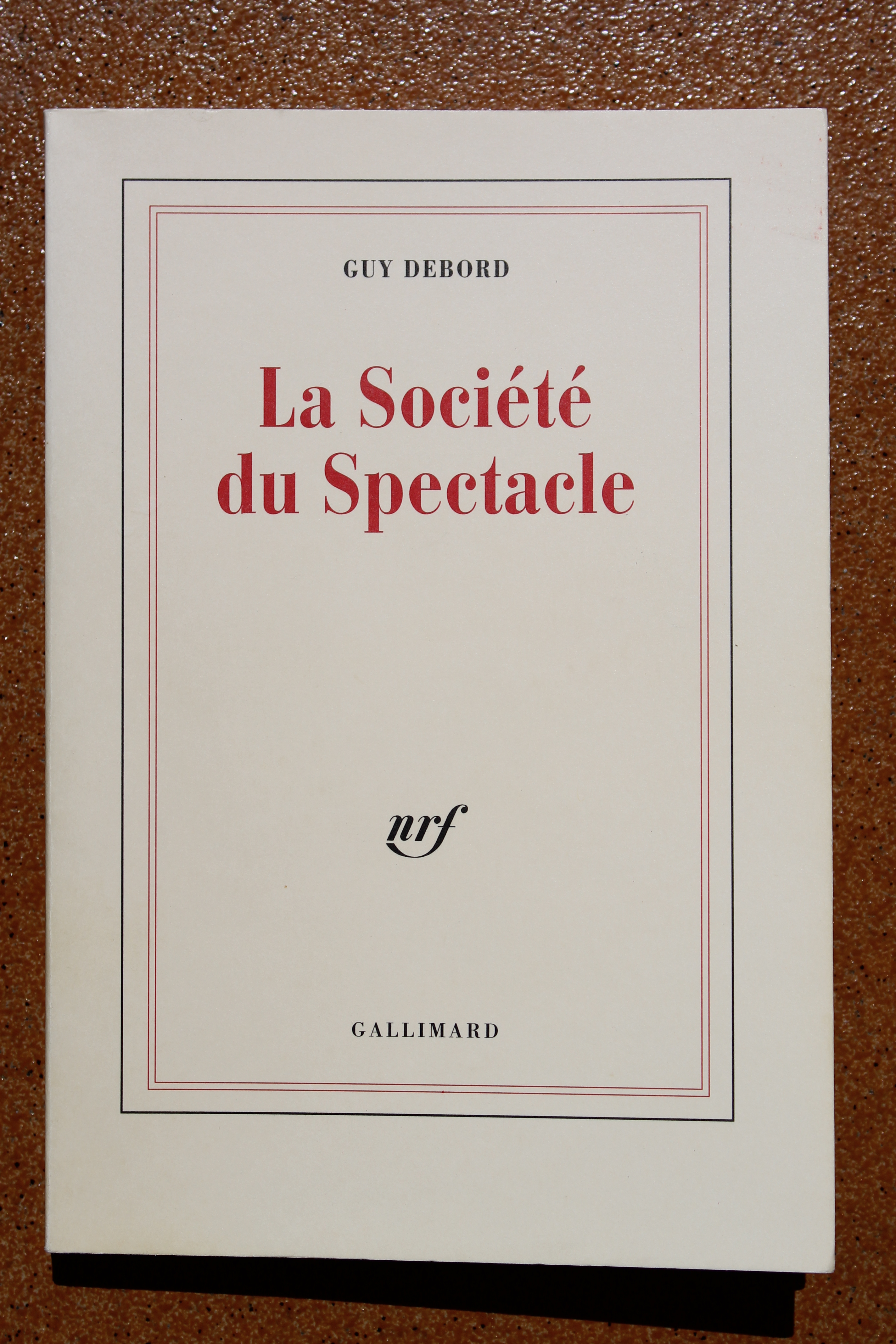
En 1967, Guy Debord estime qu'en laissant libre cours à l'idéologie capitaliste, l'humanité s'est engagée dans un processus qui rabaisse le réel au rang de « spectacle ».
Couverture de son livre,
La Société du Spectacle.

Au XXe siècle, l'idéologie capitaliste gagne toute la planète. Et, bien avant la dislocation de l'URSS, le philosophe Guy Debord avance qu'en avalisant le capitalisme, les humains en viennent à « fétichiser les marchandises », si bien que la société n'est plus alors qu'une fiction, le « spectacle » d'un fantasme collectif. Dès les premières pages de son livre, La Société du Spectacle, il cite ces mots du philosophe allemand Ludwig Feuerbach : 

« Et sans doute notre temps préfère l’image à la chose, la copie à l’original, la représentation à la réalité, l’apparence à l’être. Ce qui est sacré pour lui, ce n’est que l’illusion, mais ce qui est profane, c’est la vérité. Mieux, le sacré grandit à ses yeux à mesure que décroît la vérité et que l’illusion croît, si bien que le comble de l’illusion est aussi pour lui le comble du sacré. »

Le progrès technique poursuit sa lancée : la démocratisation de l'électricité et de l'automobile, la généralisation du confort ménager, puis de la télévision, des médias et enfin d'internet (pour ne citer que ces exemples) bénéficient d'un accueil enthousiaste. Certes, durant les années 1960, la société de consommation est l'objet d'étude de différents sociologues mais seuls de rares intellectuels critiquent en profondeur l'idée qu'« on n'arrête pas le progrès ». L'essor des nouvelles technologies brouille davantage les limites entre « réalité » et « vérité ». À partir des années 1980, la dématérialisation de l'argent et la prolifération des transactions financières par voie électronique promeuvent la nouvelle économie au détriment de la précédente, rabaissée au rang d'« économie… réelle ». De même, les appareillages de réalité virtuelle rendent toujours plus insignifiante (non pertinente d'un point de vue intellectuel) l'idée même de vérité[réf. nécessaire].
Selon Jacques Ellul, auteur de nombreux ouvrages sur la question du progrès, la prolifération des images (notamment par le biais des écrans) et plus généralement le recours à toutes sortes de techniques sont tels que les humains sont de moins en moins ouverts à la parole contradictoire, ce qui a pour conséquences de désamorcer l'esprit critique et de discréditer la notion même de vérité :

« La parole nous introduit dans le temps. […] Elle ne se réfère pas au réel mais au vrai. Bien entendu, je ne présume rien au sujet de la vérité, je ne prétends pas la définir, je veux dire seulement qu'il y a deux ordres de connaissance pour l'homme : celles qui se rapportent à cette réalité concrète, expérimentale, qui l'entoure, et celles qui proviennent de cet univers parlé, qu'il invente, qu'il institue, qu'il « origine » par la parole, et où il puise sens et compréhension […] Or lorsqu'il utilise le haut-parleur, lorsqu'il écrase les autres par la puissance des appareils, lorsque la télé parle, il n'y a plus de parole, parce qu'il n'y a aucun dialogue possible. »

Ce qui conduit Ellul à conclure que « nous vivons une ère sans précédent ».
Alors qu'au fil du siècle l'évolution de l'humanité avait été marquée par l'importance croissante accordée à la politique en regard de la religion et la croyance en une relative objectivité des médias, un renversement radical de tendance s'opère durant la dernière décennie.
Ainsi, l'émergence du concept post-vérité, au tout début du XXIe siècle, correspond à l'apparition de deux facteurs :
- le moment où les humains, de plus en plus nombreux à utiliser internet, ne sont plus seulement des consommateurs de médias mais aussi des producteurs (blogs, partages sur les réseaux sociaux, émissions de messages divers et nombreux depuis les smartphones…) ; ceci sans devoir être nécessairement soumis à des règles déontologiques, comme le sont les journalistes ;
- la perte de crédibilité du personnel politique, qui est de plus en plus brocardé, voire dénigré (concept de politique spectacle).

Ces deux facteurs sont liés car c'est à partir du moment où les technologies confèrent aux humains des capacités nouvelles et accrues qu'ils accordent de moins en moins de pouvoir à leurs dirigeants ainsi qu'aux médias traditionnels[réf. nécessaire]. Les conditions sont alors réunies pour que la théorie du complot se développe sans véritable contre-pouvoir, caractéristique première de l'ère post-vérité.

### Fin duXXesiècle

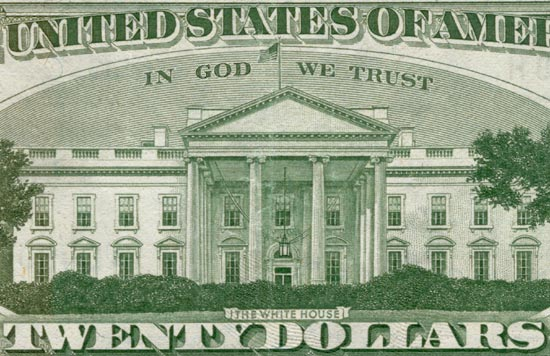
Devise des États-Unis, la formule « In God We Trust » traduit le caractère religieux non seulement de la vie politique de ce pays mais du type d'économie que celui-ci promeut à travers le monde.

L'expression « post-vérité » est récente et d'origine américaine. Dans son livre Au pays des merveilles. Comment l'Amérique s'est détraquée : 500 ans d'histoire, publié en 2017, le romancier américain Kurt Andersen (en) affirme que, dès la naissance de leur pays, les Américains ont fait de celui-ci un mythe et que, depuis, leur rapport à la politique est pour une bonne partie irrationnel car teinté de religiosité : « ce pays s’est toujours construit sur des fantasmes, des constructions imaginaires, l’Américain moyen est (donc) bien plus vulnérable à des théories irrationnelles que ses voisins européens. (…) l’Amérique s’est peu à peu transformée sous l’influence de ses fantasmes, au point de devenir parfois un "parc à thème" dont Disneyland est l’archétype ».
Le concept post-Truth fait son apparition à la fin du XXe siècle, mais pas encore l'expression. En 1986, le philosophe américain Harry Frankfurt publie un article intitulé « De l'art de dire des conneries », dans lequel il établit un degré de parenté entre le mensonge (lie) et la connerie ou le baratin (bullshit), mais aussi une distinction entre les deux termes : alors qu'un menteur fait délibérément des déclarations fausses, le second ne se réfère même pas à la vérité, n'en tient aucun compte. Et alors que le premier a besoin de connaître la vérité pour mieux la cacher à l'interlocuteur, le second, n'étant intéressé que par ses propres objectifs, ne s'y intéresse absolument pas. Frankfurt conclut : « Les conneries sont un ennemi plus grand de la vérité que les mensonges ».

### 2001-2003
Au tout début du XXIe siècle, toujours aux États-Unis, deux événements vont marquer l'opinion, alimentant considérablement la théorie du complot et contribuant à faire émerger l'expression « post-vérité ».

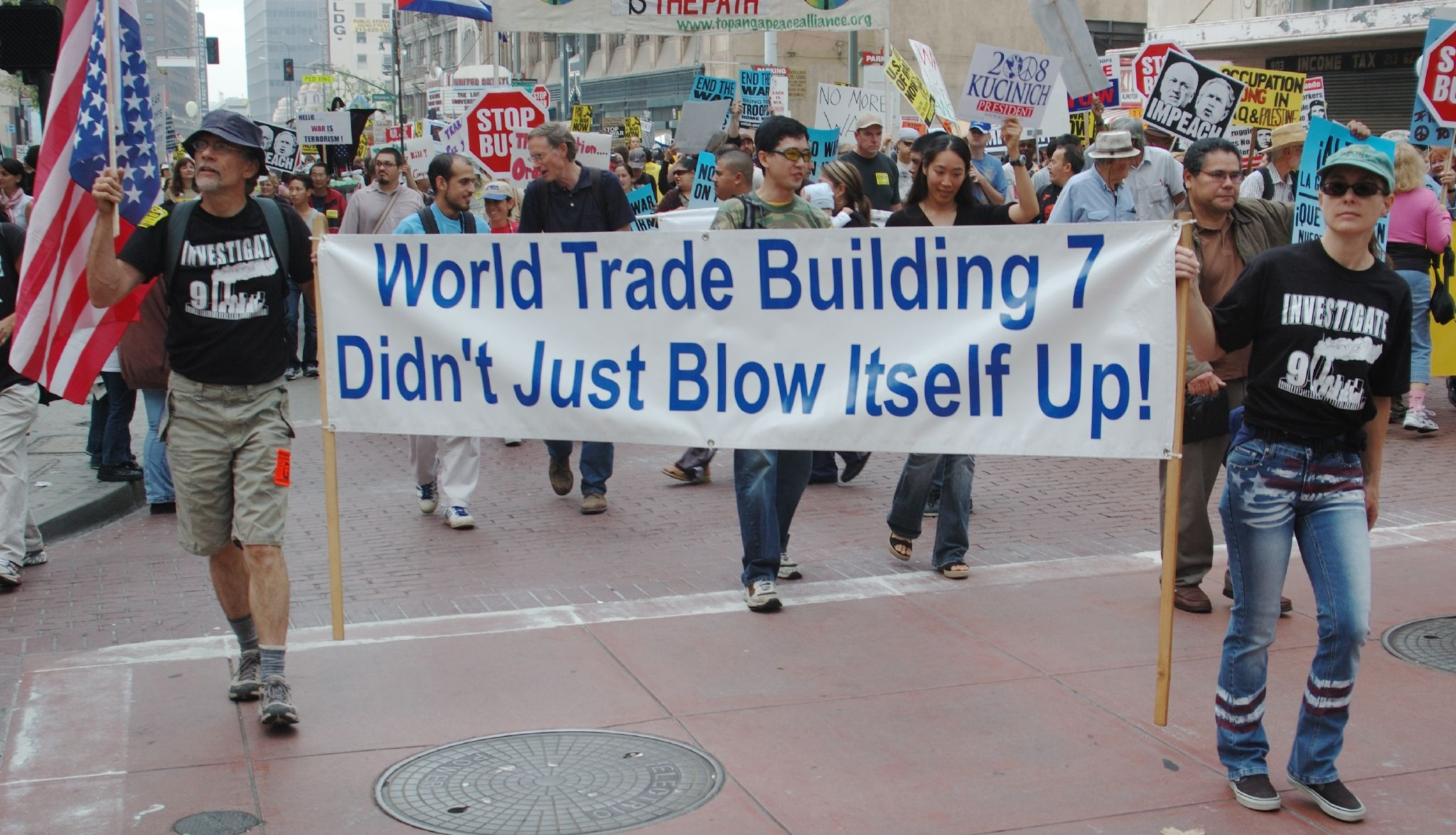
Manifestation du 9/11 Truth Movement en octobre 2007 à Los Angeles. La banderole dit que le 7e immeuble du World Trade Center n'a pas explosé tout seul.

- En 2002, soit quelques mois après les attentats du 11 septembre 2001, se constitue le 9/11 Truth Movement (Mouvement pour la Vérité du 11 septembre) réunissant des milliers de personnes qui, après avoir échangé un très grand nombre de messages sur internet, doutent des versions qu'en donnent le président G.W. Bush et les médias. Plus la presse qualifie ces positions d'incohérentes[15],[16], plus ce mouvement se développe par effet de réactance.
- Le 5 février 2003, dans l'hémicycle de l'ONU, le Secrétaire d'État Colin Powell brandit un flacon censé être « la preuve » que les Irakiens fabriquent des armes de destruction massive. Ainsi, alors que l'administration Bush n'a pas encore identifié les commanditaires des attentats, elle désigne l'Irak comme principal responsable et, sur la base d'arguments qui se révéleront par la suite infondés, elle engage la communauté internationale à rejoindre les États-Unis dans la guerre.

Le premier événement révèle un mouvement massif de suspicion à l'encontre d'un Président des États-Unis, censé mentir à son peuple, et des médias censés le soutenir dans son mensonge. Le second est un authentique mensonge, cette fois émanant de son Secrétaire d'État ; mensonge qui sera par la suite reconnu mais jamais sanctionné : ni aux États-Unis, ni par la communauté internationale (en 2005, Colin Powell exprimera simplement son « amertume » à propos de sa présentation du dossier irakien devant l’ONU : interrogé sur ABC, il affirmera avoir été abusé par ses services et conviendra alors que cela a ruiné sa carrière politique).
Dès 2003, ces deux événements provoquent aux États-Unis un mouvement de perplexité quant à la capacité des médias à analyser l'authenticité des propos livrés par le personnel politique : cette année-là est créé Factcheck, site internet d'information américain spécialisé dans la vérification des faits, prélude des arguments qui seront soulevés dès l'année suivante à travers le concept de « post-vérité »,.

### 2004-2015

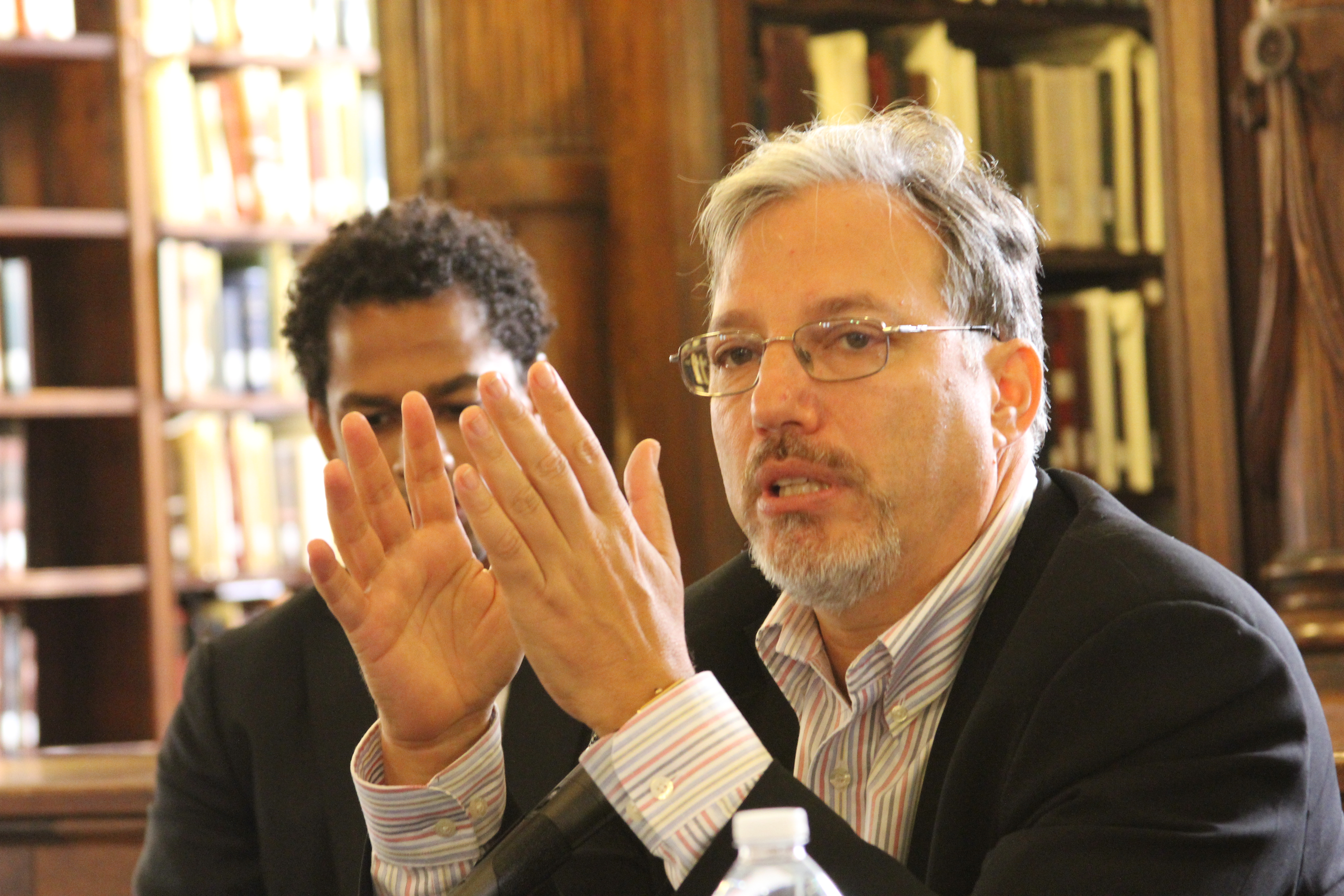
Eric Alterman

L'expression « post-vérité » (post-truth) apparaît en 2004, quand l'écrivain américain Ralph Keyes (en) l'utilise dans son livre The Post-Truth Era: Dishonesty and Deception in Contemporary life. La même année, le journaliste Eric Alterman (en) parle d'un « environnement politique post-vérité » et de « la présidence post-vérité » en analysant les fausses assertions de l'administration Bush après les attentats du 11 septembre 2001.
La question du rapport vrai/faux dans l'univers politico-médiatique est alors fréquemment débattue aux États-Unis, et de multiples façons. Ainsi, en 2005, l'humoriste Stephen Colbert, dans une émission à succès sur la chaîne Comedy Central, introduit le mot-valise « truthiness » pour illustrer le fait que l'on peut tenir une chose pour vraie sur la base de simples présupposés affectifs, sans jamais tenir compte de faits qui pourraient les infirmer. La même année, Harry Frankfurt développe ses idées dans un livre qui connaît un immense succès et qui est traduit l'année suivante sous le titre De l'art de dire des conneries. En 2006, il publie un ouvrage complémentaire, On Truth. L'année suivante, le Truth-O-Meter du site Politifact attribue une note aux politiciens qui candidatent à la présidence des États-Unis et, en 2009, le site est récompensé par le Prix Pulitzer, la plus haute récompense journalistique du pays.
L'expression post truth politics est popularisée en avril 2010 par le blogueur David Roberts,. Ce dernier définit la post-truth politics comme « une culture politique dans laquelle l'opinion publique et les médias sont presque entièrement déconnectés des politiques (la substance de la législation). » Par ailleurs, en France le sentiment que les politiciens traditionnels sont en décalage s'exprime : en 2012, le politologue Roland Cayrol affirme qu'ils sont à la fois craintifs du peuple et vivant à l’écart de ses préoccupations, suscitant de la sorte son exaspération et ses humeurs.

### 2016-2021

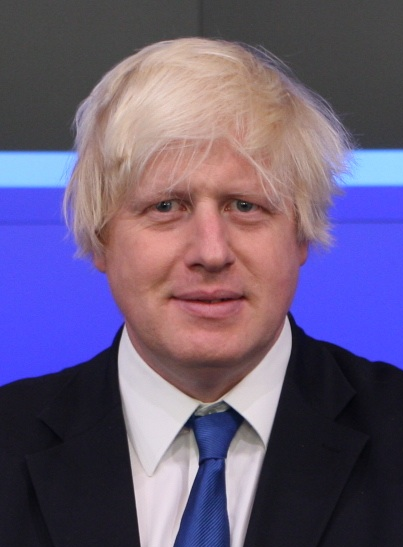
Boris Johnson

En 2016, deux événements contribuent à faire entrer les expressions ère post factuelle et ère post vérité dans le vocabulaire usuel des commentateurs politiques. Le 23 juin, les Britanniques votent majoritairement pour une politique de sortie de l'Union européenne et le 8 novembre, le milliardaire et ancien animateur d'émission de téléréalité Donald Trump est élu Président des États-Unis. Une majorité d'analystes établissent alors de nombreux parallèles entre les campagnes ayant précédé ces deux scrutins, notamment — fait nouveau — une propension des deux leaders (Boris Johnson, ancien maire de Londres, mais surtout Donald Trump) à recourir à un vocabulaire outrancier et machiste, afficher des coiffures excentriques et des expressions grimaçantes, énoncer quantités de contre-vérités ou recourir à une rhétorique basée sur la violence. De part et d'autre de l'Atlantique, les militants opposés à ces deux leaders ne manquent pas de les comparer.

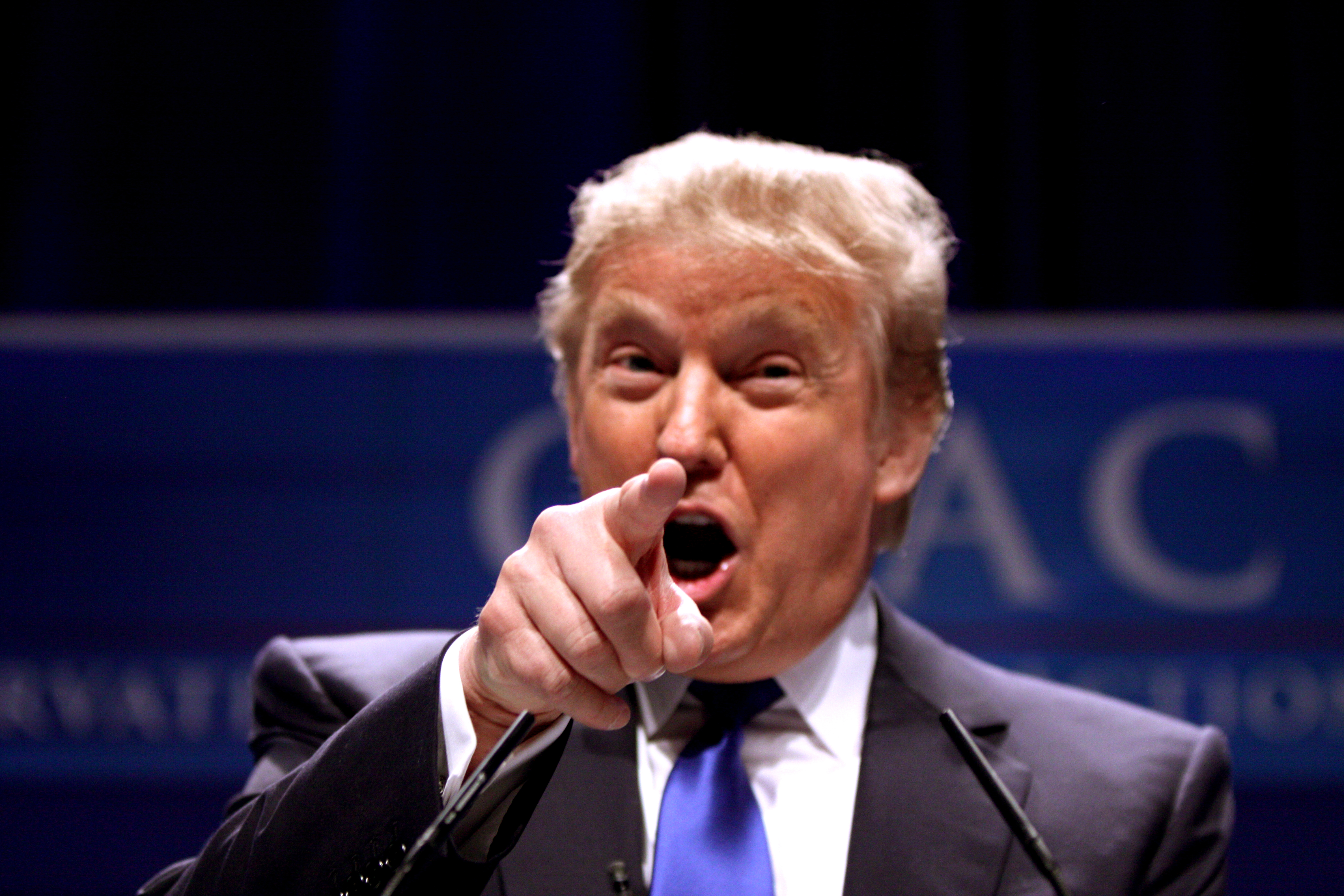
Donald Trump.

Le mandat de Donald Trump (janvier 2017 - janvier 2021) marque une étape à part entière du phénomène des fake news. Selon le Washington Post, en effet, le président en a émis plus de 20 000 jusqu'en juillet 2020 et plus de 30 000 à son départ de la Maison-Blanche.
Le phénomène prend une tournure particulière le 22 janvier 2017, soit deux jours à peine après l'investiture de Donald Trump, quand Kellyanne Conway, sa conseillère, lors d’un échange sur la chaîne NBC, critique la façon dont la presse a rendu compte de la cérémonie d'investiture du président, estimant que les médias ont annoncé à tort que la foule présente était moins nombreuse que lors des cérémonies précédentes. Elle invite le journaliste Chuck Todd à se référer au communiqué de Sean Spicer, porte-parole de la Maison blanche, concluant son propos par ces mots : « il a donné des « faits alternatifs » ».

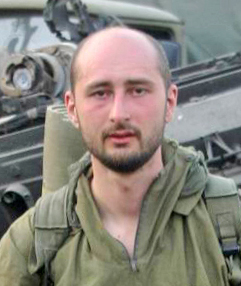
Arkadi Babtchenko.

Une nouvelle étape est franchie en mai 2018 quand le gouvernement ukrainien annonce que le journaliste russe Arkadi Babtchenko, connu pour ses positions critiques envers la politique de Vladimir Poutine, a été assassiné. La nouvelle est aussitôt relayée par la presse. Mais dès le lendemain, les autorités ukrainiennes font savoir que cette annonce était en réalité une fausse information, le journaliste expliquant lui-même que cette opération de communication était destinée à déjouer les véritables plans d'un assassinat commandité par la Russie et mettre la main sur les tueurs à gage recrutés pour ce crime. Après cette révélation, un grand nombre de médias critiquent sévèrement cette mise en scène, "s’interrogeant sur l’utilisation d’une « fake news » pour faire la lumière sur la vérité". Le quotidien The Guardian regrette que cette vraie-fausse mort puisse “donner du grain à moudre à la machine de propagande du Kremlin”. Et le site Foreign Policy souhaite avec ironie “la bienvenue dans un monde de géopolitique post-vérité”.
Une nouvelle ère politique s'ouvre, où s'exprimerait, « en creux, l’idée d’une société dont il faudrait sans cesse décoder les messages cachés et où la forme a(urait) définitivement pris le pas sur le fond ». En 2019, le journaliste Amaury de Rochegonde estime que « les contenus haineux et les « fake news » sont de plus en plus présents sur internet, les réseaux sociaux et parfois même les chaînes d’information ». Cet avis est partagé par le philosophe Bertrand Vergely, selon qui « les « fakes » sont (non seulement) de plus en plus nombreux (mais) de moins en moins détectables ». Plus radicale encore, sa collègue Myriam Revault d'Allonnes, auteure de La faiblesse du vrai, pense que « les gens en arrivent à croire des choses dont ils savent qu’elles sont fausses » et que « cela ne porte pas seulement atteinte à la question de la vérité en tant que telle mais aussi à la capacité même de se forger un jugement ».

Le terme « deepfake » (hypertrucage) fait son apparition en 2017 aux États-Unis pour désigner l'idée qu'à l'avenir, avec le développement exponentiel de l'informatique (notamment le deep learning), les actes catégorisés « post-vérité » ne se limiteront plus à de fausses informations écrites et à des photographies trafiquées : de plus en plus, des vidéos seront entièrement (image et son) détournées, le niveau technique des manipulations étant si perfectionné que tout effet de trucage deviendra imperceptible,,,. Ewa Kijak, experte en imagerie numérique à l’École supérieure d'ingénieurs de Rennes, affirme : 

« jusqu'à présent, la vidéo était peut-être encore quelque chose qu'on pouvait croire. On se disait que c'était compliqué à modifier. Maintenant, ce sera encore un média auquel on ne pourra plus faire confiance. »

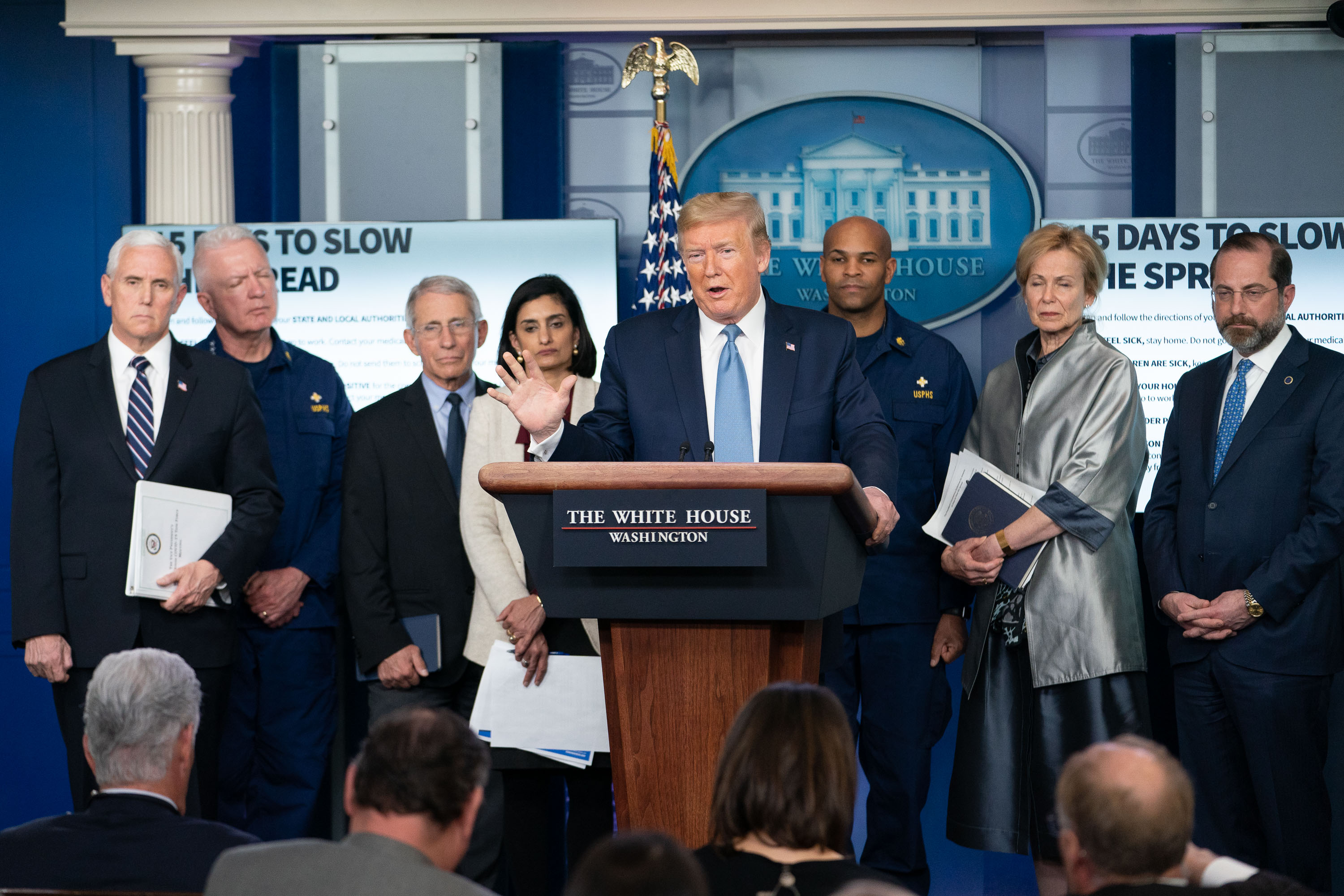
Le 23 avril 2020, en pleine pandémie Covid, Donald Trump prétend que l'injection d'eau de javel et l'exposition aux rayons ultraviolets peuvent servir de remèdes.

À partir de 2018, différents médias s'interrogent : les deepfakes peuvent-elles menacer la démocratie ? Et en juin 2019, le House Intelligence Committee, commission permanente du Congrès chargée de surveiller les activités des agences de renseignement américaines, tient sa toute première audience dédiée aux menaces liées aux deepfakes[réf. souhaitée].
Mais, c'est essentiellement autour des propos tenus par Donald Trump tout au long de son mandat que s'élabore le débat sur les fake news et la post-vérité. Durant ces quatre années, en effet, Trump suit un plan de communication (en) où les fake news, y compris les plus insensées, occupent une place centrale ; ceci sans que l'exercice de son mandat ne s'en trouve fondamentalement troublé, les cadres de son parti, le Parti Républicain, s'abstenant majoritairement de le critiquer. Ainsi le 23 avril 2020, en pleine pandémie de Covid, devant plusieurs personnes de son administration, le président des États-Unis prétend que l'injection d'eau de Javel et l'exposition aux rayons ultraviolets peuvent servir de remèdes.
L'émission de fake news par Donald Trump atteint son niveau le plus élevé le 7 novembre 2020, quand sont annoncés les résultats de l'élection à la présidentielle qui le donnent largement perdant : « j'ai gagné cette élection et de beaucoup ! » proclame t-il à l'occasion d'un nouveau tweet.

### À partir de 2021

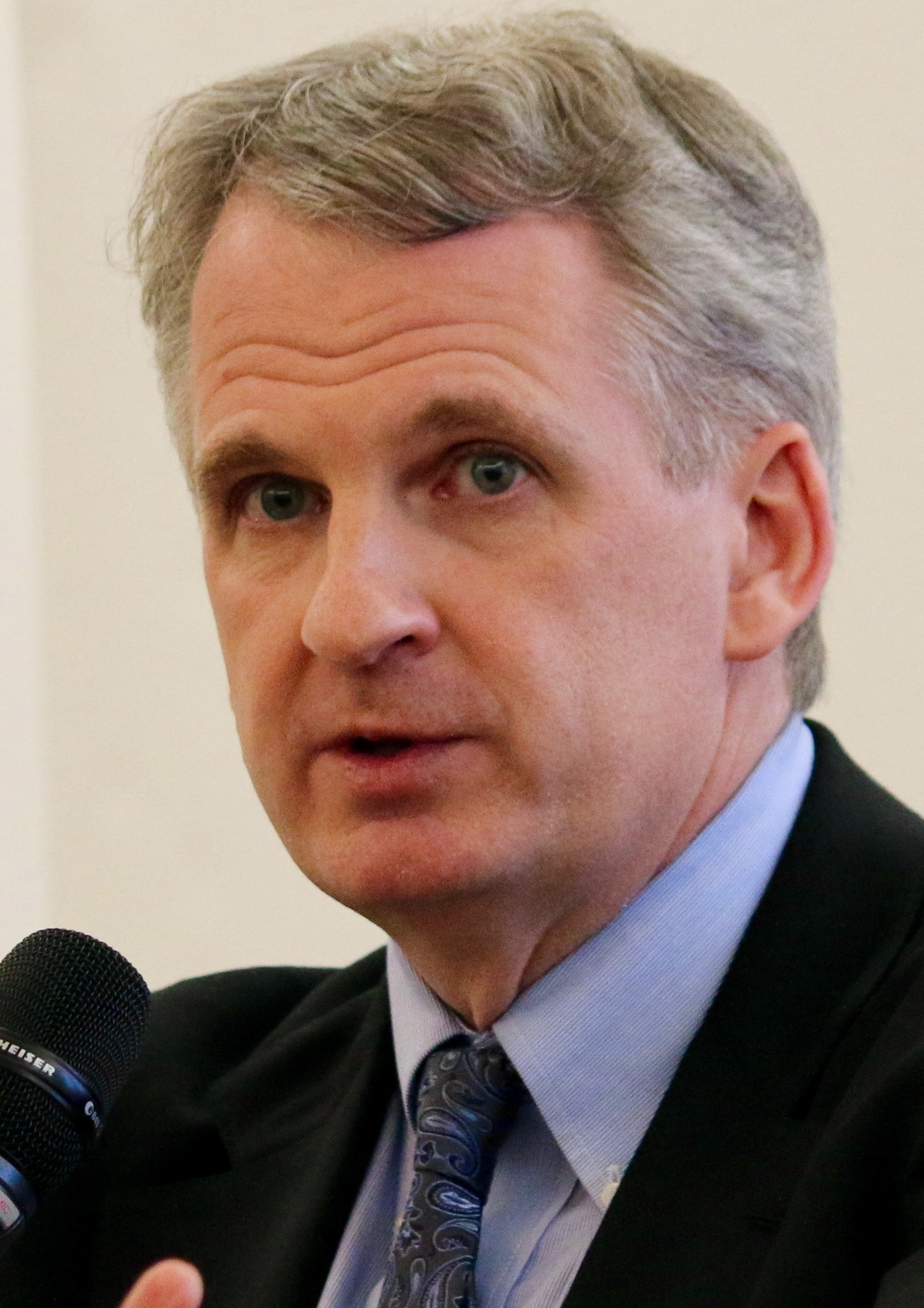
Timothy Snyder.

Le 6 janvier 2021, refusant toujours d'admettre sa défaite électorale malgré l'échec de ses différents recours en justice, le président Trump encourage les citoyens à se rendre en masse au Capitole afin d'empêcher les parlementaires de valider la victoire de son adversaire, Joseph Biden. Ce mouvement de masse se transformant rapidement et pendant plusieurs heures en émeute, une majorité de commentateurs soulignent l'extrême dangerosité de la prolifération des fake news sur la démocratie : « La post-vérité, c’est le pré-fascisme, et Trump a été notre président post-vérité » affirme notamment l'historien Timothy Snyder. Plus largement, les analyses de la montée en puissance des fake news, à travers le phénomène du complotisme, pointent une dégradation générale des mentalités, toutes sensibilités politiques confondues.
L'accession de Joseph Biden à la Maison Blanche marque un certain retour à la décence dans le paysage politique américain mais, avant même que ne soient survenus les événements, un grand nombre de journalistes et d'essayistes se demandent s'il est « encore possible de sortir de la post-vérité ».

## Une impossible définition
L'expression « post-vérité » est « largement illusoire », estime Sylvain Parasie, sociologue des médias à l’Université Paris-Est-Marne-la-Vallée. « Elle suppose que les faits vrais auraient jadis exclusivement compté dans le débat politique et que nous aurions basculé dans une nouvelle ère. Or, le débat politique s’organise autour de faits, mais toujours également autour de valeurs et d’émotions ». Le sociologue Gérald Bronner juge le terme « mal choisi » car il laisse penser « que les gens sont devenus indifférents à la vérité », thèse à laquelle il ne souscrit pas : il « préfère parler […] de « démocratie des crédules », car cette expression permet de souligner le rapport étroit et paradoxal entre le développement de la crédulité et celui de la liberté d’expression ».
Plus tranchée, Ingrid Riocreux, universitaire spécialiste de rhétorique et stylistique, avance que le terme n'est souvent qu'une nouvelle manière de dire « mensonge » tout en paraissant ne pas porter de jugement moral. Elle ajoute que si les médias veulent désigner par là des procédés visant à « tordre le réel » pour le mettre au service d'une thèse ou d'une cause, « alors ils devraient se reconnaître comme des maîtres de post-vérité ».
Il est d'autant moins aisé d'apporter une définition des expressions « post-vérité » et « post-factuel » qu'il est difficile de définir les mots « vérité » et « fait ». Régulièrement soulevées par la religion et ayant également ponctué toute l'histoire de la philosophie, les questions « qu'est ce qu'un fait ? » et « qu'est ce que la vérité ? » sont en effet de celles qui attisent les polémiques mais restent sans réponses en raison de l'intrication sujet-objet, ainsi que le démontre la pensée herméneutique,.
De surcroît, avant même que ne soient utilisées les expressions « post-vérité » et « post-factuel », la notion de vérité était loin de s'accorder avec l'idée générale que l'on avait de la politique et de la presse.

### Vérité et politique

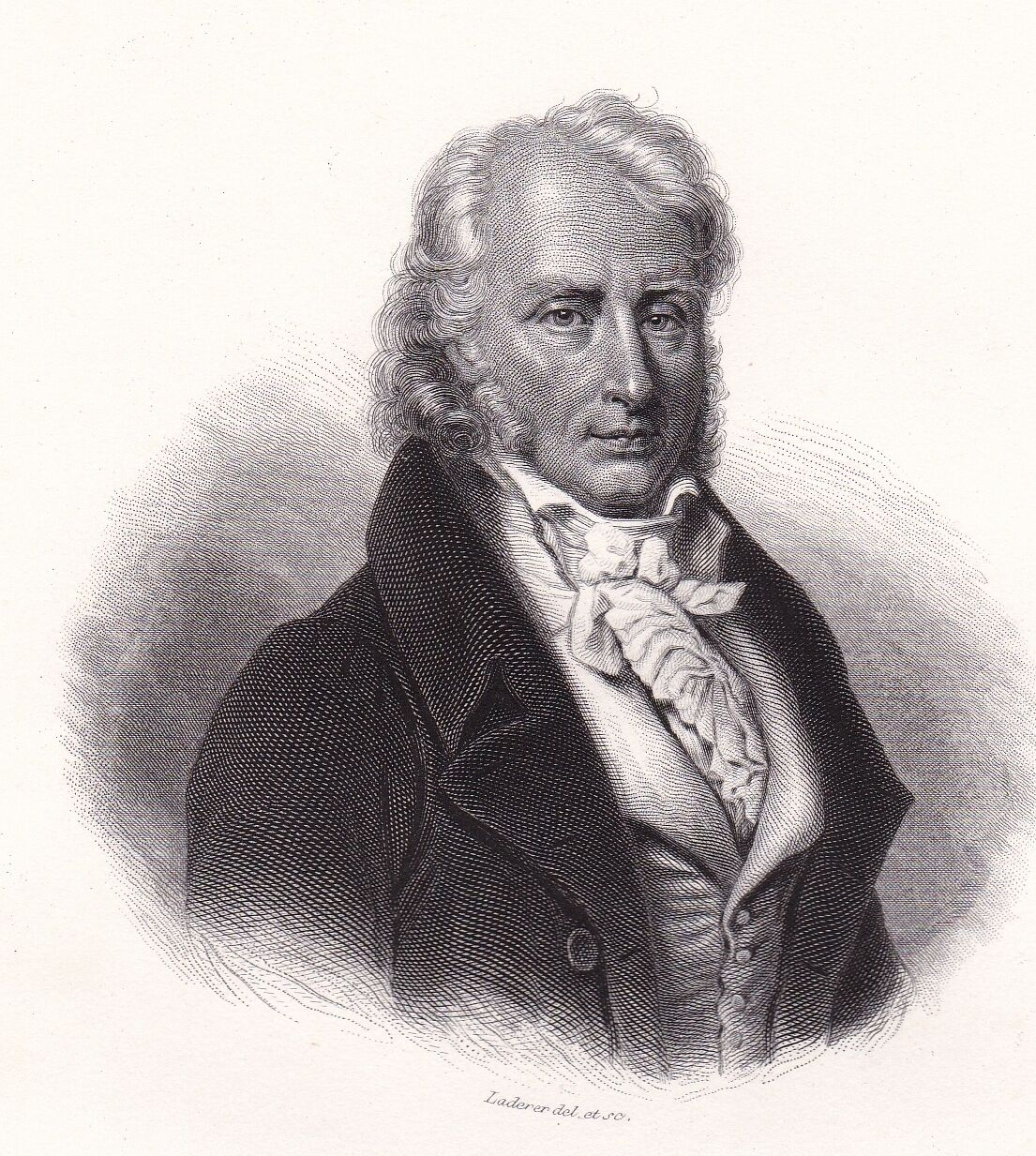
Député de 1818 à 1830, Benjamin Constant invoquait le « droit au mensonge » en politique dès 1797.

L'idée que la politique n'entretient aucun rapport avec la morale ou l'éthique est ancienne. Le nom du premier grand théoricien moderne de la politique, Nicolas Machiavel (début du XVIe siècle) est à l'origine de l'adjectif « machiavélique » et de l'idée selon laquelle il peut être nécessaire au prince d'user du mensonge et de la dissimulation s'il veut conserver le pouvoir et qu'il lui faut donc savoir simuler les vertus. En 1733, l'Écossais John Arbuthnot écrivait un pamphlet intitulé L'Art du mensonge politique dans lequel il apparentait le mensonge en politique à la démagogie et le définissait comme « l'art de convaincre le peuple » et « l'art de lui faire croire des faussetés salutaires et cela pour quelque bonne fin ». En 1797, une controverse a opposé le député français Benjamin Constant et le philosophe allemand Emmanuel Kant, le premier alléguant un « droit au mensonge » en matière de politique, le second s'en offusquant et jugeant ce « prétendu droit » contraire à toute morale élémentaire,. Au début du XXe siècle, Henri Queuille, ministre de la Troisième République donnait du crédit à ce droit au mensonge en politique par la formule « les promesses n’engagent que ceux qui les écoutent ». Autre apophtegme du même, qui situe bien le positionnement du politique : « La politique n'est pas l'art de résoudre les problèmes, mais de faire taire ceux qui les posent. ».[source insuffisante] Depuis, les individus ont progressivement intégré l'idée que le mensonge n'est pas un vice en politique tout en admettant qu'il peut l'être dans la sphère privée.
Il est toutefois fondamental de ne pas confondre ici le mensonge et les promesses, auquel la plupart des individus sont désormais accoutumés, et le mensonge sur les faits (cf infra : la distinction opérée par Hannah Arendt entre vérité de raison et vérité de fait). La notion de post-vérité ne joue en effet que sur la seconde acception. Il est significatif que le concept de post-Truth politics soit apparu aux États-Unis car, depuis 1788, le président de ce pays peut être destitué s'il apparaît qu'il a menti sur un fait, même apparemment mineur (procédure d'impeachment). La plupart des commentateurs (notamment le documentariste Michael Moore et l'historien Allan Lichtman) se demandent par conséquent comment les mensonges sur les faits de Donald Trump, durant sa campagne électorale, ne l'ont pas empêché d'accéder à la magistrature suprême et s'ils se poursuivront passé le 20 janvier 2017, date de son investiture, quand, sur la Bible, il a prêté serment de loyauté au peuple américain.
À l'inverse, Marie Petitcuénot, membre d'un cabinet de conseil d'influence intervenant auprès de chefs d'entreprise et de personnalités politiques, estime que " vérité et transparence sont les premiers arguments marketing des partis politiques : elles n’ont plus rien à voir avec les faits (…), plus de rapport avec la réalité ; elles sont devenues des tics de langage. (…) Quand un homme politique déclare : " je vais vous dire la vérité ", il met en œuvre une stratégie, manipule son auditoire. Brandir la vérité est (…) une manière de prendre le pouvoir. La vérité en politique est une tyrannie ".

### Vérité et journalisme

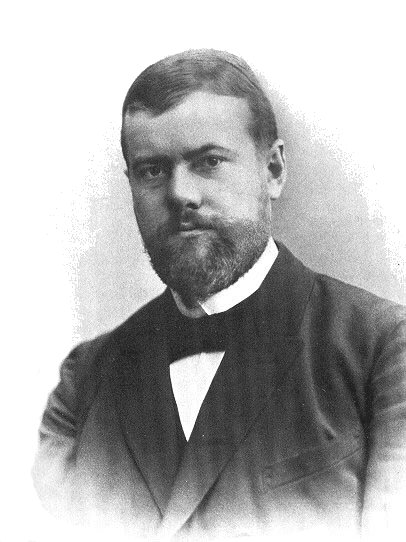
Selon le sociologue Max Weber (ici photographié en 1894), il est d'autant plus difficile aux journalistes de faire preuve de neutralité axiologique dans l'analyse des faits qu'ils doivent répondre à « la nécessité (de produire) sans délai, à la demande, et avoir une efficacité immédiate » (conférence La profession et la vocation de politique, 1919).

Au XIXe siècle, la plupart des historiens tels que Leopold von Ranke, estimaient que l'histoire vise à raconter « comment les "faits" se sont "vraiment" passés ». En 1919, le sociologue allemand Max Weber a invité les intellectuels à s'extraire de cette conception scientiste et a énoncé l'un des principes fondateurs des sciences sociales, le principe de neutralité axiologique, selon lequel tout intellectuel, savant ou journaliste, doit non pas s'interdire d'émettre des jugements de valeur lorsqu'il étudie un fait social mais en prendre conscience et le spécifier : préciser sous quel angle il oriente son analyse et quels sont ses critères. Weber a en particulier souligné la difficulté du journaliste à satisfaire cette exigence, en raison de la réactivité aux événements à laquelle son métier le contraint :

« Peu de gens ont conscience qu'une production journalistique réellement bonne exige au moins autant d'esprit que n'importe quelle production savante, surtout du fait de la nécessité d'être produite sans délai, à la demande, et de devoir avoir une efficacité immédiate. »

— Max Weber, « La profession et la vocation de politique », in Le savant et le politique, La Découverte/Poche, 2003, réimpression 2014, p. 152.
Ce que Katharine Viner indique à travers l'expression « post-vérité », c'est que cette difficulté de concilier vérité et réactivité s'accentue sans cesse avec les multiples applications du numérique. Plus la masse d'informations est abondante, contraignant elle-même toujours plus le journaliste à s'y montrer réactif, plus la tâche d'analyser les événements politiques avec discernement devient problématique.
D'après le journaliste Daniel Cornu, se référant aux travaux de Max Weber, cette tâche est de plus en plus ardue du fait que, « par sa mission publique, le journaliste se meut dans le politique, il revêt lui-même un statut politique ». Plusieurs associations (notamment Acrimed, en France) et blogs, de même que certains journalistes, reprochent régulièrement à la presse grand public non seulement de manquer d'indépendance (notamment en raison de la dépendance des recettes publicitaires) mais d'entretenir de véritables liens de connivence avec le milieu politique. « À Sciences-Po, rappelle l'historien du journalisme Alexis Lévrier, se côtoient nos futures élites politiques et médiatiques. Journalistes et personnalités politiques appartiennent souvent au même milieu sociologique ». À tel point, précise-t-il, que « la connivence est irréversible » et que Cédric Mathiot, animateur de la rubrique « Désintox » à Libération, estime qu'il devient nécessaire de « fact-checker les journalistes » eux-mêmes.

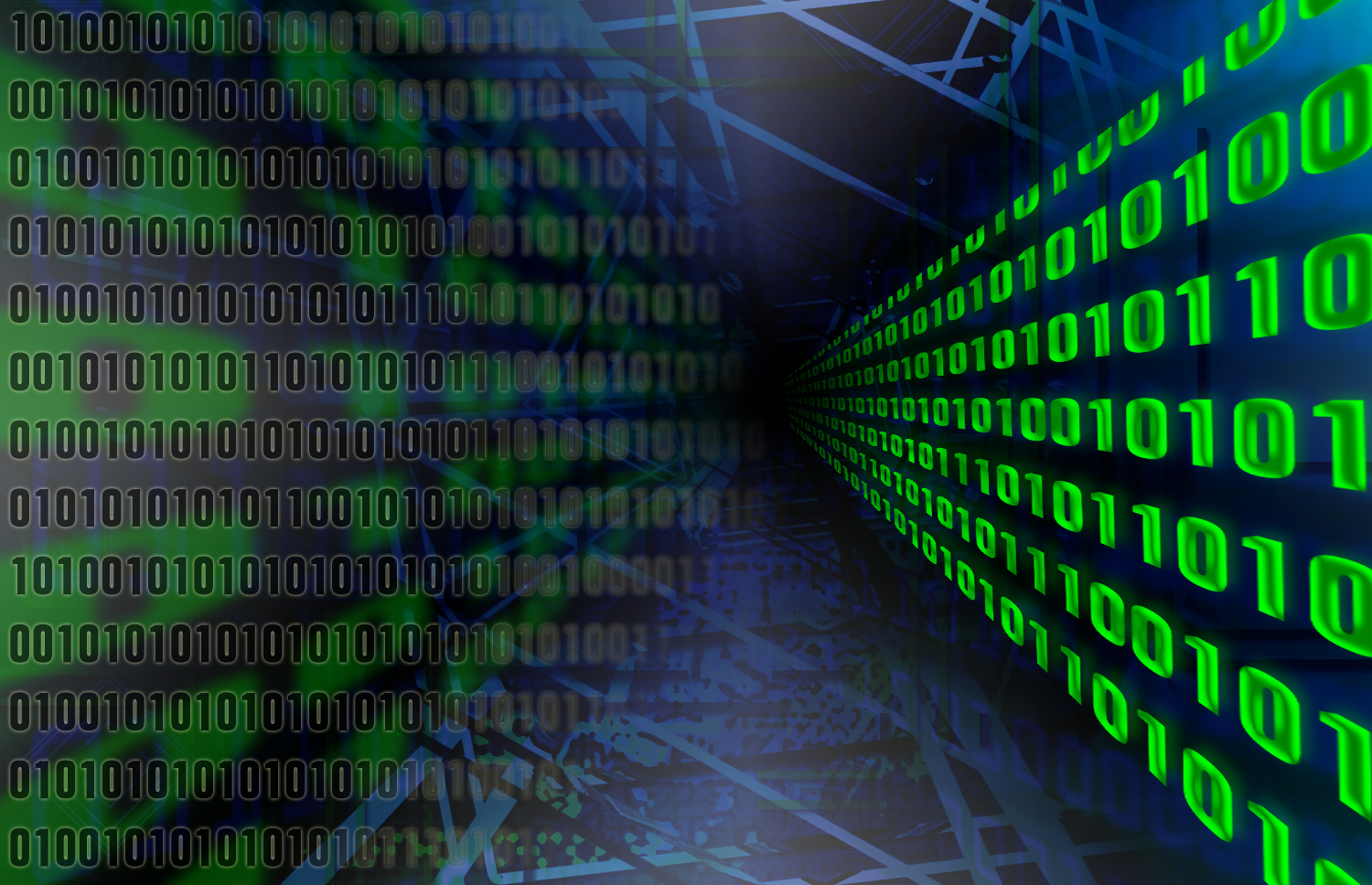
Selon Thomas Legrand, la mode du fact checking a moins à voir avec un supposé souci de vigilance des journalistes qu'avec le fait que le numérique leur permet d'y recourir.

Qui plus est, la vérification par les faits ne résulte pas autant qu'il paraît de la déontologie du journaliste (il en a toujours fait partie) que du fait qu'il est imposé par le progrès technique : « Les raisons (de son développement) sont diverses, explique Thomas Legrand, mais n'ont rien à voir avec une supposée plus ou moins grande audace des journalistes ou plus ou moins grande liberté de la presse. C'est une question d'abord bêtement technique : nous sommes passés de la bande magnétique et vidéo au numérique et nous pouvons garder, chacun d'entre nous, journaliste ou non, et classer tout ce qui se dit. Internet fait le reste : tout est à la disposition de tout le monde en un clic ».
Selon le sociologue Dominique Cardon, le concept « post-vérité » présente un caractère paradoxal : « on s’inquiète de la post-vérité à un moment où les informations n’ont jamais été autant vérifiées ». Mais selon l'association Technologos, cette situation cesse d'apparaître paradoxale si l'on prend en compte le fait que le numérique est à la fois à l'origine de la prolifération de bullshit sur les réseaux sociaux et des techniques de fact-checking visant à contrecarrer celui-ci. Si bien que, dans cette combinaison de désinformation et de réfutation, le sens même de la vérité s'émousse : ce n'est plus tant un manque de vérité qui fait aujourd'hui défaut qu'un manque de vraisemblance et ce manque de vraisemblance lui-même ne constitue plus un obstacle : les mensonges sont énormes, on peut les identifier sans mal et pourtant, « ils passent », ils sont banalisés.
Patrick Michel, de l'association Acrimed, constate que les grands médias sont aujourd'hui dans une position de plus en plus défensive face aux fake news», multipliant les rubriques de vérification par les faits, créant des outils sophistiqués tels que le décodex (dont l'efficacité et la légitimité sont critiqués). Selon lui, ils peinent ainsi à percevoir que la diminution de leur audience et leur perte de crédibilité (lire infra) relèvent de leur intrication avec une « oligarchie économique et politique décrédibilisée ». Ses analyses rejoignent celles de Noam Chomsky (voir infra) et de Frédéric Lordon (voir infra), selon qui ces médias font preuve d'allégeance, voire de complaisance, avec l'idéologie libérale, laquelle - en proie à une multitude de crises depuis des décennies - est elle-même en perte de crédibilité.

### Vérité et fait
L'équivalence accordée aux expressions « ère post-vérité » et « ère post-factuelle » pose une série de questions philosophiques, relatives à l'articulation même des faits et de la vérité. Dans la mesure où il est impossible de percevoir un fait de façon totalement objective, quelle est la valeur de l'interprétation ? En quoi cette interprétation n'est-elle pas une instrumentalisation des faits, donc une manipulation des esprits ?

Traitant ces questions en 1964 dans un essai intitulé « Vérité et politique », Hannah Arendt a considéré que l'historien ne tord pas les faits dès lors qu'il précise comment il les construit mais également comment il ne les noie pas non plus sous un discours axé sur leur interprétation. Faisant référence à ce texte, le philosophe Alain Cambier estime que la post-vérité révèle la vulnérabilité des vérités de fait, qu'Arendt distingue des vérités de raison : si l'on considère que si tous les faits sont construits, alors la notion de vérité perd toute espèce de valeur : 

« Les vérités de raison possèdent en elles un élément de coercition qui leur fait résister à toute tentative de remise en question arbitraire. En revanche, l’autre type de vérité y semble plus exposé. Les activistes de la post-vérité ne peuvent être considérés comme de simples menteurs. En politique, le mensonge n’est pas nécessairement une faute : après tout, toute vérité n’est pas nécessairement bonne à dire et son établissement relève plus d’un critère de pertinence que de véracité inconditionnelle. À l’inverse, l’apologie de la vertu et la confusion entre morale et politique peuvent conduire à la Terreur. S’il trompe son interlocuteur, le menteur le fait d’autant plus qu’il connaît exactement la réalité et ne se fait pas d’illusion sur elle. En revanche, l’obsession du négationniste est de ne surtout pas connaître la réalité telle qu’elle est. C’est pourquoi ce dernier s’emploie à ruiner systématiquement la vérité des faits : il construit laborieusement un millefeuille argumentatif, en choisissant quelques éléments qu’il manipule et sort de leur contexte, voire en en inventant de toutes pièces, pour rendre crédibles ses projections imaginaires. »

— Alain Cambier, Post-vérité : la raison du plus fou, Le Monde, 19 janvier 2017
Mazarine Pingeot souligne elle aussi la nécessité de " relire Hannah Arendt pour mieux saisir la post-vérité " en commentant un autre passage de « Vérité et politique » :

« Le résultat d’une substitution cohérente et totale de mensonges à la vérité de fait n’est pas que les mensonges seront maintenant acceptés comme vérité, ni que la vérité sera diffamée comme mensonge, mais que le sens par lequel nous nous orientons dans le monde réel – et la catégorie de la vérité relativement à la fausseté compte parmi les moyens mentaux de cette fin – se trouve détruit. »

— Hannah Arendt, "Vérité et politique", in La Crise de la culture, Folio poche p. 327-328.
Selon elle, " le danger de la post-vérité n’est pas le mensonge, qui en soi peut même constituer une forme de liberté par rapport au factuel, mais bien l’indifférence à la distinction entre mensonge et vérité. (…) On peut admettre soit que (Hannah Arendt) était visionnaire, soit que le concept de post-vérité remonte malheureusement bien plus loin que les lubies d’un Donald Trump adossées à l’exponentielle prolifération de la rumeur et de l’opinion indépendamment de tout fact checking que représente la Toile ; la post-vérité est la vérité de tout totalitarisme, autrement dit de toute politique où l’idéologie tend à se substituer intégralement au réel ".

## Description
Les notions de fait et de vérité étant indéfinissables, les concepts de post-vérité et de post-factuel le sont a fortiori, au point que certains sociologues avancent qu'ils n'aident en rien à comprendre la situation qu'ils décrivent. On ne peut donc donner de sens à ces expressions qu'en puisant dans les différents commentaires qui en sont faits.

### La banalisation du mensonge

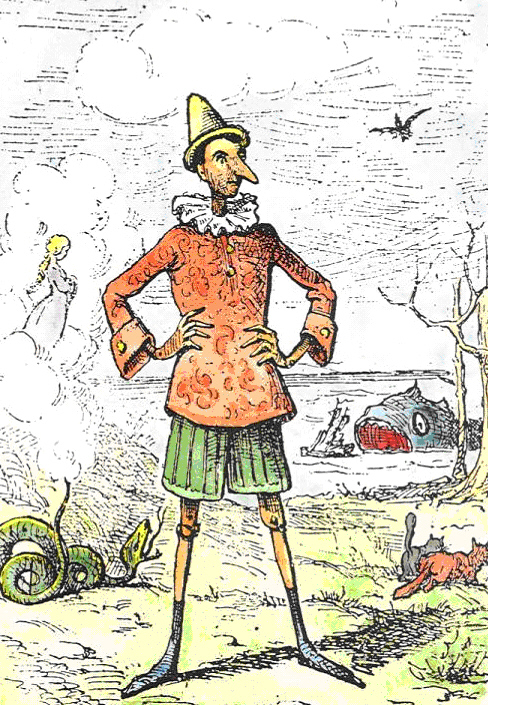
Gravure représentant Pinocchio, personnage d'un roman enfantin du XIX, dont le nez s'allonge à chaque fois qu'il ment.

Alors qu'il est généralement admis que l'usage du mensonge en politique est coutumier, ce qui est à présent nouveau et significatif, c'est d'une part que les mensonges apparaissent de plus en plus invraisemblables, d'autre part qu'à défaut d'y croire, une majorité d'individus croient en ceux qui les prononcent tout en pouvant admettre qu'ils mentent. Ceci conduit le sociologue Gérald Bronner à considérer notre temps comme celui de la crédulité. Ainsi, selon André Comte-Sponville, « ce n'est pas la possibilité du mensonge, mais l'impossibilité de le dénoncer » qui caractérise la post-vérité.

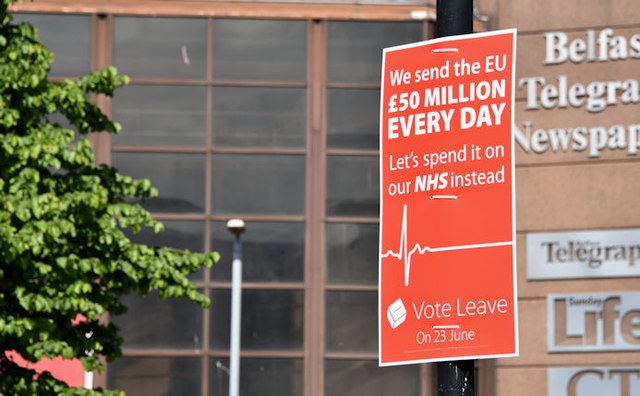
Une affiche de l'organisation Vote Leave affirmant que le Royaume-Uni déboursait 50 millions de livres par semaine pour être membre de l'Union européenne. Cette stratégie militante est le premier exemple cité pour démontrer l'avènement d'une ère post-factuelle.

L'exemple qui a donné lieu au succès de l'expression « post-vérité » est celui de la campagne référendaire du Brexit, qui s'est déroulée au printemps 2016. L'organisation Vote Leave, qui regroupait les partisans de la sortie de l'Union européenne, a affirmé à maintes reprises qu'il en coûtait 350 millions de livres par semaine au Royaume-Uni pour en être membre. Cette assertion, qui occultait délibérément divers facteurs notamment les financements dont bénéficient le Royaume-Uni comme les financements européens aux agriculteurs, a été décrite comme « potentiellement trompeuse » par la UK Statistics Authority (en), « non raisonnable » par l'Institute for Fiscal Studies et a été invalidée par BBC News, Channel 4 News et Full Fact (en),,. Malgré tout, Vote Leave a continué à véhiculer l'affirmation, ce qui a mené la partisane Sarah Wollaston à quitter le groupe et à critiquer sa « politique post-vérité, ». Élément significatif : une fois qu'ils ont obtenu gain de cause, plusieurs des leaders de Vote Leave ont reconnu avoir menti et adopté une posture pragmatique en renonçant notamment à assumer toute responsabilité politique.
Le cas de Donald Trump fournit un autre exemple : une semaine après son élection à la présidence des États-Unis, il a déclaré qu'il renonçait à la plupart de ses engagements ou qu'il les reverrait à la baisse, notamment ceux relatifs à l'abrogation de l'Obamacare, la construction du mur entre les États-Unis et le Mexique, l'expulsion des migrants illégaux et le dossier sur le nucléaire iranien,.
De l'avis de plusieurs analystes, le mensonge ne semble opérer que dans les effets d'annonce tandis que la prise en considération des faits est rétablie une fois remportée la victoire électorale,. C'est également ce qu'a déclaré penser le président Obama peu après l'élection de son successeur. Les expressions « ère post-vérité » et « ère post-factuelle » se distinguent en tout état de cause de la contestation ou de la falsification des faits car elles ne sont pas centrées sur ces derniers, ceux-ci étant considérés comme secondaires, voire négligeables, par ceux qui n'entendent pas se soumettre à la vérification par les faits.

### Le primat de l'émotion sur la raison
Le mysticisme et les croyances ont dominé l'histoire de l'humanité jusqu'à ce que, au XVIIe siècle, le rationalisme et le scepticisme ne viennent prendre une place croissante dans les mentalités, au point d'être quasi unanimement considérés comme les fondements de la modernité et du désenchantement du monde. Lorsque, par conséquent, le dictionnaire d'Oxford définit l'expression « post-vérité » comme « ce qui fait référence à des circonstances dans lesquelles les faits objectifs ont moins d’influence pour modeler l’opinion publique que les appels à l’émotion », le préfixe « post- » indique que ces fondements sont mis à mal, ceci alors que l'idée que la révolution numérique constitue un facteur d'émancipation fait consensus. Quelques sociologues vont jusqu'à considérer que les échanges sur internet non seulement ne diminuent pas le poids des préjugés, la crédulité et les dérives sectaires mais qu'ils les attisent.

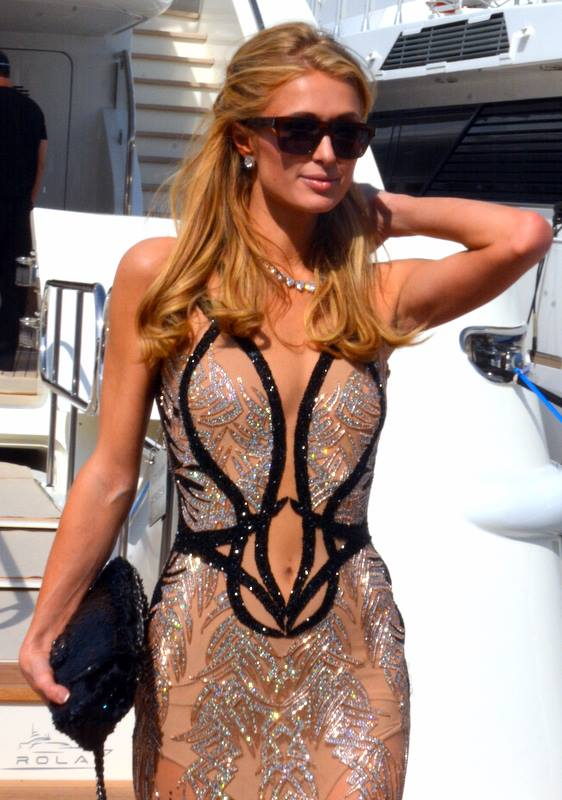
Selon différents psychologues, sociologues et anthropologues,
le phénomène de la téléréalité participe du brouillage entre la réalité et la fiction. Des anonymes y côtoient des personnages publics, tels la femme d'affaires Paris Hilton (photo) ou Donald Trump.

Du moins de nombreux intellectuels estiment-ils que le cyberespace, tout en symbolisant l'idéal de progrès technique, n'abolit pas la prégnance des émotions sur la raison : 
— Pierre Le Coz, Le gouvernement des émotions et l’art de déjouer les manipulations, Albin Michel, 2014
L'appel aux émotions de la part du personnel politique est souligné par certains, même s'il ne s'apparente pas au populisme et à la démagogie, a fortiori si tel est le cas. Ainsi en 2004, le constitutionnaliste Guy Carcassonne écrit : « à tort ou à raison, les hommes politiques ont l'impression que l'appréciation que les Français vont porter sur eux ne sera pas liée à la qualité de ce qu'ils disent, mais à la rapidité et à l'intensité de leur émotion ». L'universitaire Claude Poissenot y voit une cause à l'émergence de la notion de post-vérité : « les individus sont désormais définis par un « moi émotionnel ». Devenir soi-même est devenu une norme. (…) Le populisme de « l’après-vérité » (est) un effet pervers de la modernité qui invite les individus à se construire eux-mêmes ».
Selon Antoine Nouis, du journal Réforme, l'idée que l'on entrerait dans l'ère post-vérité est liée à la montée en puissance du narcissisme, du fait que les médias s'invitent désormais dans les milieux jusqu'alors réservés à la vie privée et à l'intimité, notamment avec les émissions de téléréalité, univers dont est issu le nouveau président des États-Unis, et de la tendance sociétale à exhiber les signes de richesses, dont il est également coutumier : « C'est la première fois qu'un président est élu qui s'inscrit davantage dans une logique de téléréalité que dans une analyse politique, jouant donc davantage sur l'émotion que sur la raison. Donald Trump est quelqu'un de totalement impulsif, donc imprévisible, la téléréalité est sa marque de fabrique ».

### La théorie du complot

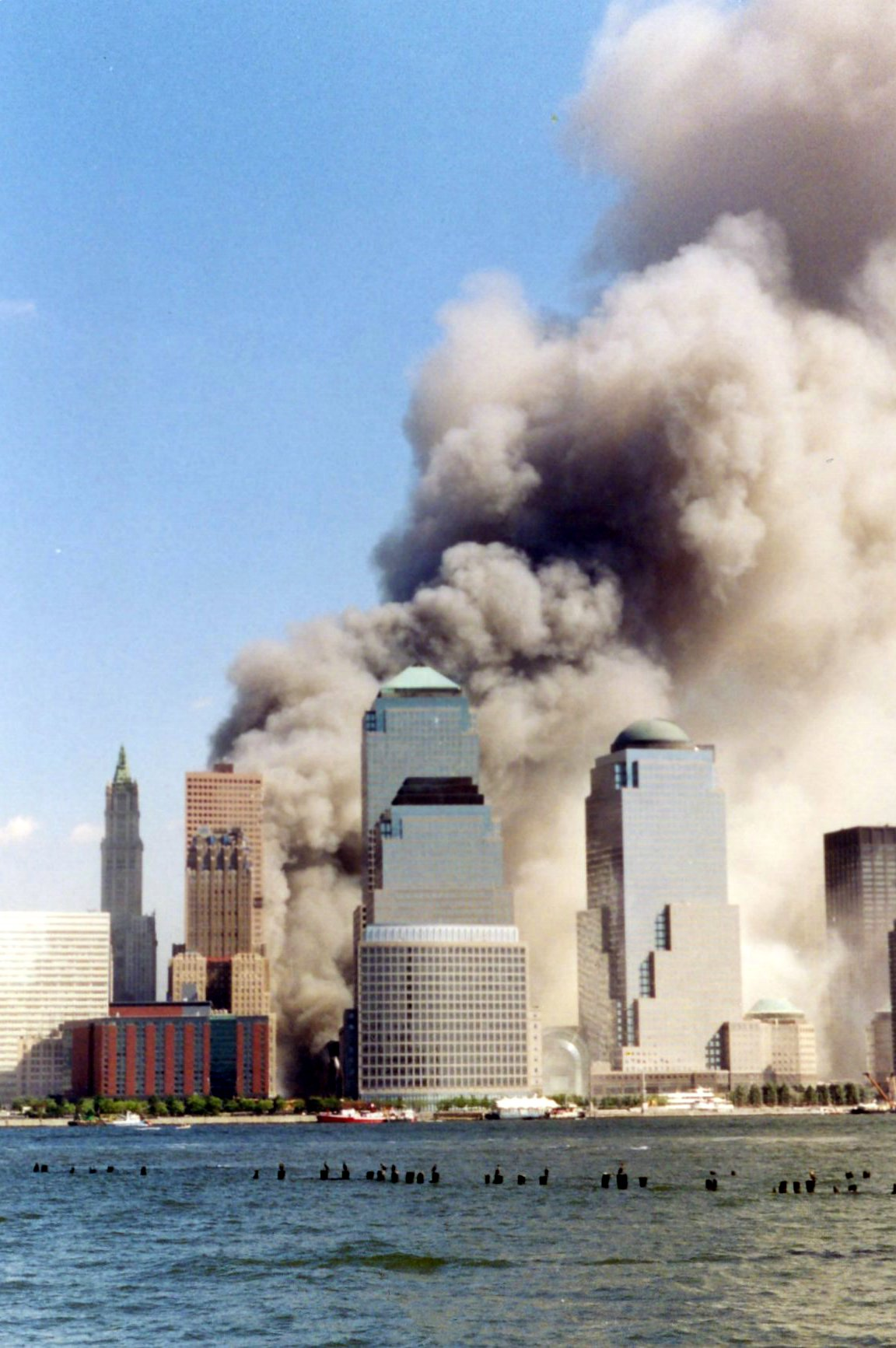
Les théories du complot sur les attentats du 11 septembre ont fortement contribué à la généralisation des fakes sur internet.

Dans ses formes les plus extrêmes, comme le 9/11 Truth Movement, le concept « post-factuel » s'apparente à la théorie du complot, : les critiques basées sur les faits sont attribuées à un présumé ennemi (l'establishment, les sionistes, les médias…). Ces pratiques visent donc à jeter le discrédit sur les sources et ceux qui s'y réfèrent au point que les rumeurs sont de plus en plus colportées dans les médias (par exemple, les théories sur la citoyenneté ou sur la religion de Barack Obama ou encore le Pizzagate) et les accusations de mensonges sont omniprésentes.
Pierre-André Taguieff estime que le raisonnement à l'œuvre dans la théorie du complot donne lieu à un débat stérile dans la mesure où celle-ci ne se prête pas à la réfutation : « l'imaginaire du complot est insatiable, et la thèse du complot, irréfutable. (Pire), les preuves avancées qu'un complot n'existe pas se transforment en autant de "preuves" qu'il existe ». Gérald Bronner estime que les conspirationnistes parviennent d'autant plus à convaincre leurs auditoires qu'ils « singent la pensée méthodique » tout en étant « imperméables à la contradiction ».
Selon ces deux penseurs, dès lors que les réseaux sociaux se dérobent à la règle de la vérification des faits et - plus généralement - aux principes de la contradiction et de la réfutabilité, ils ouvrent grand la porte non seulement aux mensonges de toutes sortes mais à leur banalisation dans le paysage audiovisuel.
De même, William Davies, professeur en économie politique à l'université Goldsmiths à Londres, estime que le concept d'ère post-vérité est indissociable du succès des théories du complot sur les réseaux sociaux. « Je ne dis pas que c’est la fin de la vérité, affirme-t-il, mais les gens vont devoir commencer à traiter les contenus numériques avec plus de scepticisme. Internet est un outil plus efficace pour les batailles politiques que pour déterminer la vérité ».

### L'influence des réseaux sociaux
Durant l'été 2016, l'idée de la responsabilité du numérique et d'internet émerge. Cette idée part du constat que les hommes et femmes politiques prennent plus de distance des médias classiques (qu'ils étaient pourtant réputés courtiser jusqu'alors), avec la place croissante prise par les médias numériques et internet comme la blogosphère ou les réseaux sociaux.
Non seulement ces nouveaux relais d'opinion ne sont pas tenus par des professionnels censés appliquer une déontologie, telle que celle du journalisme, mais ils sont de plus en plus consultés, au détriment des médias institutionnels, qu'ils qualifient de manipulateurs. Le 12 juillet 2016, Katharine Viner, rédactrice en chef du Guardian, énonce une théorie qui sera longuement commentée dans les semaines et les mois suivants. Elle affirme que si l'on est entré dans l'ère post-factuelle, c'est en premier lieu parce que le numérique a ébranlé notre rapport aux faits : « À l’heure du numérique, il n’a jamais été aussi facile de publier des informations mensongères qui sont immédiatement reprises et passent pour des vérités. (…) Au lieu de renforcer les liens sociaux, d’informer ou de cultiver l’idée qu’informer est un devoir civique et une nécessité démocratique, ce système crée des communautés clivées qui diffusent en un clic des mensonges les confortant dans leurs opinions et creusant le fossé avec ceux qui ne les partagent pas ». Ce point de vue fait appel à la notion de pensée de groupe. Le caractère international d'internet permet non seulement aux individus mais aussi aux nations de porter préjudice à d'autres. Ainsi, le 30 novembre 2016, le Washington Post avance que l'État russe aurait joué un rôle clé dans le résultat des élections américaines en disséminant de fausses informations.
Katharine Viner n'est pas la seule à pointer le rôle du numérique dans le contexte post-factuel. Commentant en France l'incapacité des instituts de sondages à anticiper le résultat des élections en Grande-Bretagne et aux États-Unis, l'universitaire Alain Garrigou, spécialiste des enquêtes d'opinion, fait valoir le 16 novembre que, pour des raisons de coût, la majorité d'entre elles se font aujourd'hui en ligne, ce qui abaisse sensiblement le niveau de sincérité des personnes sondées.
S'appuyant sur un rapport de l'agence Reuters, le politologue ellulien Patrick Chastenet, estime en 2018 que si les Américains sont plus exposés aux fake news, ils ne sont pas a priori plus crédules que d'autres mais considérablement plus nombreux à s’informer en ligne, y compris sur les réseaux sociaux : 70 % contre 13 % seulement en France.

### La propension à la dérision
Le développement de la politique spectacle, dans la seconde moitié du XXe siècle, a favorisé celui de l'information parodique. Les Guignols de l'Info, sur la chaîne Canal+ dans les années 1990 et 2000, en sont un exemple connu en France. Mais avec internet, un grand nombre de particuliers peuvent s'adonner à ce plaisir, cette fois de façon anonyme et sans retenue. C'est ainsi que certains réseaux sociaux, comme Twitter, autorisent les internautes à propager des fake news au nom de l'humour ou de la dérision. En mars 2019, par exemple, le gestionnaire du compte Le Journal de l'Élysée parodie fait dire à la ministre Marlène Schiappa : « les Français doivent comprendre que contester la parole du chef de l'État, c'est déjà faire un pas vers le terrorisme ». La chose prend de l'ampleur quand cette information est relayée par l'agence de presse Sputnik, initiée par le gouvernement russe et considérée en France comme proche de l'extrême droite et complotiste.
Pierre Lefébure, spécialiste de communication politique à l'Université Paris-13, estime que « le danger avec l’humour sur les réseaux sociaux, c’est qu’on est plus dans la communauté avec laquelle on entretient un rapport minimal de connivences. » La loi anti fake news, débattue alors au parlement, prévoit de punir quiconque diffuse une fausse information « avec l’intention de nuire ». « Se pose alors la question de la définition juridique de ladite intention, à laquelle personne ne sait réellement répondre aujourd’hui ».

### La perte d'autorité des médias
La montée en puissance des réseaux sociaux en tant que source d'information s'accompagne d'une perte d'autorité de la presse professionnelle. C'est l'avis de Katarine Viner : 

« La presse en tant qu’activité commerciale est en grave difficulté. La transition vers le numérique est un vrai défi pour les journalistes. Les nouvelles technologies nous offrent de nouvelles sources où puiser des idées d’articles – réseaux sociaux, données et même nos propres lecteurs. Elles nous permettent aussi de les raconter autrement avec des technologies interactives et aujourd’hui la réalité virtuelle. Nous avons découvert de nouvelles façons de diffuser notre travail, d’aller chercher de nouveaux lecteurs aux endroits les plus inattendus et d’interagir avec eux, d’échanger, de débattre. Mais si ces évolutions technologiques ont ouvert de nouveaux horizons pour le travail journalistique, le modèle économique des entreprises de presse se retrouve néanmoins dangereusement fragilisé car quel que soit votre taux de clic, il ne sera jamais suffisant. Si vous rendez l’accès à vos contenus payant, il faut déployer des trésors de persuasion pour convaincre l’internaute de délier bourse quand il a été habitué à s’informer gratuitement. »

En France, une enquête menée pour le journal La Croix confirme le déclin de la presse écrite ainsi que Julia Cagé, spécialiste des médias et auteure de Sauver les médias. Cette tendance se confirme lourdement deux ans plus tard.
Les médias traditionnels sont remis en cause par une partie de la population qui dénonce les liens étroits qu'ils entretiennent avec les pouvoirs politiques ou économiques. Certains perçoivent les médias comme complices du pouvoir en place et contribuant à manipuler la population. De ce fait, ils peuvent être perçus comme une source peu fiable d'informations voire une source de désinformation.

### Le politiquement correct
Selon Marcel Gauchet, la post-vérité est une conséquence du politiquement correct. Il faut concevoir les fake news comme une réaction aux « euphémismes lénifiants et aux interdits sournois dictés par le moralisme officiel ». Les fake news seraient une réaction à la censure insidieuse des aspects de la réalité sur lesquelles la bienséance a commandé de jeter le voile.

### L'infobésité
La chercheuse Caroline Sauvajol-Rialland estime que « nous consommons aujourd'hui sept fois plus d'informations qu'en 2004, et nous en consommerons trente-deux fois plus en 2020. (…) Le citoyen en reçoit plus qu'il ne peut en traiter. L'infobésité est comme un excès de masse grasse dont il faut se débarrasser puisque l'individu bombardé par ces informations perd le fil de son raisonnement. (…) Le risque de l'immédiateté de l'information apporte essentiellement de l'émotion qui aveugle » (lire supra : Le primat de l'émotion sur la raison).
De même, Jayson Harsin, professeur de communication à l'American University of Paris, considère que  « la prolifération des chaînes de télévision et des journaux (…) ont fragmenté les audiences à l’extrême, et plus encore avec Internet et la multiplication des sites, blogs et autres pages sur les réseaux sociaux. (…) Il n’y a plus un JT ou la sortie du journal de référence, mais des millions d’alertes, d’informations, de commentaires, d’images, de vidéos, en concurrence les uns avec les autres pour capter l’attention du public. Dès lors, tout le monde, y compris les points de vue les plus extrêmes, trouve aujourd’hui un relais et obtient une part de voix dans le débat public. Il n’y a plus une vérité publique sur laquelle les médias s’accordent et qu’ils répètent, mais une infinité de points de vue diffusés dans une accélération inédite. Et dans ce brouhaha, ceux qui hier faisaient autorité ne parviennent plus à faire valoir le caractère scientifique de leur démarche. (…) Plus vous êtes multitâche, moins vous vous accordez le temps du raisonnement logique. Ainsi de plus en plus d’internautes se trouvent-ils frappés d’un déficit chronique de l’attention qui limite leur capacité à se saisir d’un argument rationnel ».

### L'impact des TIC sur les seniors
Des chercheurs des universités de Princeton et de New York étudient les origines des fake news. Analysant les partages d'environ 1 200 Américains ayant déclaré utiliser Facebook et ayant accepté de croiser leurs données durant la campagne présidentielle de 2016, les sociologues les comparent avec ceux de plusieurs listes de sites internet connus pour propager des infox.
Observant que les utilisateurs de Facebook de plus de 65 ans ont partagé « près de sept fois plus » de fake news que les personnes âgées de 18 à 29 ans, ils avancent une théorie, publiée en 2019 dans la revue Science Advances, avec le soutien du Washington Post : « Il est possible qu'un groupe entier d'Américains, aujourd'hui âgés de 60 ans et plus, manque des compétences relatives aux médias numériques nécessaires pour déterminer la fiabilité des articles rencontrés en ligne »,.

### Le piratage informatique

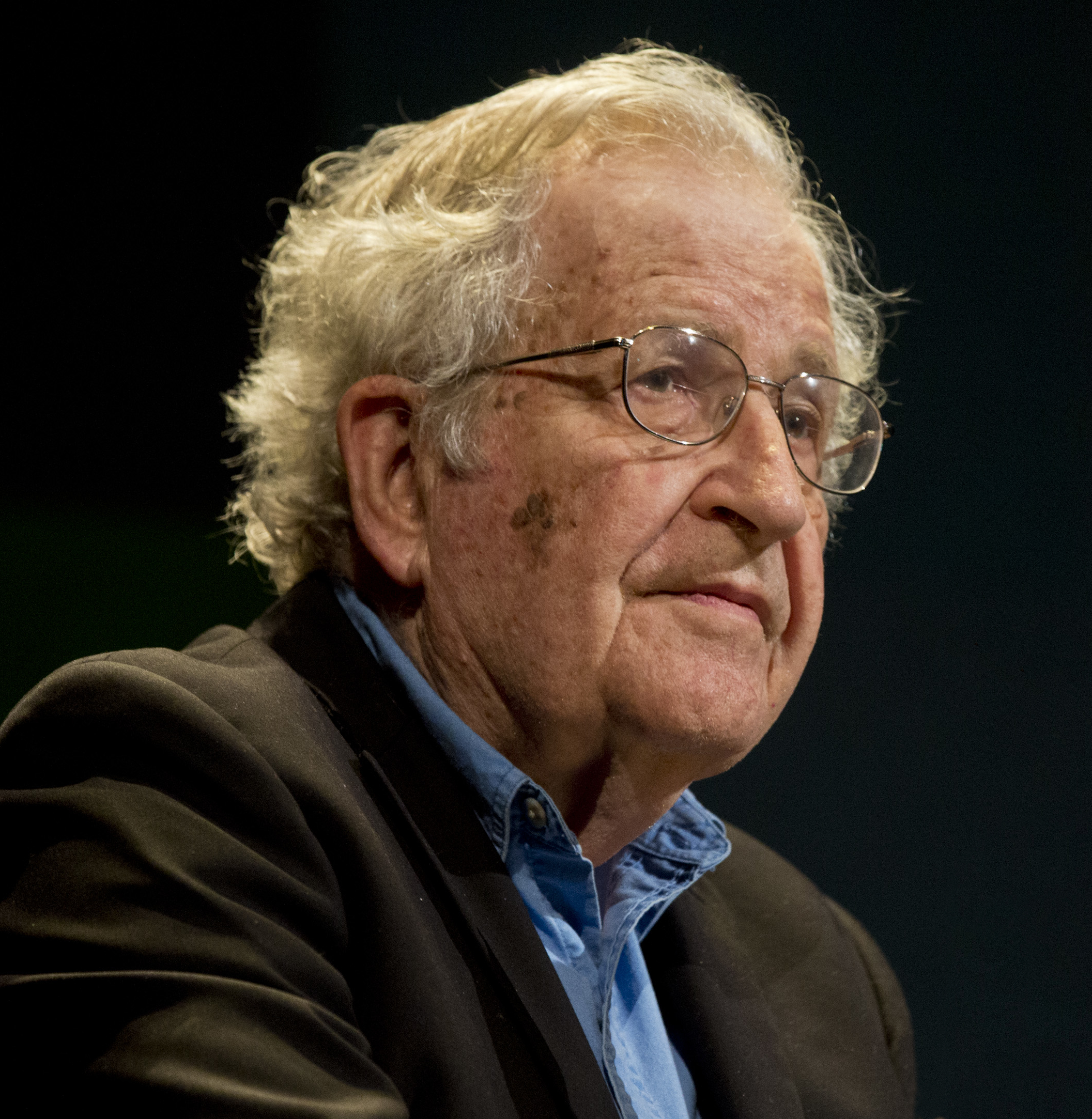
Noam Chomsky, co-auteur en 1988 de La Fabrication du Consentement et considéré comme l'un des principaux critiques des médias du XXe siècle, admet en 2016 que « Facebook ne fait pas partie de (s)es priorités ».

Katharine Viner soutient que c'est le numérique dans son ensemble et non exclusivement les réseaux sociaux qui a ébranlé notre rapport à la vérité. Expliquer la victoire de Donald Trump uniquement par l'influence de Facebook et Twitter ne suffit pas, il faut également prendre en considération l'impact du hacking sur la politique internationale. De fait, depuis le début du XXIe siècle, internet est devenu un lieu de confrontation majeur. Ainsi, d'après les services de renseignement américains, la Russie serait à l'origine du piratage du Comité national du parti démocrate et de la boîte e-mail du directeur de campagne d'Hillary Clinton afin de dénigrer publiquement celle-ci et ainsi la discréditer auprès d'un grand nombre de citoyens américains.

### Un nouveau paradigme?
Les expressions à préfixe « post- » sont ambiguës car elles postulent que « quelque chose a changé » sans qualifier la nature de ce changement, afin d'inviter leurs récepteurs à saisir par eux-mêmes ce en quoi le nouveau modèle s'oppose à celui qui, auparavant, faisait autorité pour décrire les liens d'interdépendance entre la politique, l'économie et les médias : le modèle de propagande d'Herman et Chomsky.
Viner soutient que la révolution numérique provoque une modification radicale des liens entre ces trois pôles en raison de six facteurs :
1. grâce aux médias alternatifs nés du développement des « nouvelles technologies » (blogs et réseaux sociaux) (ou à cause d'eux, selon l'analyse que l'on adopte à leur sujet), n'importe quel individu peut devenir une source d'information ;
2. ces nouveaux relais d'opinion sont de plus en plus consultés par rapport aux anciens ;
3. du fait de cette déprofessionnalisation de l'activité de journaliste, celle-ci n'est plus soumise à la moindre règle déontologique, notamment la vérification par les faits ;
4. chaque individu peut donc non seulement informer mais pratiquer la désinformation, faire de la propagande ;
5. la quête d'audience amène les politiciens à modifier leurs conduites et leurs discours en fonction de la rhétorique des blogs et des réseaux sociaux, c'est-à-dire de leur tendance à privilégier l'émotion à l'analyse rationnelle des faits ;
6. la dernière caractéristique ne relève pas de l'usage fait des réseaux sociaux et des moteurs de recherche mais de la nature même des algorithmes qui les structurent : les bulles de filtres qui, en fonction des pages consultées, renvoient les utilisateurs à ce qu'ils ont l'habitude de consulter et qui, par conséquent tendent à les conforter dans leurs opinions au lieu de stimuler leur esprit critique.

### Une menace pour la démocratie

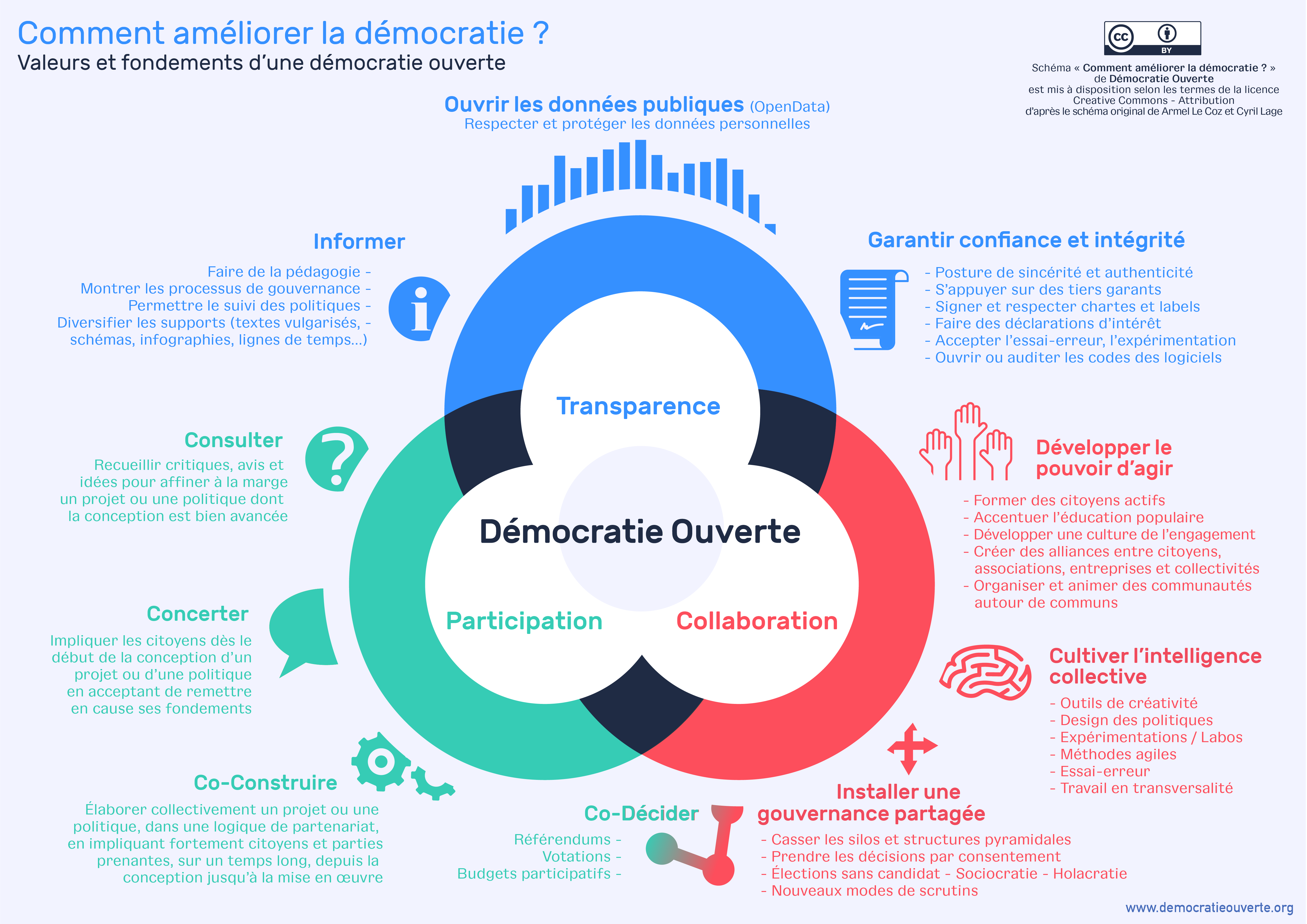
Dans quelle mesure les théories sur la démocratie intègrent-elles l'impact exercé sur elle par le numérique ?
Ci-dessus : un diagramme de Démocratie ouverte, « collectif de transition démocratique ».

Si l'impact d'internet est considérable autant sur les mentalités (cf. Katharine Viner) que sur la diplomatie ; si, dans un cas comme dans l'autre, la difficulté d'y distinguer l'information vérifiée du faux va croissant, certains s'interrogent : internet est-il plutôt un bienfait ou un danger pour la démocratie,,, ? D'autres prennent ouvertement parti et jugent que le risque est grand que le premier ne mine la seconde, tant par les croyances qu'il véhicule que par ce qui en constitue en apparence l'excès inverse, l'incrédulité. Les théories du complot ne sont en effet que de nouvelles formes de croyance.
Spécialiste en cyberstratégie, François-Bernard Huyghe estime que l'esprit critique ne constitue pas une totale garantie de lucidité quant à l'impact d'internet. Il considère en effet que même si le débat sur la cyberguerre est fondé sur des arguments contraires, il traduit une forme d'hypocrisie : « si les services américains ont des preuves (…) qu'au Kremlin, Poutine a commandé cette opération (…), elles ne peuvent être communiquées qu'au risque de démolir toute l'argumentation : il serait licite de mettre un micro sous le bureau de Poutine pour prouver qu'il cherche à faire tomber Clinton et il serait criminel de s'emparer de mails authentiques du parti démocrate prouvant que celle-ci (…) fréquente des lobbyistes. (…) Nous atteignons ici des sommets d'hypocrisie. Sur le fond nul ne doute que Poutine n'ait voulu la peau d'Hillary Clinton et vice-versa, ni qu'il existe des services d'espionnage russes, y compris dans le cyberespace, mais nul ne doute non plus que la NSA ait espionné les téléphones de trois présidents français et de Mme Merkel comme elle a consulté les mails de millions de citoyens, y compris français. (…) En somme, la seule solution pour échapper aux mauvaises influences et au règne de la post-vérité, ce serait de passer à celui de la post-démocratie ».
Pour que la démocratie se régénère, Huyghe énonce plusieurs conditions, dont le fait que « des algorithmes ou des interventions des grands du Net (…) purifient la Toile des fakes et rumeurs qui la polluent ». Cet argument donne du crédit aux analyses prévisionnelles de Jacques Ellul au milieu du XXe siècle selon lesquelles, d'une part, la technique se développe de façon autonome du fait qu'on espère qu'elle répare des dommages qu'elle a elle-même causés ; d'autre part qu'elle génère de nouvelles formes de propagande et de désinformation d'autant plus incontrôlables, précisément, qu'elle se développe de façon autonome.

## Concepts annonciateurs
Le mot « ère » et le préfixe « post- » qui caractérisent les expressions ère post-factuelle et ère post-vérité, accréditent l'idée d'un changement de paradigme dans la vie politique au début du XXIe siècle. Les utilisateurs de ces expressions décrivent les deux principales caractéristiques de cette mutation, le primat de l'émotion sur la réflexion et l'importance du changement de nature des supports d'information, mais plus rares sont les analyses qui, comme celle de Katharine Viner (selon laquelle l'ère post factuelle résulterait d'un effet pervers du numérique), mettent ces deux facteurs en corrélation. Pour autant, dès les années 1960, deux grands courants critiques ont préfiguré la thèse de Viner, ceci sans l'avoir été sous la pression d'événements comme le Brexit et l'élection de Donald Trump. À ces deux courants, on peut ajouter une théorie datant des années 1990 selon laquelle les échanges sur les réseaux sociaux ont un tel effet désinhibiteur qu'ils peuvent conduire à la généralisation de propos extrémistes.

### Le message, c'est le médium

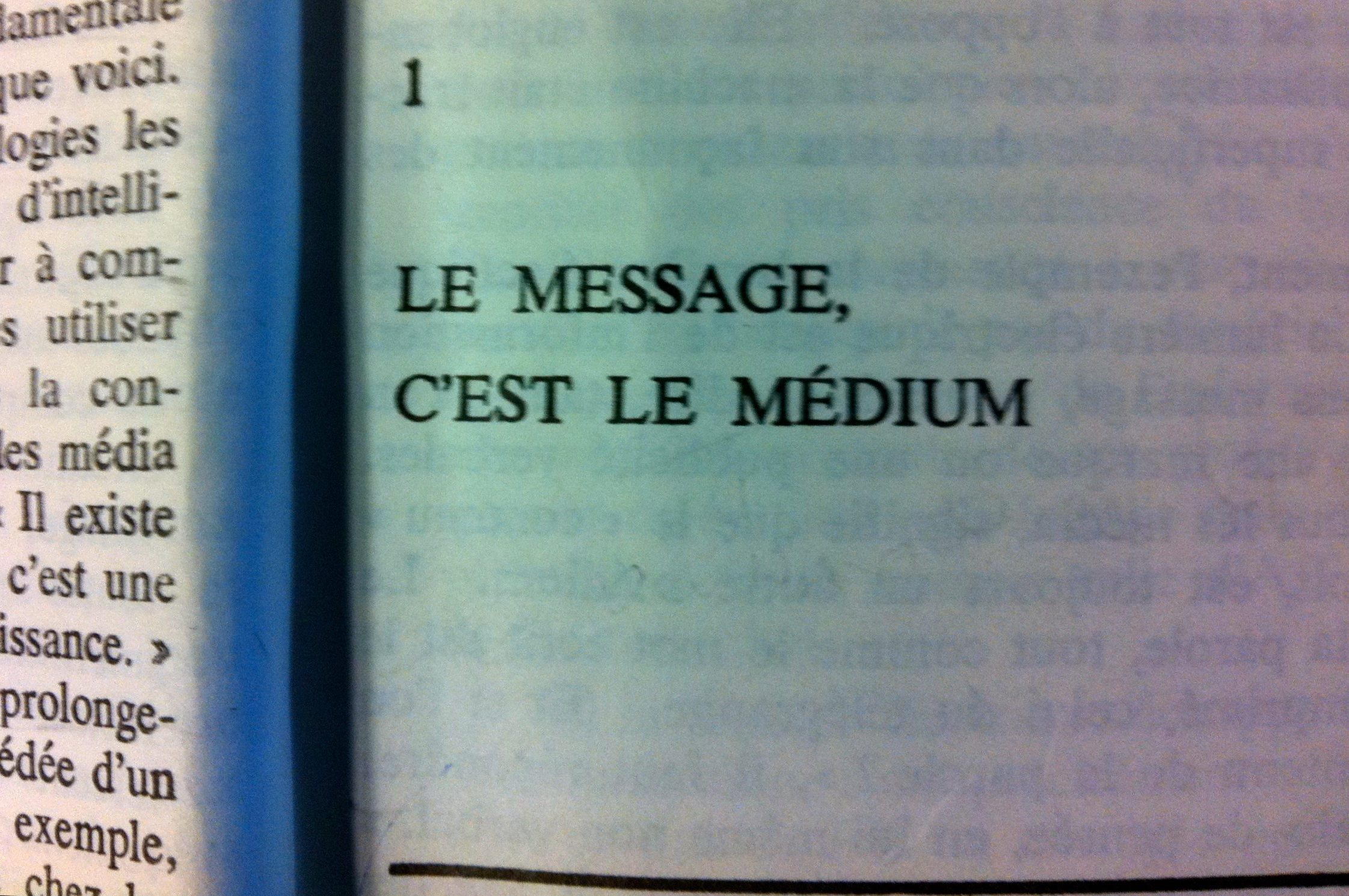
« Le message, c'est le médium », citation de Marshall McLuhan.

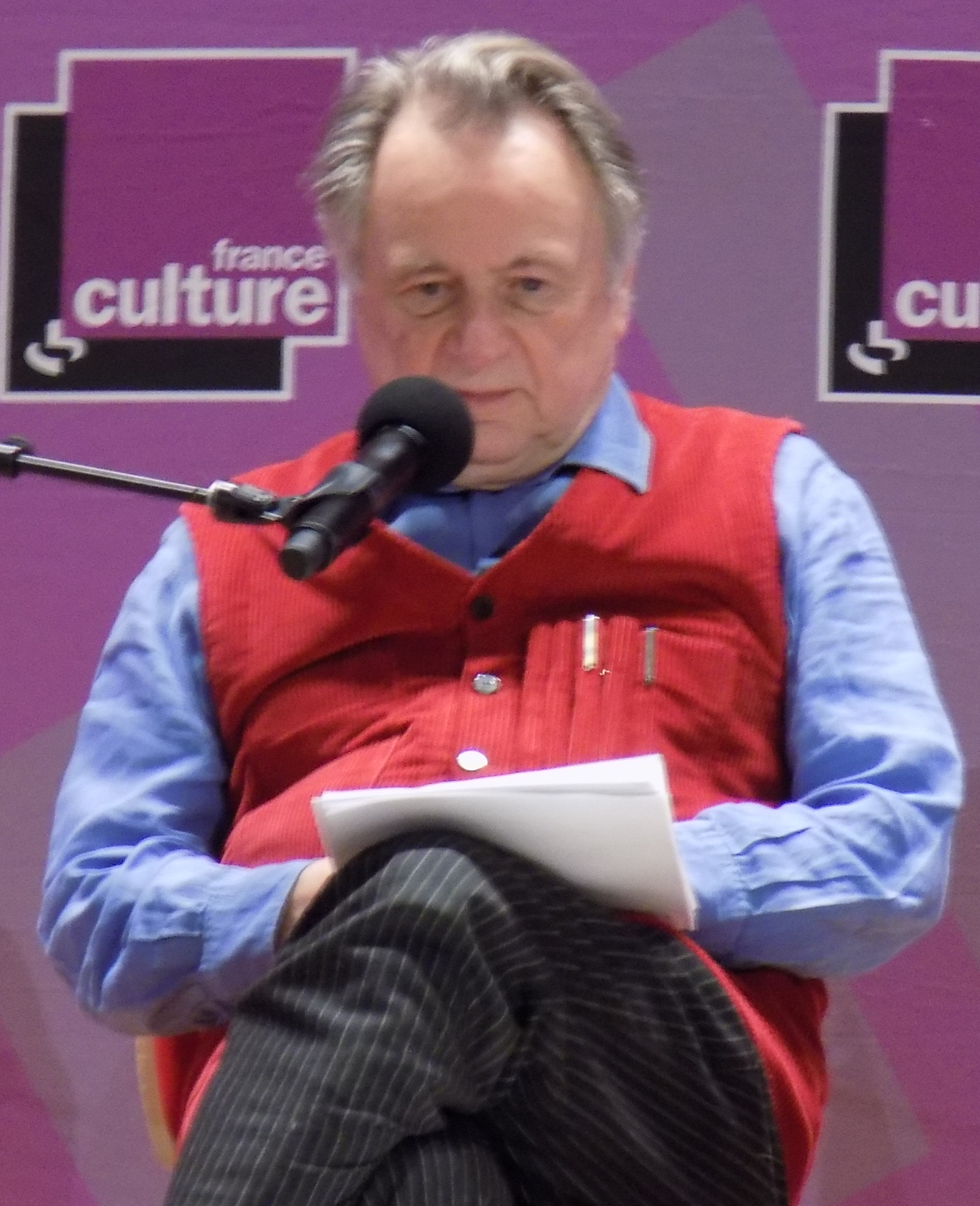
Régis Debray.

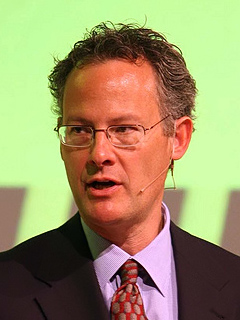
Nicholas Carr.

L'un de ces courants souligne les effets des médias de masse sur la politique. Pour situer le contexte, rappelons que plus de trente millions de récepteurs télévision sont recensés aux États-Unis en 1960, contre quatre seulement dix ans plus tôt. Cette année-là se déroule le premier débat télévisé opposant les deux candidats à la présidence du pays. Les analystes s'interrogent encore si cet événement a été décisif sur le résultat des élections mais l'impact des médias sur la vie politique et le fait qu'elle tend du coup à s'apparenter à un spectacle est unanimement reconnu. Les sociologues mesurent également l'impact de la télévision sur les rapports sociaux dans le contexte de la société libérale mais plus rarement sur les effets du médium lui-même sur la psychologie de « l'homme moderne ». 

« Dans la presse, un passage s'est opéré de l'expression de l'opinion, comme instrument critique au nom de la raison, à l'exploitation du fait, comme élément de connaissance mais aussi comme marchandise. Avec la télévision, le passage aboutit à l'irruption d'une réalité livrée sous une forme brute, peu sélective. Il a pour effet de renvoyer au public le soin de distinguer dans l'événement livré les faits réellement significatifs, qui en informent le sens. Ce qui donne les apparences d'un champ de liberté, qui serait celui du public de comprendre et de juger est en fait exposé à n'importe quelle manipulation dès lors qu'il n'inclut pas un espace critique. »

— Daniel Cornu, Journalisme et vérité. L'éthique de l'information au défi du changement médiatique, p. 193-194, Labor & Fides, 2009.
Dès 1964, pourtant, l'intellectuel canadien Marshall McLuhan estimait que le message, c'est le médium : « en réalité et en pratique, le vrai message, c'est le médium lui-même, c'est-à-dire, tout simplement, que les effets d'un médium sur l'individu ou sur la société dépendent du changement d'échelle que produit chaque nouvelle technologie, chaque prolongement de nous-mêmes, dans notre vie ».
Le philosophe Régis Debray déplore que la réflexion de McLuhan sur les médias ait été instrumentalisée à des fins mercantiles (contribuant par exemple à l'émergence de professions telles que la mesure d'audience) ou politiciennes (les personnalités politiques se sont entourées de conseillers en communication, multipliant les petites phrases et pratiquant la langue de bois). Elle a au plus débouché sur une approche circonstanciée du fonctionnement des médias, mais pas sur l'essentielle réflexion au sujet de l'évolution de la condition humaine. Debray insiste sur le fait que « il ne s'agit plus de déchiffrer le monde de signes mais de comprendre le devenir-monde des signes ».

#### Internet rend-il stupide?
En 2008, le mensuel américain The Atlantic publie un article de Nicholas Carr intitulé « Is Google Making Us Stupid? (en) » (« Est-ce que Google rend stupide ? ») et où, reprenant la thèse de McLuhan, il avance l'idée qu'Internet ne présente pas que des côtés bénéfiques mais génère également des effets extrêmement négatifs sur la capacité de concentration et de réflexion des individus :

« Pour moi, comme pour d'autres, le Net devient un médium universel, le canal pour la plupart des informations qui passe à travers mes yeux, mes oreilles et mon esprit. Les avantages d'un accès instantané à une source d'information si riche sont nombreux, et ils ont été largement décrits et dûment applaudis. « Le parfait souvenir de la mémoire du silicium peut être une aubaine énorme pour la pensée » écrivait [le journaliste canadien] Clive Thompson de Wired. Mais cela a un prix. Comme le soulignait le théoricien des médias Marshall McLuhan dans les années 1960, les médias ne sont pas un simple lieu passif de transmission d'information. Ils fournissent la matière des pensées, mais ils en déterminent aussi le processus. Et ce que le Net semble faire c'est écailler ma capacité de concentration et de réflexion. Mon esprit s'attend désormais à prendre l'information là où le net la distribue : dans un flux rapide et mouvant de particules. J'étais un plongeur dans la mer des mots. Maintenant je glisse sur sa surface comme un homme sur un jet ski. »

En 2010, Carr développe ses idées dans son livre The Shallows (littéralement « les fonds marins »), traduit ensuite en 17 langues et qui suscite de nombreuses réactions dans les médias, la blogosphère et la littérature critique. Ainsi, l'année suivante, le journaliste français Bernard Poulet, qui estime que les jeunes préfèrent consulter la presse en ligne que la presse sur papier parce que son accès est gratuit et immédiat mais que cette soif d'immédiateté a un prix, la misère de l'information : on prend de moins en moins le temps de vérifier ce que l'on avance.

#### Internet rend crédule
Également dans le sillage de McLuhan, le sociologue Gérald Bronner considère lui aussi que le contenu d'une information découle du support sur lequel elle circule et, comme Carr, que l'usage des technologies de l’information tend à en altérer la qualité. Mais selon lui, les réseaux sociaux ne rendent pas plus bête mais plus crédule. Inaugurant en 2013 le concept de marché cognitif (pour le distinguer du concept habituel de marché de l'information), il avance l'idée que la libéralisation de ce marché et le progrès des sciences et de la connaissance, conjugués, contribuent à activer le phénomène de la croyance. Reprenant l'adage « trop d'information tue l'information », il affirme que « la concurrence (de l’information peut servir) le vrai, trop de concurrence le dessert ». Dans une interview de février 2017, Bronner précise que « le développement d'internet donne accès à une information pléthorique et dérégulée à laquelle nous ne nous sommes pas adaptés ». Selon Bronner, ce développement « révèle simplement un secret de polichinelle que les idéologues ont toujours voulu caché. Ce secret, c’est notre médiocrité commune, notre avarice intellectuelle et cognitive, notre disposition à la crédulité ».

### La politique spectacle

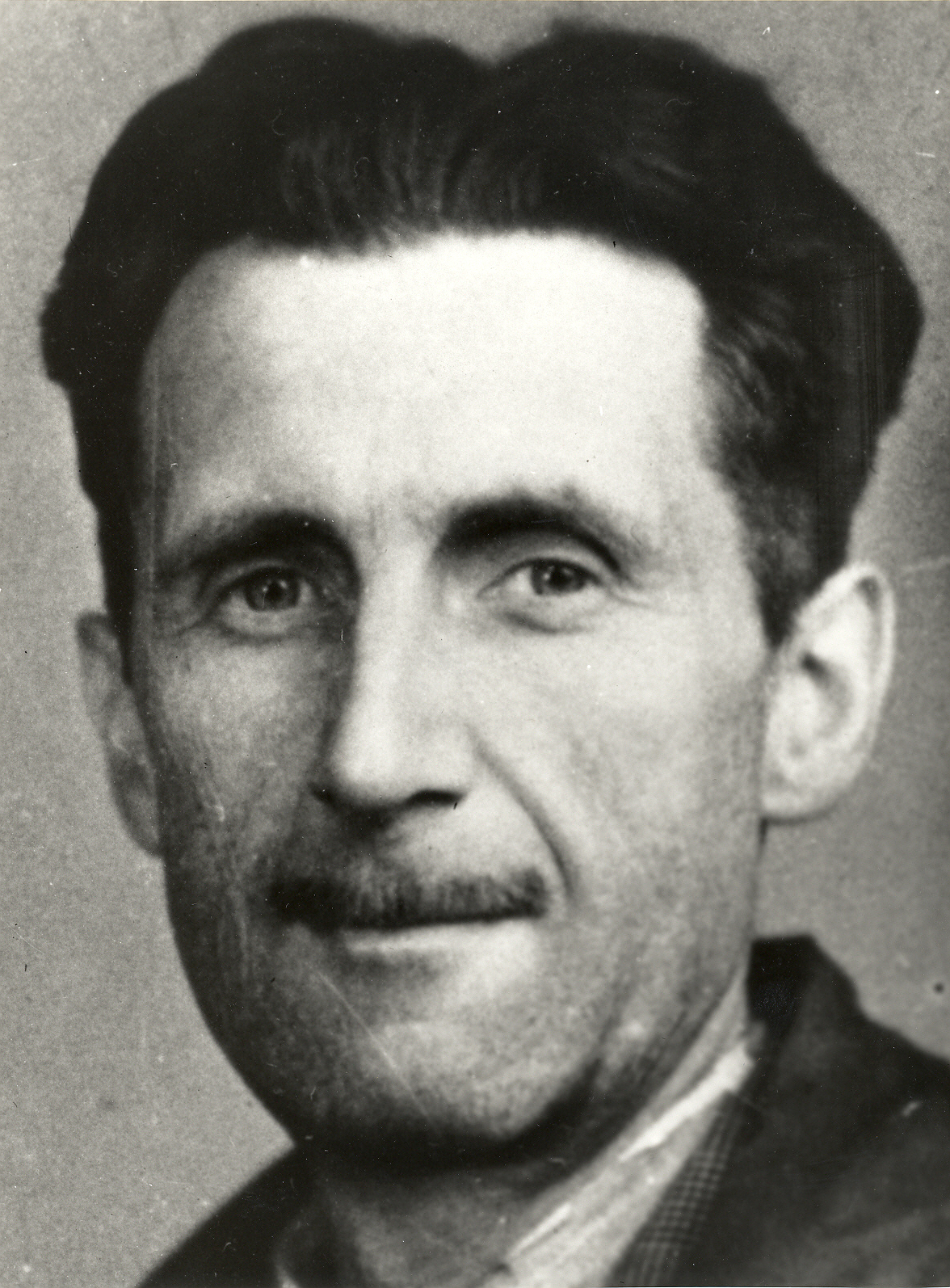
George Orwell.

L'autre grand courant critique repose sur l'idée que la politique ne serait plus qu'un spectacle déconnecté de la vie réelle en raison de l'impact des médias.
En 1949, dans son célèbre roman 1984, l'écrivain britannique George Orwell décrit un monde totalitaire (inspiré du régime soviétique) où la société serait conditionnée par un « télécran ». Omniprésent dans la vie quotidienne, celui-ci déverse une multitude d'informations niant purement et simplement certains faits passés ou les travestissant dans le but de servir les intérêts du régime. Selon Jean-Jacques Rosat, spécialiste d’Orwell, « c’est un grand malentendu de croire que 1984 n’est qu’une œuvre d’anticipation ; c’est avant tout une satire. Ce qui intéresse l'auteur n’est pas d’imaginer ce qui est susceptible de se produire dans l’avenir, ce sont les mécanismes mentaux et intellectuels par lesquels un pouvoir peut capturer la pensée des individus, mécanismes que lui-même a pu observer et dont il fait la caricature ».

Une quinzaine d'années plus tard, soit trente autres avant l'écroulement du régime soviétique, deux penseurs français, Jacques Ellul et Guy Debord, se démarquent de la vision manichéenne orwellienne, où une poignée d'humains manipuleraient unilatéralement une grande partie de leurs contemporains. Selon eux, c'est tout naturellement, sans pression extérieure, que les humains cherchent à travers les médias à se rassurer, pour contrebalancer les effets angoissants exercés sur eux par la société industrielle : le divertissement aurait ainsi pour fonction première de « faire diversion », éloigner d'un réel ressenti comme inquiétant. En conséquence, la politique ne saurait plus exister désormais sans se nourrir de l'impact médiatique. Et finalement, ce seraient les médias (et plus généralement les nouveaux moyens techniques de communiquer) et non de quelconques « idées politiques », qui joueraient le rôle déterminant. 

« La propagande correspond à un besoin de l’individu moderne. Et ce besoin crée en lui un besoin de propagande. L'individu est placé dans une situation telle qu'il a besoin d'un adjuvant extérieur pour faire face à sa propagande. Bien entendu, il ne dit pas : “je veux une propagande !”. Au contraire, obéissant à des schèmes préfixés, il en a horreur car il se croit "une personne libre et majeure". Mais en fait, il appelle et désire cette action qui lui permet de parer à certaines agressions et de réduire certaines tensions. (…) Le secret de la réussite d'une propagande tient à ceci : a-t-elle ou non satisfait un besoin inconscient ? Elle ne peut avoir d’effet que si le besoin existe (et que celui-ci) n’est pas ressenti comme tel mais reste inconscient. »

— Jacques Ellul, Propagandes, 1962, réédition : Economica, collection « classiques des sciences sociales », 1990, p. 10.

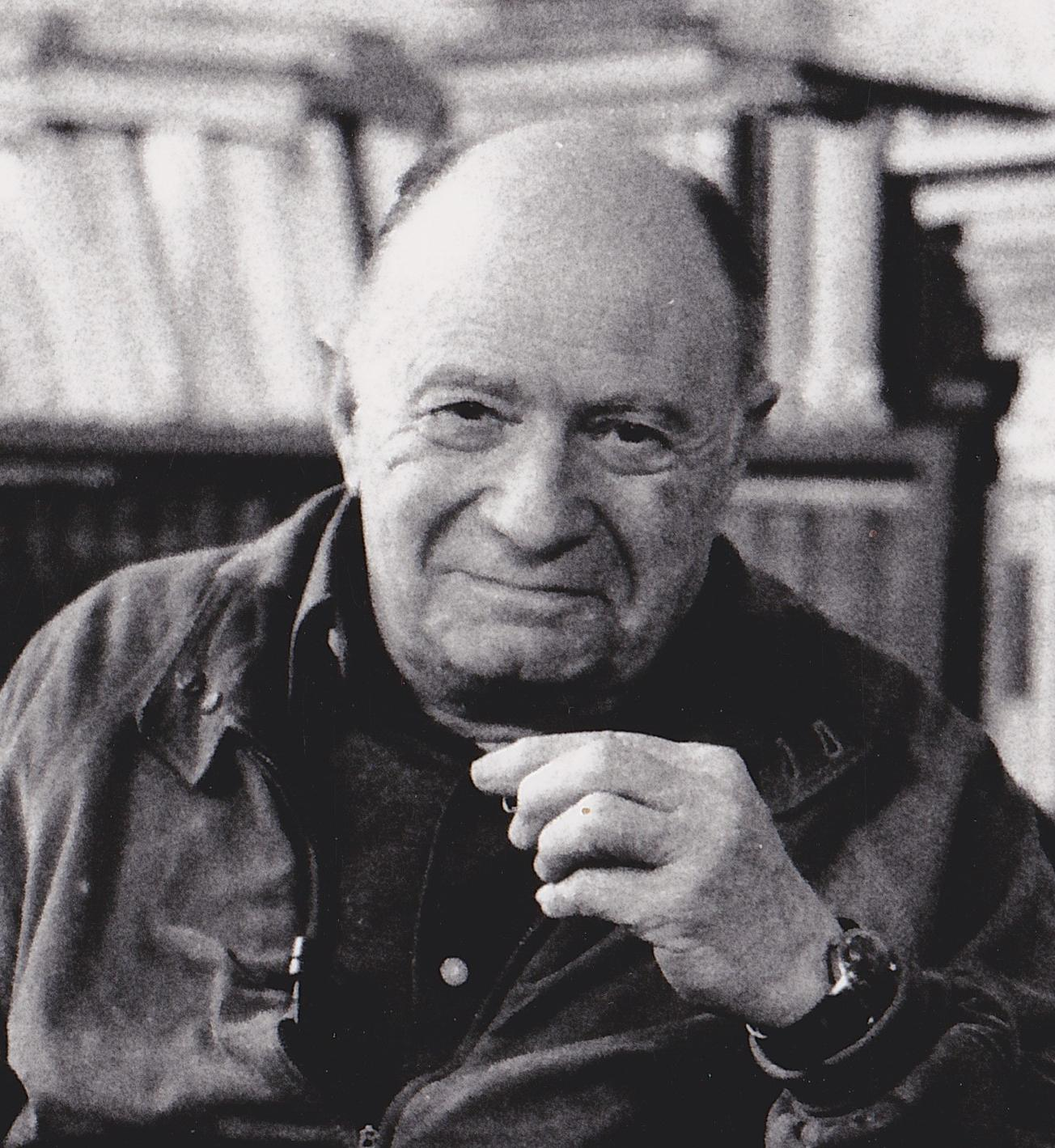
Jacques Ellul.

En 1965, Ellul estime que « la politique prend aujourd'hui souvent la forme du spectacle, spectacle pour le citoyen comme spectacle offert par les hommes politiques pour régaler leur clientèle ». Il fonde son argument sur l'idée que l'activité politique est dépassée par la montée en puissance de la technique. Par technique, il n'entend pas seulement les machines, les technologies, mais « la préoccupation de l'immense majorité des hommes de notre temps, de rechercher en toutes choses la méthode absolument la plus efficace ». À l'échelle des États-nations, la politique est devenue une affaire extrêmement complexe ; si complexe que les élus, pour gérer les dossiers, n'ont d'autre possibilité que de s'en remettre aux experts (qu'Ellul appelle « techniciens »), lesquels ne se positionnent nullement selon des critères d'ordre éthique mais selon celui de l'efficacité : « aujourd'hui (…), la loi de la politique est l'efficacité. Ce n'est pas le meilleur qui gagne, c'est le plus puissant, le plus habile ». La subordination de la politique à la technique a pour conséquence le fait que les valeurs morales ne sont plus invoquées que pour dissimuler cette subordination et sauver ainsi les apparences, laisser croire que le personnel politique contrôle encore les choses.
En 1967, Debord (qui a rencontré Ellul en 1962) qualifie le monde « moderne » (industrialisé) de « société du spectacle » : « le spectacle est l'affirmation de l'apparence », « il ne peut être compris comme l'abus d'un monde de la vision, le produit des techniques de diffusion massive des images. Il est bien plutôt une weltanschauung (conception générale du monde) effective, matériellement traduite. C'est une vision du monde qui s'est objectivée ». Pour Debord, le fétichisme de la marchandise conceptualisé par Marx s'est généralisé au XXe siècle : tout dans l'existence peut être assimilé à de la marchandise produite et consommée. Les thèses de Debord influencent plusieurs intellectuels, lesquels avancent l'idée que le primat de l'image de marque d'un homme politique prévaut désormais sur le contenu de ses idées.
L'expression politique spectacle est entrée dans le langage commun mais non dans celui des commentateurs politiques et des chercheurs en sciences humaines, qui lui préfèrent les néologismes « politique entertainment » (politique divertissement) et « infotainment » (information-divertissement). Ainsi, François Jost, professeur en sciences de l’information et de la communication, estime que « le mélange entre l’information et une mise en scène théâtralisée engage un changement dans l’idée même de la vérité. C’est un authentique qui ne l’est plus et qui modifie la réalité. Malheureusement, l’infotainment remplace petit à petit l’information sérieuse et contribue au discrédit de la vie politique ». Le journaliste Daniel Cornu considère quant à lui que ce ne sont pas seulement la politique et le traitement de l'information par les médias qui sont mis à mal par les TIC mais l'ensemble du débat démocratique :

« Les nouvelles techniques permettent à chacun de laisser libre cours à son expression, sur la toile ou ailleurs. Elles ne favorisent pas une expression démocratique fondée sur un espace public comme lieu symbolique de discussion des thèmes d'intérêt général. Elles tendent à détruire plutôt cet espace, en le fractionnant en sous-espaces correspondant de plus en plus à des intérêts privés, partagés a priori par des individus. »

— Daniel Cornu, Journalisme et vérité. L'éthique de l'information au défi du changement médiatique, Labor & Fides, 2009, p. 200.

### La Loi de Godwin

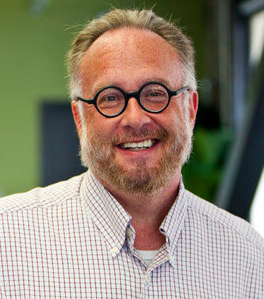
Mike Godwin.

En 1990, alors que les premiers forums de discussion commencent à se généraliser aux États-Unis, notamment le réseau Usenet, l'avocat Mike Godwin énonce une règle empirique en ces termes : « Plus une discussion en ligne dure longtemps, plus la probabilité d'y trouver une comparaison impliquant les nazis ou Adolf Hitler s’approche de 1 ». Depuis, ce postulat est largement invoqué pour démontrer que les messages sur internet, parce qu'ils peuvent être anonymes, adressés à une multitude de personnes et ne pas être soumis à des règles déontologiques strictes, tendent à généraliser des propos infamants et sans aucun fondement.
S'appuyant sur la Loi de Godwin, Stéphane Cozzo, de l'Université internationale de Monaco, souligne « l'effet désinhibiteur de l’écran » : « le fait de ne pas être vu, de ne pas voir son interlocuteur, d’utiliser un pseudo, favorise un certain laisser-aller dans la conversation. (…) En d’autres termes, on a tendance à remplacer des arguments par des analogies extrêmes quand on s’exprime sur le net. (…) internet ne permet pas de mieux communiquer ; dès lors, il ne peut pas permettre au débat public de mieux fonctionner ».

## Réactions
Les résultats du référendum en Grande-Bretagne et des élections aux États-Unis de 2016 ne manquent pas de susciter des réactions. Extrêmement variées, celles-ci vont de l'absence de tout recul critique par rapport à l'émergence des néologismes « post-factuel » et « post-vérité » jusqu'à la contestation de leur pertinence.

### Absence de recul
Certains, y compris dans le milieu journalistique, utilisent ces termes comme s'ils étaient évidents. Ainsi la journaliste canadienne Emmanuelle Latraverse affirme-t-elle qu'« à la post-vérité américaine, (Justin Trudeau, premier ministre canadien) oppose sa post-vérité toute canadienne (…) À la post-vérité hargneuse et dénonciatrice qui a porté Donald Trump au pouvoir, il répond par une post-vérité positive, pleine d’espoir et d’ambition ». Autres exemples : sur un site traitant de sexualité, on découvre un article intitulé « Bienvenue dans l'ère de la post-vérité sexuelle » et France Culture titre l'une de ses émissions « La post-vérité menace-t-elle la présidentielle ? ».

### Accréditation

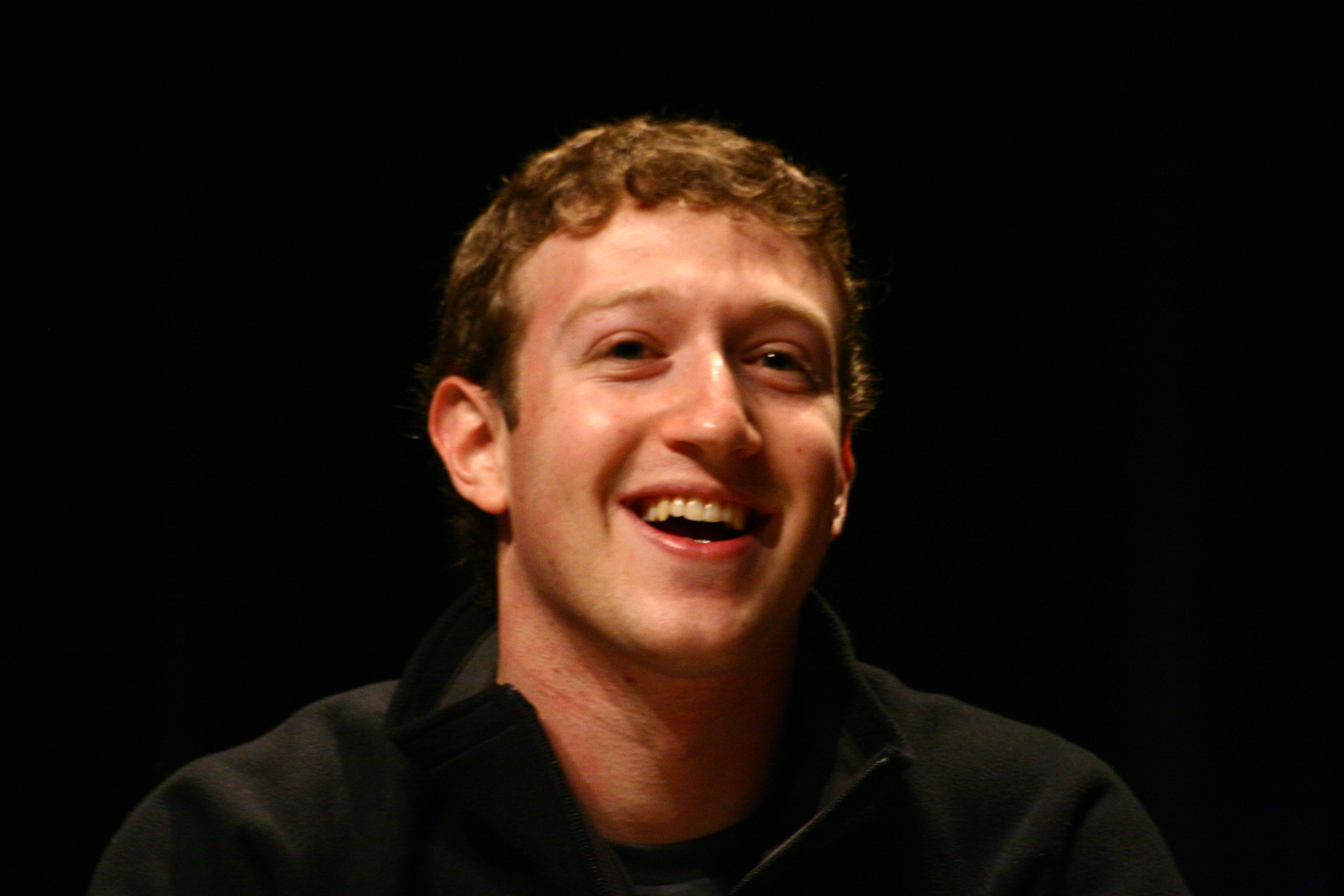
Mark Zuckerberg, PDG de Facebook, le réseau social dont il est fréquemment avancé qu'il a contribué à l'élection de Donald Trump.

Différentes prises de positions donnent du crédit à la théorie de l'ère post-factuelle.
Les géants du web, notamment Facebook, sont pointés du doigt pour avoir laissé se propager de fausses informations. Dans une interview à la BBC, Sundar Pichai, PDG de Google, admet que « plusieurs incidents » ont eu lieu dans lesquels de fausses informations ont été signalées : « nous n’avons pas pris les bonnes décisions. C’est donc un moment d’apprentissage pour nous et nous allons travailler pour régler ça ». Mark Zuckerberg, PDG de Facebook, conteste en revanche que son entreprise ait pu jouer un rôle déterminant mais promet de veiller à la suppression des hoaxes.
Lors d'une conférence de presse tenue à Berlin dix jours après l'élection de Trump, Barack Obama est le tout premier chef d'état à s'exprimer sur la question de l'impact des réseaux sociaux sur le résultat des élections : « Si nous ne sommes pas sérieux en ce qui concerne les faits, sur ce qui est vrai et ce qui ne l’est pas, et particulièrement à l’heure des réseaux sociaux, quand tant de gens reçoivent l’information en une phrase sur leur téléphone, si nous ne pouvons pas faire la différence entre les arguments sérieux et la propagande, alors nous avons un problème. ». Le lendemain, Mark Zuckerberg annonce une série de mesures pour lutter contre les articles mensongers.

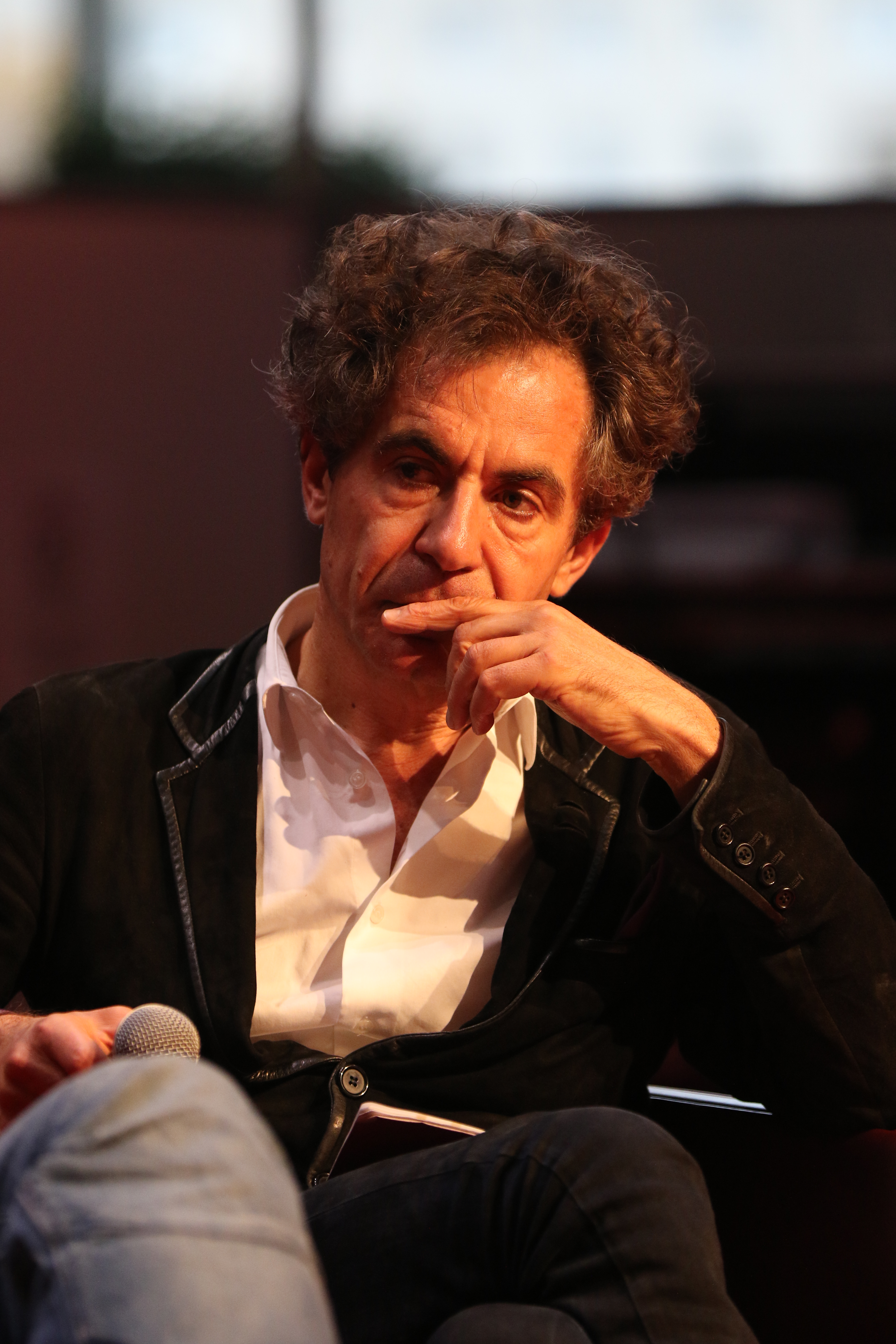
Étienne Klein

Dans le même temps, certains créateurs de sites web reconnaissent ouvertement y avoir distillé de fausses informations, ayant contribué ainsi à l'élection du milliardaire. L'un d'eux déclare : « Mes sites étaient en permanence consultés par des supporters de Trump. Je pense qu'il est à la Maison Blanche à cause de moi. (…) Jamais je n'aurais cru possible qu'il soit élu. Je pensais juste semer le désordre dans la campagne. (…) Je déteste Trump. »
Selon le journaliste Stéphane Foucart, « la "post-vérité" (…) est une forme de mensonge à laquelle les climatologues sont confrontés depuis longtemps. (…) Ce qui semble une nouveauté à une majorité de professionnels du débat public est, de longue date, le pain quotidien des communautés intéressées aux questions environnementales et scientifiques. Ce n’est pas un hasard si l’inventeur du terme post-truth politics, David Roberts, est un ancien rédacteur du magazine environnementaliste Grist ».
Étienne Klein, physicien et président de l’Institut des hautes études pour la science et la technologie, estime que « nous sommes dans l'ère de la post-vérité » et que « la bataille entre connaissances et croyances ne fait que commencer ». Il explique ainsi la situation : « les nouvelles technologies nous conduisent en mode toboggan vers un monde qui n’aura plus grand-chose à voir avec celui dans lequel nous vivons. À quoi ce monde ressemblera-t-il ? Le désirons-nous ? Comment garder une certaine maîtrise du cours des choses ? Quelle place reste-t-il pour le jeu politique, l’agir démocratique ? Je m’étonne que ces questions soient si peu présentes dans les discours publics ».

### Relativisation
Différents commentateurs prennent position non pas pour contester la pertinence des concepts d'« ère post-factuelle » et d'« ère post vérité » mais pour la relativiser. Ainsi Benoît Hopquin, directeur adjoint du Monde, considère que l'usage de l'expression « ère post vérité » n'est qu'une simple mode langagière : « on est un peu agacé de cette manière anglo-saxonne de réinventer le fil à couper le beurre ». Selon lui, dès le XVIIIe siècle, Voltaire et Beaumarchais ont jeté les bases du concept post-vérité.
Hubert Guillaud, membre de la Fondation internet nouvelle génération (Fing), admet quant à lui que les expressions « ère post-factuelle » et « ère post vérité » renvoient à une situation spécifiquement contemporaine mais, reprenant les arguments de Katharine Viner, il pose la question : « les réseaux sociaux sont-ils les seuls responsables ? ». Il cite Jayson Harsin, spécialiste en communication médiatique à l'American University of Paris : « c’est un ensemble de conditions convergentes qui ont créé les conditions de ce nouveau régime de post-vérité. Pour lui, ces changements ne relèvent pas seulement de la responsabilité des réseaux sociaux mais tiennent aussi du développement de la communication politique professionnelle et du marketing politique. Ils relèvent également du développement des sciences cognitives et comportementales et du marketing qui permet l’utilisation stratégique des rumeurs et mensonges de manière toujours plus ciblée, de la fragmentation des médias et des gardiens de l’information centralisée ; de la surcharge d’information et son accélération ; ainsi que des algorithmes qui régissent, classent et personnalisent l’information à laquelle on accède ».

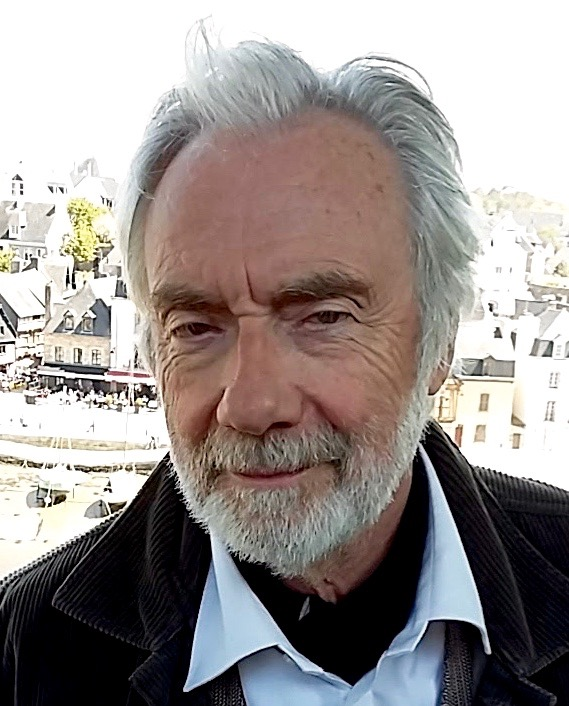
Paul Jorion.

Le New Scientist souligne que « si les réseaux sociaux permettent de répandre des rumeurs, ils permettent aussi de corriger les erreurs, et que l'apparition de l'imprimerie au XVIe siècle a suscité l'apparition de libelles et de pamphlets qui n'ont rien à envier aux statuts Facebook ».
Selon l'essayiste belge Paul Jorion, « la notion de post-vérité est beaucoup trop floue pour servir de concept, parce qu’elle renvoie à des manifestations très diverses des pathologies qui peuvent affecter la révélation de la vérité scientifique et que l’agnotologie, production délibérée du mensonge, couvre des cas trop nombreux et trop hétérogènes ».
Selon Patrick Michel, d'Acrimed, « l’ère post-vérité ne se singularise pas tant par une attitude différente du public par rapport à la vérité que par la perception par les journalistes que l’opinion ne les suit plus. On pourrait même (la définir) comme (la) période au cours de laquelle les électeurs votent contre les options électorales soutenues par la majorité des grands médias. (…) Ce qui semble poindre derrière l’idée de la disparition de la vérité comme valeur référence du combat politique est une certaine angoisse devant l’impossibilité pour certains journalistes de remplir le rôle (prescriptif) qu’ils semblent s’assigner ».

En 2019, le philosophe belge Manuel Cervera Marzal (chargé de recherche au FNRS) affirme : 

« (Certains) considèrent que le monde est entré dans une nouvelle ère au cours des années 2000 (et que) cette ère se caractérise par la multiplication des contre-vérités outrancières professées par les dirigeants politiques (…) et par l’indifférence des peuples à l’égard de la vérité. Duplicité en haut, crédulité en bas. Extrémisme, complotisme et populisme seraient les preuves irréfutables que la vérité est en train de s’éroder. Faut-il croire cette analyse ? Pas selon moi. (…) En étudiant les usages politiques, médiatiques et académiques de la « post-vérité », on s’aperçoit que cette notion nous en apprend davantage sur les préjugés de ceux qui l’utilisent que sur les phénomènes qu’elle est censée décrire. Prenant à contrepied le discours dominant, je soutiens la thèse suivante : il ne faut pas craindre l’avènement de la post-vérité mais au contraire s’en réjouir. Car la première vertu d’un citoyen est de savoir mentir, de déformer la réalité afin de la transformer. On comprend ainsi que la post-vérité — et son frère jumeau : le populisme — ne constituent pas une menace pour la démocratie mais la possibilité de sa régénération. »

 Et il ajoute : 

« Nous sommes à un moment de l'histoire où on progresse. Comment on organise ça ? Il faut miser sur l'avenir. Et je crois que l'internet et l'automatisation du travail, ce sont des choses qui permettent des améliorations »

.

### Contextualisation
En 2017, le psychologue clinicien Jordan Peterson estime qu'il faut replacer le phénomène de la post-vérité dans le contexte de la philosophie post-moderne.
Selon lui, le post-modernisme est une doctrine incroyablement sophistiquée, créée par de brillants intellectuels français qui comporte deux assertions principales. La première : il existe un nombre incroyable de façons de percevoir et d’interpréter tous les phénomènes qui se présentent à nous. La seconde : toutes ces interprétations de la réalité sont également valables et viables. La première est indiscutable. La seconde est fausse.

### Neutralité

Les dirigeants de Google se disent « attristés de voir que des organisations haineuses existent encore » mais ne prennent pour autant aucune mesure visant à leur interdire le droit d'expression.

Le journaliste Vincent Glad observe que si, au lendemain de l'élection de Trump, Facebook a clairement décidé de défendre la rigueur journalistique en mettant en place un système anti-fake news, animé par des fact-checkers, Google a fait au contraire le choix de la non-intervention, même si cela doit profiter par exemple aux négationnistes de l'holocauste et malgré de vives réactions de désapprobation comme celles du Guardian. Glad souligne que si les dirigeants de Google se contentent d'exprimer leur tristesse, leur non-interventionnisme s'explique du fait qu'ils retirent du profit du négationnisme et que cette quête de profit l'emporte sur leur tristesse, ce qui justifie leur neutralité. Glad en vient à conclure à « l'échec de l'utopie internet » : « Jusqu’il y a quelques années, une forme de consensus s’imposait chez les élites d’Internet sur le fait que la liberté d’expression radicale permise par Internet ne pouvait in fine que produire un débat démocratique meilleur, une wikipédisation du débat d’idées qui devait déboucher sur une vérité indiscutable, tempérée et modérée par les pairs. Et certainement pas un discours de haine. Or c’est précisément ce qu’il est en train de se passer. La post-vérité, c’est ce moment où l’élite du web est dépassée par la massification du web et où ses idées deviennent minoritaires ».

### Indifférence
En octobre 2017, la une du mensuel Philosophie magazine titre « Y a-t-il encore une vérité ? ». La première page d’un dossier qui en comprend 19 rappelle que « l’expression post-vérité a été forgée en 1992 par l’écrivain Steve Tesich ». Cette expression n’est plus utilisée que trois fois par la suite (pages 52 à 54) sans être problématisée. Et nulle part il n’est fait mention de la thèse de Katharine Viner postulant l’impact des réseaux sociaux sur l’émergence du concept « post-vérité ».

### Divergences sur les origines
Plusieurs intellectuels estiment que, si l'on est entré dans une ère post-vérité, les causes sont à rechercher bien au-delà du Brexit et de l'élection de Donald Trump et les responsabilités doivent être largement partagées.
On repère notamment trois grands types d'analyses :
- le phénomène de la post-vérité serait une résultante de la philosophie post-moderne ;
- il découlerait de la vague de la contre-culture américaine, réputée pour son éloge de la permissivité ;
- il serait le point d'aboutissement paroxystique d'un ancien clivage entre « les élites » (les politiciens, les intellectuels, les journalistes et autres leaders d'opinion) et « le peuple ».

#### La post-modernité

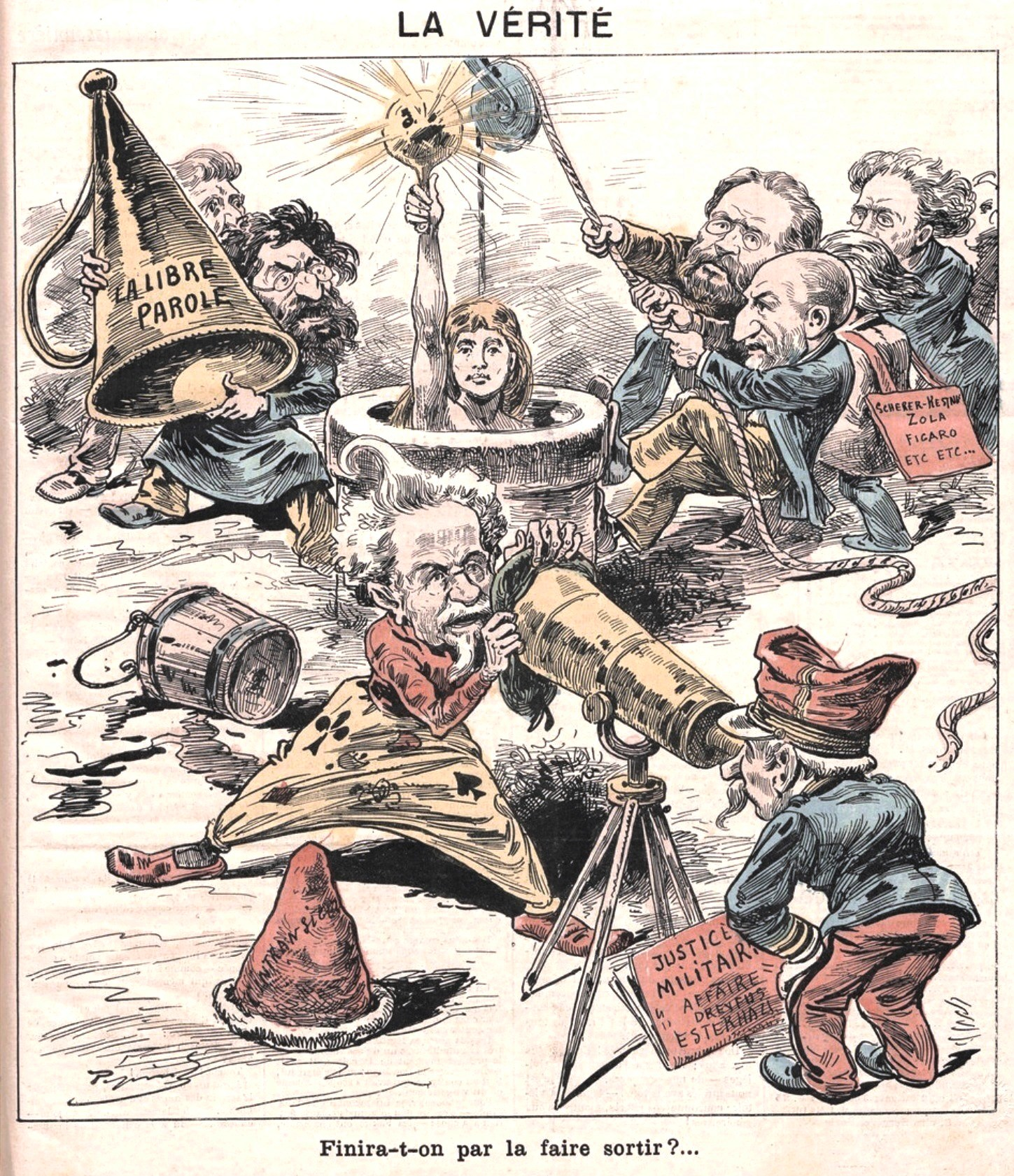
Andrew Calcutt réactive un vieux débat : la vérité disparaîtrait aujourd'hui du fait qu'elle serait relativisée à l'excès, les positions les plus antagonistes pouvant être considérées par la presse et les intellectuels comme aussi pertinentes les unes que les autres.
Ici un dessin paru en 1897 dans Le Grelot.

En 2017, le journaliste Brice Couturier (France Culture) souligne que « (les intellectuels) de droite (font) remonter le régime de post-vérité au relativisme épistémologique et culturel. Celui qui s’est installé dans les départements de sciences humaines des universités à partir des années 1970/1980. La « French Theory », plus ou moins inspirée par les travaux de Michel Foucault et Jacques Derrida, s’est ingéniée à déconstruire l’idée même de vérité ». Il revient sur le sujet deux ans plus tard :

« On a parfois prétendu que l’ère de la "post-vérité" et des "faits alternatifs" avait été ouverte par la « "philosophie de la déconstruction". On dit parfois que le régime de "post-vérité" dans lequel les politiciens populistes à la Donald Trump ont fait basculer la démocratie, devait quelque chose au « déconstructivisme » à la mode dans les départements de littérature et de sciences humaines des universités américaines. Personne, évidemment, ne prétend que Trump est un lecteur assidu de Derrida. Non, ce qui est en cause, c’est l’ébranlement du concept même de vérité auquel ont œuvré les penseurs dits "post-modernistes". Un mode de pensée qui nie non seulement la possibilité d’un savoir fiable, mais dans les cas extrêmes, la stabilité de la réalité elle-même. À ses yeux, tout est affaire de point de vue. »

De fait, selon l'anglais Andrew Calcutt, qui enseigne le journalisme à Londres, « le renversement des valeurs qui a abouti à fustiger l'objectivité » date d'une trentaine d'années au moins et est « le fait des universitaires, aidés par une foule de professionnels des classes moyennes ». « Les universitaires ont commencé à discréditer la « vérité » comme l'un des « grands récits » que les gens intelligents ne pouvaient plus croire. En lieu et place de « la vérité », qu'il fallait donc considérer comme naïve et/ou répressive, la nouvelle orthodoxie intellectuelle autoris(e) seulement l'usage des « vérités » – toujours plurielles, souvent personnalisées, inévitablement relativisées ».
Cette analyse rejoint celle du journaliste anglais Matthew d'Ancona, selon qui les sciences humaines et sociales, s'inscrivant dans le droit sillage de ce que les anglophones appellent la « philosophie française contemporaine », seraient les moins bien placées pour analyser le phénomène de la post-vérité, du fait qu'elles en seraient elles-mêmes les propagatrices.
De façon plus générale, renvoyant en quelque sorte Français et Anglo-saxons dos-à-dos, l'historienne Laetitia Strauch-Bonart considère que « la post-vérité n'est rien de moins qu'une version moderne du relativisme ».

#### La contre-culture
Journaliste au Figaro et maître de conférences à Sciences Po, Guillaume Perrault porte une autre analyse. Il estime que la « post-vérité » n'est pas l'enfant des intellectuels français mais celui de la contre-culture américaine », dans la mesure où celle-ci a promu et légitimé les comportements permissifs.

#### Le lien élites/peuple
Une autre analyse ressort du débat : la post-vérité serait l'expression d'un lien entre deux catégories sociales, « les élites » et « le peuple », mais qui ne relèverait pas d'une opposition — du type « lutte des classes » — mais au contraire d'une sorte de fusion. Bien qu'apparemment opposés de par leur capital culturel, ces deux camps seraient co-responsables, les élites du fait qu'elles auraient adopté une posture démagogique pour s'attirer la sympathie des « gens du peuple » ; ceux-ci, inversement, profitant du fait que les réseaux sociaux leur offre des tribunes, se laisseraient aller à exprimer des opinions pour ressembler aux élites. Ainsi le juriste et universitaire Dominique Rousseau, dont les recherches portent sur la notion de démocratie, critique l'idée selon laquelle « les élites déconnectées du peuple », les journalistes et les intellectuels seraient responsables de la victoire de Trump : « si le peuple se trompe (…), s’il nous désavoue et se désavoue lui-même, tant pis pour le peuple ! » tandis que le journaliste Pierre Rousselin avance que « si Trump et le Brexit ont trouvé un aussi large écho dans l'opinion, (c'est) parce que le discours dominant a perdu une large part de sa crédibilité ».

#### Une crise de la connaissance
Un quatrième type d'explication concerne le rapport des individus à la connaissance. Mentionnant le rapport PISA 2018 de l’OCDE, Dominic Morin, doctorant en philosophie, souligne en 2020 que moins d’un élève de 15 ans sur dix est capable de faire la distinction entre un fait et une opinion, ce qui traduit selon lui une incapacité collective croissante à distinguer le vrai du faux. La responsabilité incombe en partie au domaine de la recherche scientifique :

« Philosophes, historiens, sociologues et autres chercheurs savent bien que nous étions engagés dans ce déclin bien avant l’apparition des médias sociaux. […] La recherche scientifique est partiellement coupable : son opacité abstraite et la technicité de son langage ont eu tôt fait de distancier le citoyen moyen de la connaissance scientifique. »

### Réfutation
Contre toute attente, et à sa manière, le premier à réfuter la théorie de l'ère post-factuelle est Barack Obama. Commentant l'élection de son successeur lors d'une conférence de presse, à peine une semaine plus tard, il déclare : « Je ne crois pas que c’est un idéologue. Je crois qu’au bout du compte, c’est un pragmatique » et il affirme « l’immense continuité » de la politique étrangère américaine « qui fait de nous la nation indispensable quand il s’agit de maintenir l’ordre international et la prospérité mondiale ».
Ce point de vue est relayé par différents commentateurs, notamment en France l'historien André Kaspi, spécialiste de l'histoire des États-Unis ainsi que des milieux d'affaires.
Selon une journaliste suisse, Joëlle Kuntz, « les réseaux sociaux ne changent que l’excitation et la résonance de la conversation publique. Ils ne font pas l’opinion, ils la cherchent pour la suivre ».

### Ironie
Un autre journaliste suisse, Jean Amann, tourne la formule post-vérité en dérision : « Depuis quelques semaines, je lis ce mot partout sous la plume des plus brillants penseurs : nous sommes entrés dans l’ère de la postvérité (…). L’ère post-quelquechose, c’est toujours très chic. Cela donne une légère touche intellectuelle à bien des platitudes. L’ère postmoderne, l’ère postindustrielle, bientôt l’ère postpostmoderne… (…) Cela veut dire qu’avant, juste avant l’invention de la postvérité, nous étions dans la vérité ? La guerre en Irak, la guerre des Malouines, la Guerre froide, le Petit Père des peuples, la Seconde Guerre mondiale, la Première Guerre, la Der des ders, tout ça, c’était le bon temps de la vérité ? Le diesel propre, le plein-emploi pour tous, la croissance perpétuelle, le bonheur de l’ouvrier, la redistribution des richesses, les Trente Glorieuses, l’émancipation de la femme, tout ça, c’était le bon temps de la vérité ? ».

### Polémique
Alors que l'expression post factuel politics se généralise aux États-Unis à la suite de l'élection de Trump, dans le but d'en donner une explication, Scottie Nell Hughes (en), une journaliste devenue porte-parole du nouveau président, déclare le 30 novembre dans une émission de radio : « les faits ne sont pas vraiment des faits ; tout le monde a sa manière de les interpréter comme étant ou n’étant pas la vérité ; il n’y a plus, malheureusement, cette chose qu’on appelle des faits ». La journaliste Claire Levenson déduit de ce propos que « les proches du président élu refusent d'admettre qu'il ment et qu'ils préfèrent expliquer qu'il n'y a pas de faits objectifs, que des opinions ».
De même, en janvier 2017, après que Kellyanne Conway, conseillère du Président Trump a parlé de « faits alternatifs » et que cela a suscité de vives réactions, Laurence Nardon, de l’Institut français des relations internationales, conclut que « l’administration Trump n’a plus honte de ses mensonges. Pour (ses membres), la vérité factuelle n’a plus d’importance. Elle passe au second plan derrière l’idéologie ».

### Débats et engagements

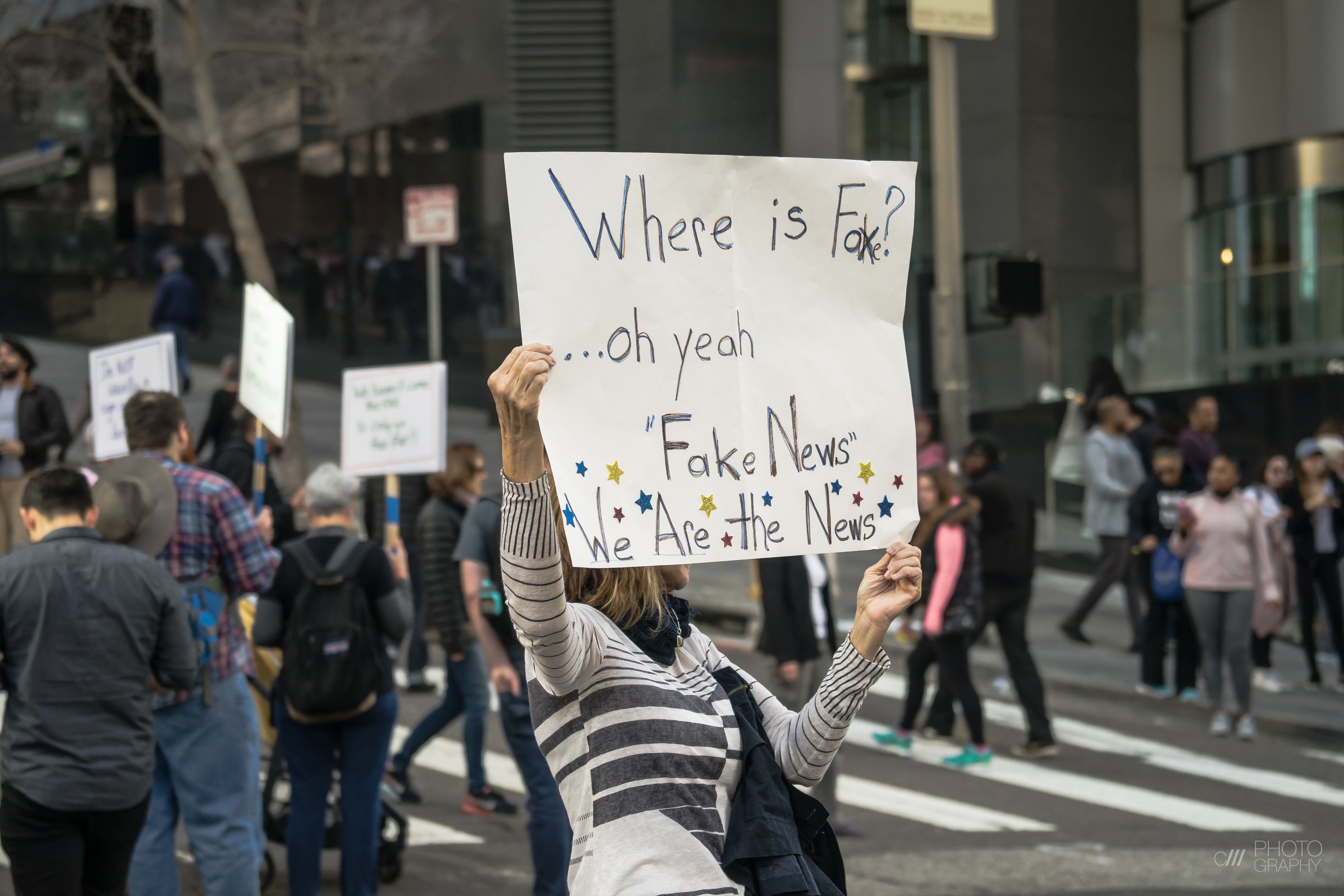
Manifestation aux États-Unis en 2017 contre la prolifération des fake news.

Après avoir consacré au sujet la une et les cinq premières pages de son édition du 24 janvier 2017,,, le journal Libération organise un débat public deux jours plus tard, réunissant Michaël Fœssel, philosophe, Sylvain Parasie, sociologue des médias, et plusieurs journalistes.
Sans nécessairement se référer au concept de « post-vérité », le phénomène de la prolifération des fake news est considéré comme un fait avéré par une grande partie de la presse (plusieurs journaux créent des services de fact-cheking, comme Le Monde et ses « décodeurs ») ainsi que par plusieurs « géants du web » : « Après Facebook, Google ou Snapchat, c’est au tour de Wikimedia de partir en guerre contre les fausses informations. Dans un article du Guardian, Jimmy Wales, fondateur de Wikimedia, dévoile Wikitribune, sa nouvelle plateforme collaborative, grâce à laquelle il entend combattre la désinformation sur Internet ».
En 2017, on compte un grand nombre de manifestations aux États-Unis et au Canada.

## Analyses

### Le primat de l'opinion sur la critique

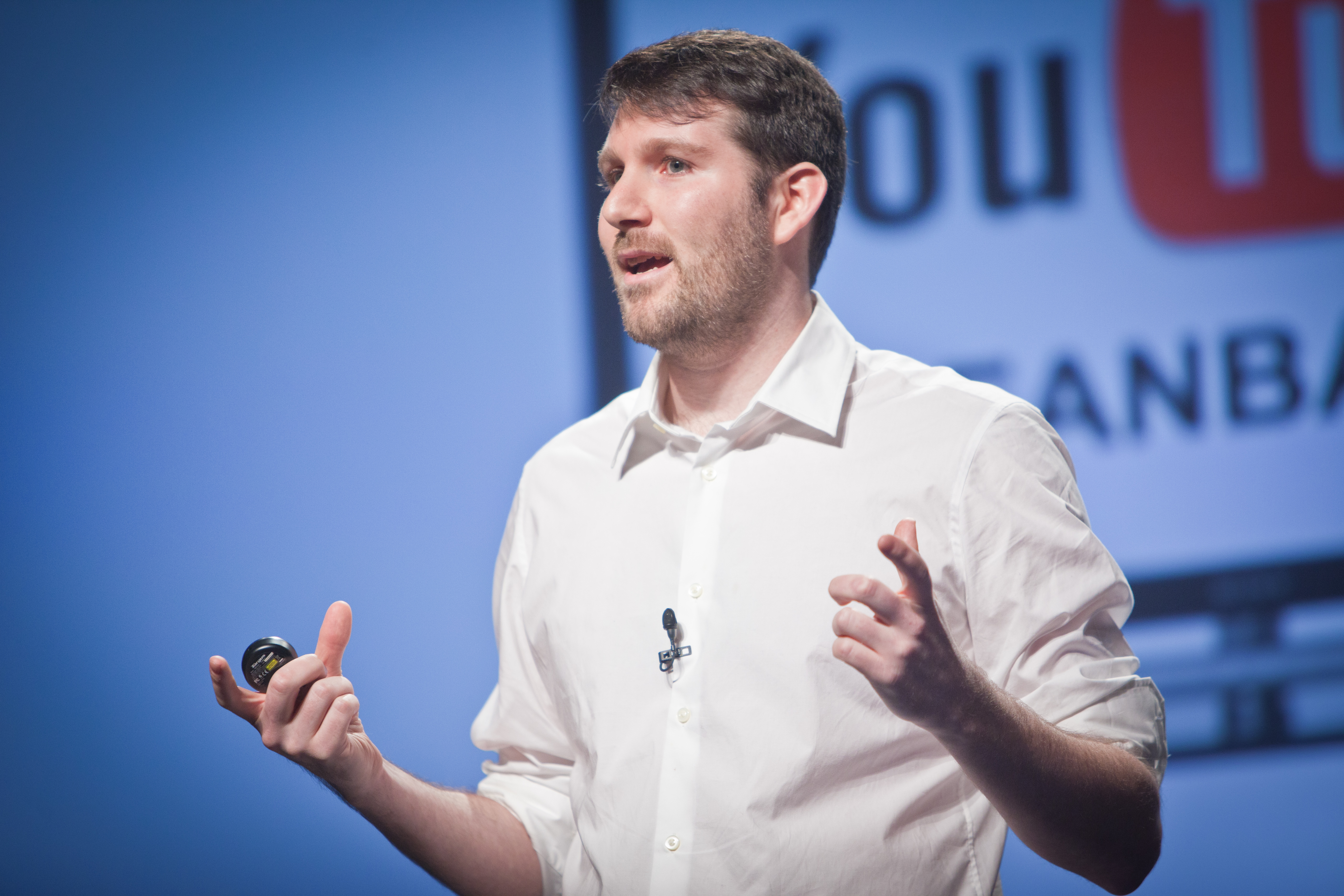
Dès 2011, Eli Pariser a souligné les conséquences psychosociales des bulles de filtre, principalement l'exposition continue des internautes à leurs propres préjugés et l'incitation à s'y confiner, au lieu de cultiver l'esprit critique.

L'un des arguments développés par Katharine Viner est que si les réseaux sociaux jouent un rôle décisif dans l'essor de l'ère post-factuelle, il ne suffit pas d'affirmer qu'ils constituent les vecteurs privilégiés du populisme parce que leurs utilisateurs ne sont pas soumis à l'obligation de vérification des faits. Cela tient également à la nature même des réseaux sociaux et des moteurs de recherche, plus exactement des algorithmes qui les structurent, les bulles de filtrage, qui, en fonction des pages consultées, renvoient les internautes à ce qu'ils ont l'habitude de consulter et qui, par conséquent tendent à les conforter dans leurs opinions au lieu de stimuler leur esprit critique.
Dès 2011, le militant internet Eli Pariser a affirmé qu'en raison même de ces algorithmes, les internautes sont de moins en moins soumis à des points de vue contradictoires et au contraire de plus en plus enclins à « ne pas sortir de leur bulles », c'est-à-dire se conforter dans leurs opinions.
Aux lendemains de l'élection de Trump, le journaliste Julien Cadot écrit :

« La bulle de filtrage est particulièrement efficace en pratique, mais est tout autant dangereuse dans la mesure où elle masque la réalité du monde. […] Quand on regarde le traitement médiatique de la campagne de Donald Trump […], on lit beaucoup de debunk. Le Monde, journal de référence en France, a même ouvert une excellente rubrique nommée "Les Décodeurs", qui s’attelle, jour après jour, à vérifier des petites phrases ou des théories populaires pour les confirmer, les infirmer ou les préciser. Mais le principal problème auquel fait face une rubrique de ce genre, c’est qu’elle s’adresse, majoritairement, aux convaincus : elle n’atteint pas, massivement, la bulle de filtrage de ceux qui doutent ou répandent les rumeurs analysées. Et de leur côté, les supporters de Trump ont aussi eu leur petite bulle de filtrage, alimentée par des médias d’extrême droite, militants, pratiquant en masse ce qu’ils nomment la réinformation, convaincus que le système médiatique est contre eux. »

À noter que la rubrique « Les décodeurs » est très critiquée et au cœur de nombreuses polémiques.
En soulignant que ce sont des algorithmes et non des humains qui orientent automatiquement les lectures de internautes, Pariser et Cadot accréditent la thèse de Jacques Ellul, contemporaine des tout premiers développements en intelligence artificielle, selon laquelle la technique est un processus autonome, se développant de plus en plus automatiquement et de moins en moins sous le contrôle des humains.

### Les faits et la vérité
Il est difficile de définir le concept « post-vérité » sans se demander si les médias (qu'ils soient médias de masse, comme c'est le cas de la télévision, ou alternatifs, comme c'est le cas des réseaux sociaux) ne sont pas peu ou prou des vecteurs de propagande.

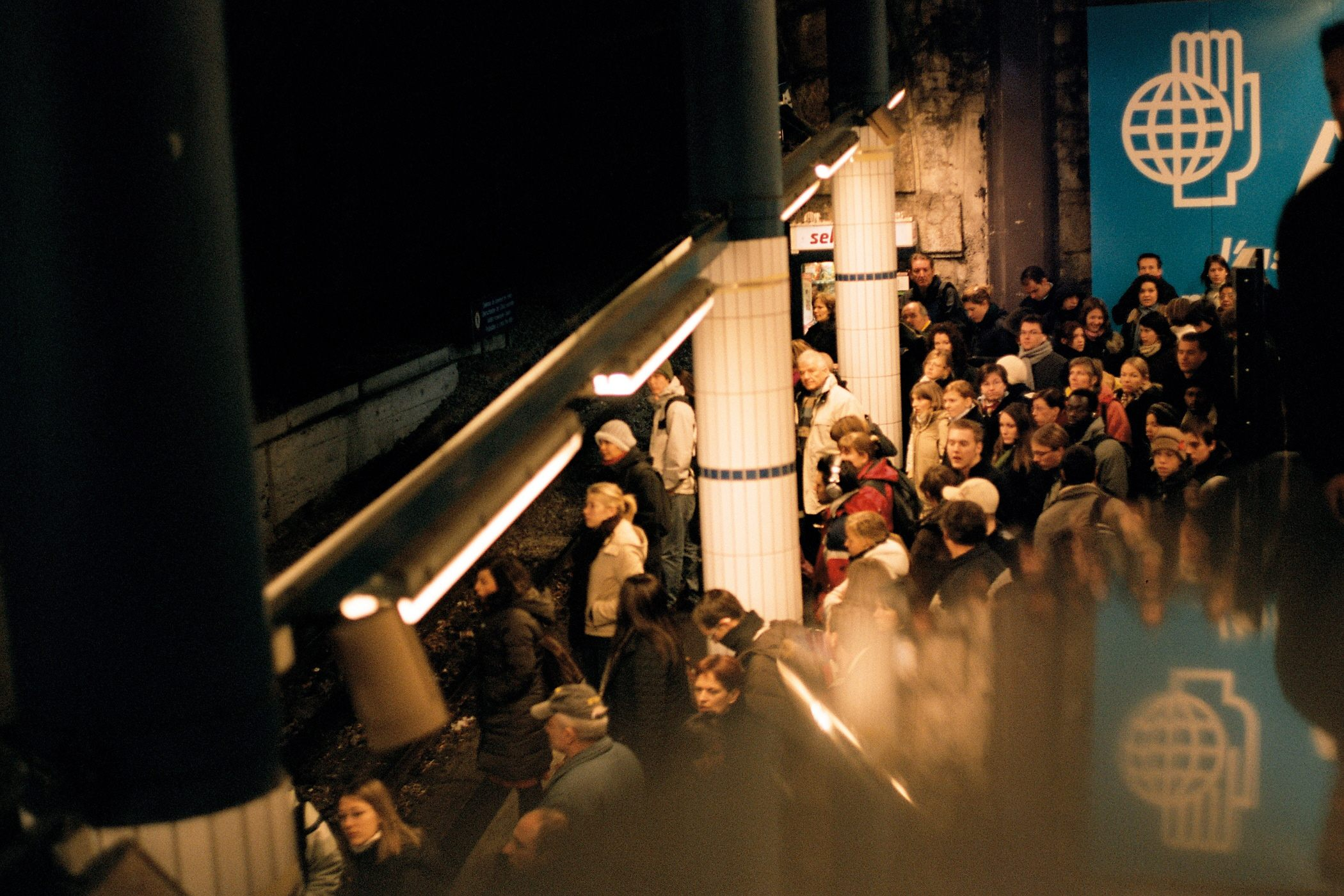
Le monde moderne serait devenu si complexe et oppressant que les individus éprouveraient le besoin d'être rassurés en fuyant la réalité des faits. Ils seraient donc demandeurs de propagande.

En septembre 2016, avant que Donald Trump ne soit élu à la présidence des États-Unis, le journal britannique The Economist avance les arguments suivants :

« M. Trump semble ne pas se soucier de savoir si ses mots ont une quelconque relation avec la réalité, tant qu’ils stimulent les électeurs. […] Il est tentant de rejeter l’idée de discours politique post-vérité […] comme une tendance inventée par de mauvais perdants libéraux qui ignorent que la politique a toujours été une entreprise sale. Mais ce serait faire preuve de complaisance. […] [Car si] certains politiques tendent à jouer sur les sentiments avec moins de scrupules qu’auparavant, [c'est parce que] les humains ont tendance à s’éloigner des faits, [car cela] les oblige à trop faire travailler leur cerveau. »

L'idée que « les humains s’éloignent des faits car cela les oblige à trop faire travailler leur cerveau » trouve sa préfiguration chez Ellul dès 1962 :

« la propagande correspond à un besoin de l’individu moderne. Et ce besoin crée en lui un besoin de propagande. […] Bien entendu, [cet individu] ne dit pas : "je veux une propagande !" Au contraire, obéissant à des schèmes préfixés, il en a horreur car il se croit une personne libre et majeure. Mais en fait, il appelle et désire cette action qui lui permet de réduire (en lui) certaines tensions. Le secret de la réussite d'une propagande tient à ceci : a-t-elle ou non satisfait un besoin inconscient ? Elle ne peut avoir d’effet que si le besoin existe et que celui-ci n’est pas ressenti comme tel mais reste inconscient. »

L'association Technologos (« penser la technique aujourd'hui ») développe une analyse proche : l'expression « ère post vérité » témoigne bien d'une tendance générale actuelle et ce ne sont pas seulement les réseaux sociaux qui sont à critiquer. Ce qui pose problème, c'est l'ensemble de la technique, au sens ellulien du terme : « la recherche absolue de l'efficacité maximale. » C'est parce que cette quête est absolue qu'elle sape toujours plus les fondements de l'éthique et mène à ce qu'Ellul appelle « la banalisation du mal ». Plus précisément, « ce n'est pas la technique elle-même qui nous asservit, c'est sa sacralisation »

« On pourrait se moquer de l'expression ère post-factuelle (car) que peut-il donc exister « après les faits » ?… La formule traduit pourtant parfaitement « le fait » qu'aujourd'hui, les TIC ne peuvent plus se développer sans susciter l’adoration collective des mondes virtuels et une mystique de l'« immatériel ». En revanche, si les expressions « post vérité » et « post factuelle » sont considérées comme équivalentes, cela traduit une confusion entre faits et vérité qui est elle-même l'expression de ce qu'Ellul appelle l'illusion politique. »

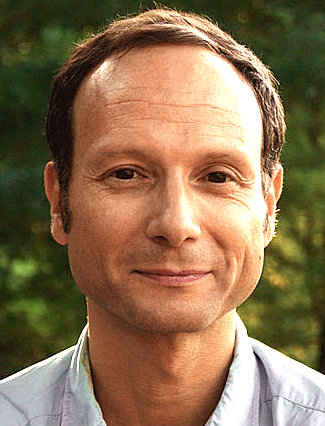
Frédéric Lordon.

Dans Le Monde diplomatique, l'économiste et sociologue Frédéric Lordon estime que la responsabilité des réseaux sociaux ne doit pas minimiser celle de la presse institutionnelle, y compris quand s'y exprime avec sérieux et sincérité le souci de comprendre le sens des événements politiques :

« Les réseaux sociaux, nous explique Viner, sont par excellence le lieu de la post-vérité car ils enferment leurs adhérents dans des « bulles de filtres », ces algorithmes qui ne leur donnent que ce qu’ils ont envie de manger et ne laissent jamais venir à eux quelque idée contrariante […]. Mais on croirait lire là une description de la presse mainstream, qui ne se rend visiblement pas compte qu’elle n’a jamais été elle-même autre chose qu’une gigantesque bulle de filtre ! »

Ce faisant, Lordon invite à se demander comment et pourquoi les formules « ère post factuelle » et « ère post vérité » en viennent à être équivalentes et quel est finalement le rapport entre la vérité et les faits :

« Ce que le journalisme “de combat” contre la post-vérité semble radicalement incapable de voir, c’est qu’il est lui-même un journalisme de la post-politique, ou plutôt son fantasme. […] Le problème est […] que des faits correctement établis ne seront jamais le terminus de la politique mais à peine son commencement, car des faits n’ont jamais rien dit d’eux-mêmes, rien ! »

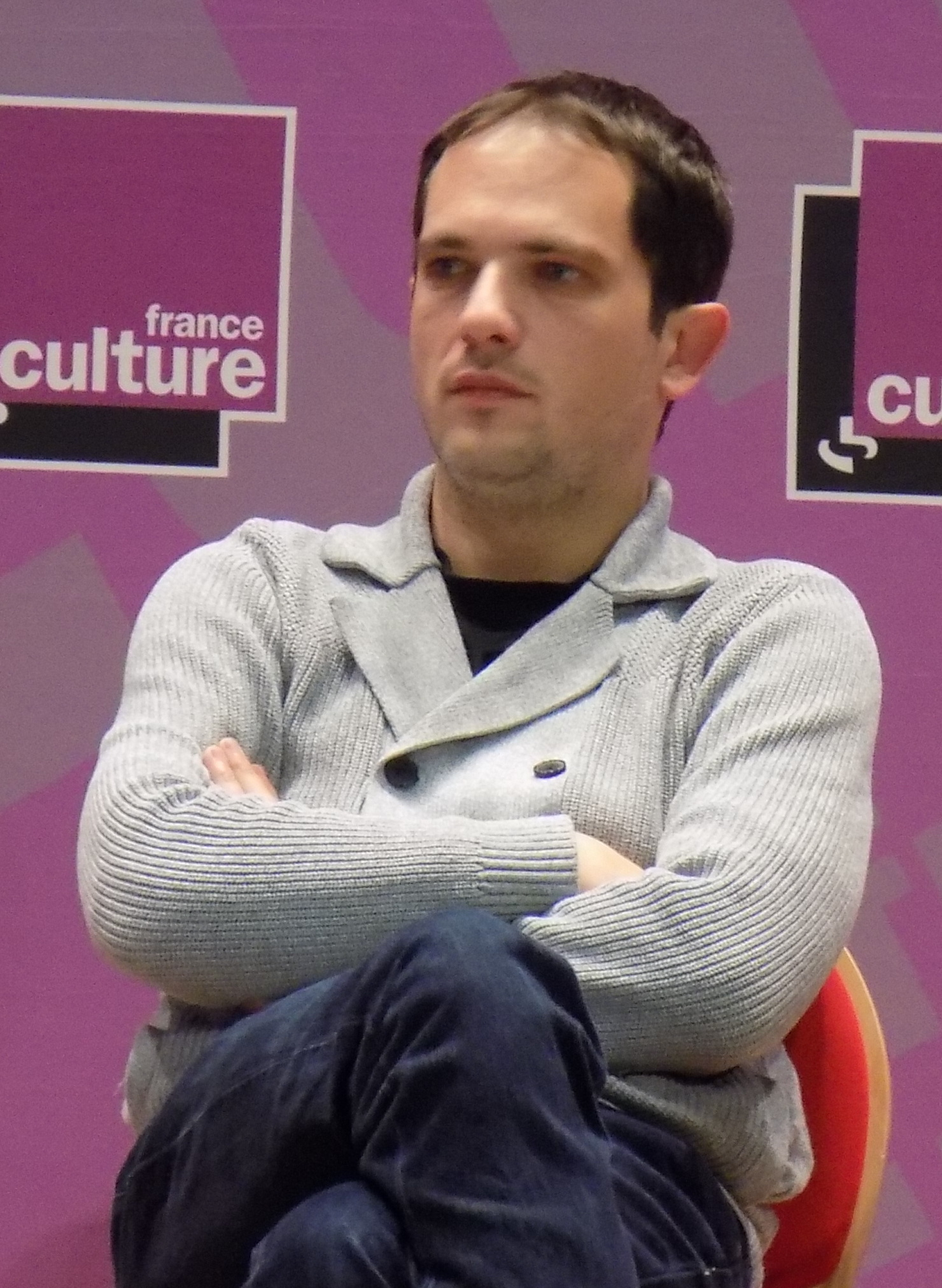
Michaël Foessel.

Le philosophe Michaël Fœssel estime que :

« si la politique est entrée, avec Trump, dans l’ère de la télé-réalité, cela ne signifie pas (forcément) que la vérité constitue un bon critère pour évaluer la santé d’une démocratie. […] La confrontation entre les discours et les faits appartient à la déontologie journalistique : on peut légitimement espérer que cette vérification joue un rôle dans le comportement des électeurs. Mais la politique, du moins dans sa version démocratique, commence lorsque l’on admet que les faits sociaux sont toujours déjà pris dans des interprétations. (À l'inverse), il faut se méfier de celui qui arrive sur la scène (politique) en prétendant détenir la “vérité” sur un sujet où la prime devrait d’abord aller à la délibération conflictuelle. »

### Réseaux sociaux versus presse grand public

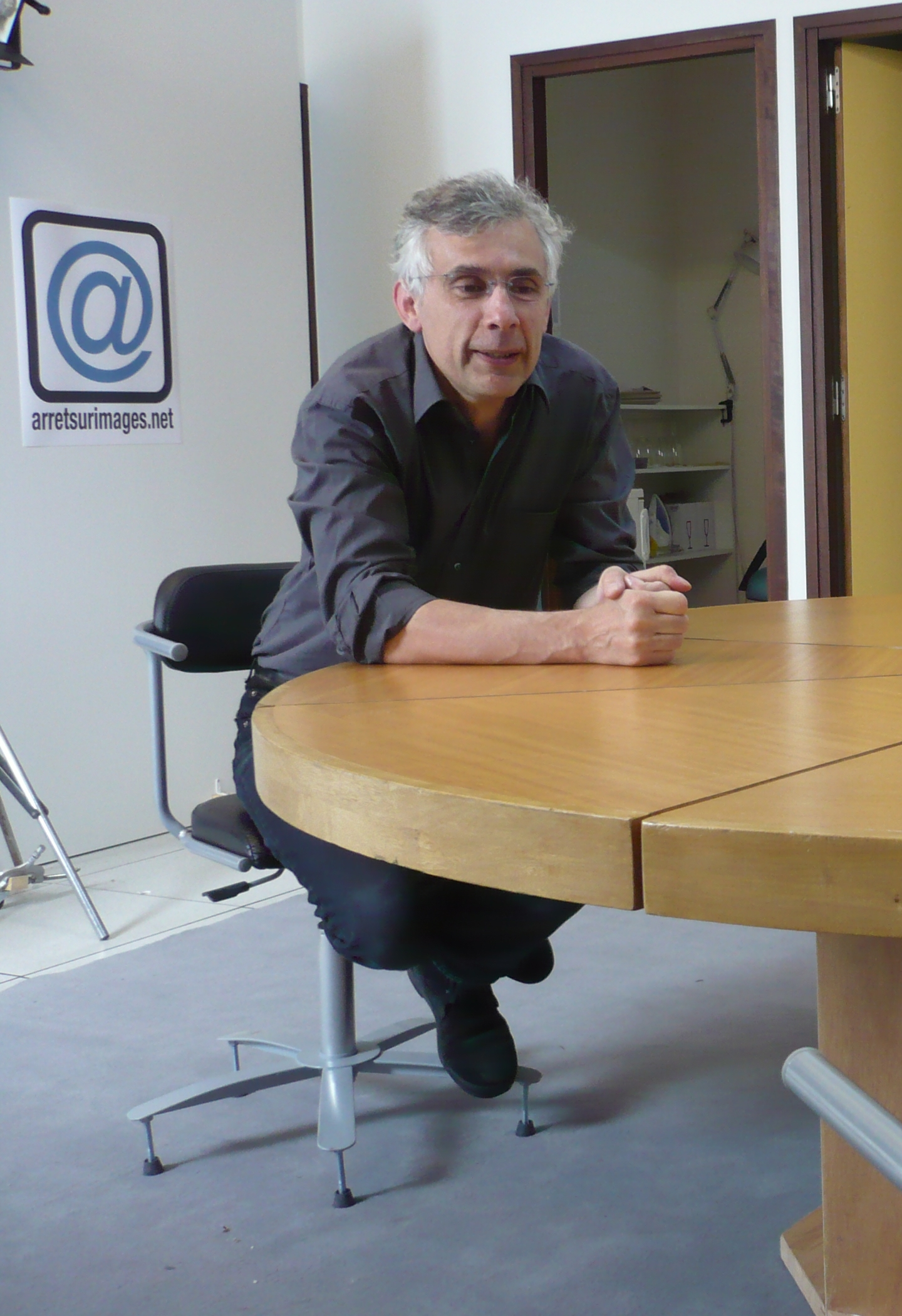
Daniel Schneidermann.

Les arguments de Katharine Viner selon lesquels la place grandissante des réseaux sociaux constituerait la cause principale de l'ère post-factuelle sont abondamment débattus. Certains en contestent la pertinence, au premier rang desquels, en France, Frédéric Lordon. Selon lui, il ne faut pas surévaluer cette montée en puissance des réseaux : certes, aux États-Unis, les médias de masse n'ont pas soutenu Donald Trump (une bonne partie d'entre eux n'a eu de cesse au contraire de le ridiculiser) mais dès les primaires républicaines, elle s'est focalisée sur lui parce que ce qu'il disait était choquant, spectaculaire, donc vendeur en termes d'audience. Indirectement mais incontestablement, elle a participé à son succès. Lordon conteste donc l'idée répandue selon laquelle le journalisme grand public pratiquerait scrupuleusement la règle de la vérification par les faits. Reprenant la thèse de la fabrication du consentement par les médias inaugurée par Chomsky, il affirme que la presse n'est plus depuis longtemps porteuse du souci d'investigation mais entièrement au service d'une idéologie, le libéralisme économique. N'exerçant aucun regard critique sur celle-ci, elle en constitue un relai d'autant plus actif qu'il est implicite. Et du fait qu'elle en est le principal instrument de propagande, il faut se moquer des expressions du type « post-vérité » et « post factuel ».
Le journaliste Daniel Schneidermann critique l'analyse de Lordon : certes, une grande partie de la presse grand public est au service de l'idéologie libérale mais pas entièrement car elle accueille également des « désintoxeurs » (…) s’attachant (non seulement) à « démonter les intox pro-Trump et pro-Brexit (mais aussi) celles du camp d’en face (dont celles du) Guardian, (qui) a aussi baigné dans la « post-vérité » en promettant l’apocalypse en cas de Brexit ». Reconnaissant que la vérification par les faits est impuissante, il ne se prononce pas sur le rôle des réseaux sociaux. De même, lorsqu'il invite Chomsky sur son plateau d'Arrêt sur images et qu'à la toute fin de l'émission il lui demande s'il pense que Facebook a joué un rôle dans l'élection de Trump, Chomsky lui répond : « Je suis curieux de beaucoup de choses mais Facebook ne fait pas partie de mes priorités ».
À l'évidence, la théorie de Chomsky n'inscrit pas les réseaux sociaux dans la liste des relais d'opinion et, comme celle de Lordon (qui se situe lui-même dans le sillage de Chomsky), elle ne se distingue pas seulement de celle de Viner, elle s'y oppose radicalement.

### La marque du fascisme

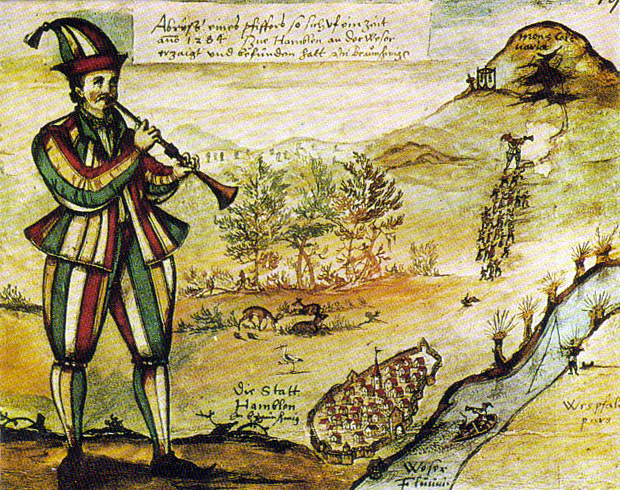
Symbole du bullshit selon Pascal Engel, le joueur de flûte de Hamelin.

Le philosophe Pascal Engel s'interroge : « On a parlé de « post-vérité », dont Trump serait l’incarnation triomphante, par ses provocations et ses mensonges. Le plus étonnant n’est pas que ces méthodes existent, mais qu’elles marchent. (…) La post-vérité n’est pas le recours au mensonge en politique, qui fait l’objet de traités classiques. Le menteur n’est pas ennemi de la vérité, il la respecte : sans elle, il ne pourrait exercer son art, car pour mentir, il faut que les gens croient que ce qu’on dit est vrai et que les promesses seront jugées dignes de l’être. (…) Or Donald Trump n’est pas un menteur au sens où Richard Nixon ou George W. Bush le furent. Personne ne le croit. (…) Il est juste un bonimenteur ou un baratineur. Il pratique ce que le philosophe Harry Frankfurt appelle le bullshit, « l’art de dire des conneries ». (…) C’est l’attitude qui consiste à se moquer de la vérité, à n’avoir cure ni du vrai ni du faux. (…) Le bullshitter n’a qu’un objectif : gagner. Il bluffe, comme au poker. Il est pourtant jugé crédible, et il se sert d’un système dans lequel les gens croient aux promesses. Comment peut-il vouloir être crédible s’il se moque de la vérité ? (…) Comment peut-on approuver ce que dit quelqu’un sans reconnaître que c’est vrai ? Le bullshitter ne demande pas qu’on croie ce qu’il dit, mais qu’on croie en lui. (…) Une fois cela assuré, il ne reste que la force brute, et l’on peut dire tout et son contraire. Ainsi Donald Trump dit, à présent, qu’il ne fera pas le mur, ou que l’Obamacare n’est pas si mal que cela. Il se moque que ce soit le contraire de ce qu’il a dit. Il suit la règle d’Humpty Dumpty et celle du joueur de flûte de Hamelin, celle de tous les fascismes : ce qui compte est juste qui est le maître. (…) Le bullshitter croit, et demande aux autres de croire non pas le vrai mais l’utile. Il est un pragmatiste. ».
Contestant la pertinence de cette thèse, le sociologue Daniel Cefaï et le philosophe Roberto Frega affirment que « les philosophes pragmatistes ne sont ni des adeptes de Trump ni de la post-vérité ». Citant Ellul, selon qui « le fait constitue (aujourd'hui) la raison dernière, le critère de vérité » et pour qui « la véritable religion moderne, (c'est) la religion du fait acquis », l'association Technologos soutient que ce ne sont pas les philosophes pragmatistes qui sont à critiquer (elle ne les mentionne pas) mais une doxa dominante qui consiste à ériger les faits au statut de vérités.

### Par delà la politique

#### La publicité
Le recours au mensonge en tant que technique pour réussir ne concerne pas que la sphère politique. On l'observe également dans le monde de l'économie, notamment à travers les pratiques de publicité mensongère et, plus encore, par certaines techniques de management, du fait que, moins évidentes à démontrer que la publicité mensongère (qui est répréhensible en France depuis 1998), elles permettent aux entreprises qui y recourent de contourner la loi.

#### Le monde du travail

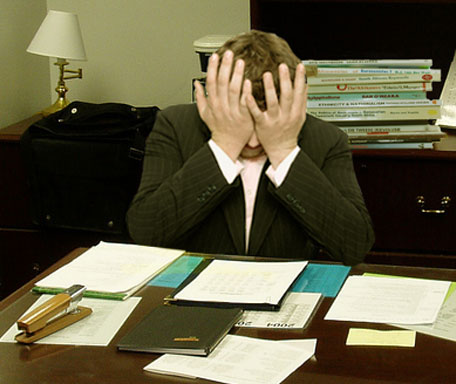
Selon certains spécialistes du travail, la pression exercée par les lois de la concurrence sur les employés des grandes firmes contraint ceux-ci à fermer les yeux sur leur propre condition mais aussi, corollairement, à mentir à la clientèle afin d'éviter le burnout.

Au terme d'une enquête dans des centres d'appels téléphoniques, Duarte Rolo, psychologue clinicien et universitaire, démontre que de plus en plus les salariés se retrouvent « obligés de mentir pour réussir » et, du coup, « se trahir eux-mêmes ». « Pour satisfaire les objectifs décidés par l'organisation du travail, les téléopérateurs ne peuvent pas ne pas mentir, la pression des contrats d'objectifs, très forte, les y pousse ».
Un constat similaire guide Viviane Gonik, spécialiste de la santé au travail en Suisse. Selon elle, l'usage de l'expression « ère post-vérité » ne doit pas se limiter à la sphère politique : ce sont pas seulement les « technologies » (du type « réseaux sociaux ») qui sont à remettre en question, mais l'ensemble des « techniques », y compris les plus immatérielles, telle l’organisation du travail. Dans le journal Le Courrier, elle avance que, poussés par l’organisation du travail ou la peur du chômage, de nombreux salariés sont « amenés à tromper le client et se trahir eux-mêmes », contribuant ainsi à la dégradation de leur rapport au travail et pouvant être alors conduits au suicide. « Le mensonge est une pratique courante dans la vie politique. (…) mais le recours aux contre-vérités s’installe aussi dans le monde du travail. (Ainsi par exemple) en 2015, le scandale Volkswagen fait apparaître que, dans la course à la compétitivité, tous les coups (sont) permis. ».
Toujours en Suisse, se référant aux psychologues du travail Marielisa Autieri et Kim Fellay, la journaliste Agnès Gabirout Perron rappelle que « mensonges, ragots, commérages, rumeurs, désinformation, canulars… ne sont pas un phénomène nouveau dans les organisations. Ils sont maintenant plus fréquents, se propagent à toute allure et sont particulièrement destructeurs ».

#### Le monde scientifique
Selon le journaliste Paul Molga, « le nombre de publications retirées des revues scientifiques après suspicion de fraude ou de manipulation est en hausse, surtout dans les sciences de la vie. Elles jettent le discrédit sur l'ensemble des travaux de recherche ».

#### Le brouillage vie privée / espace public

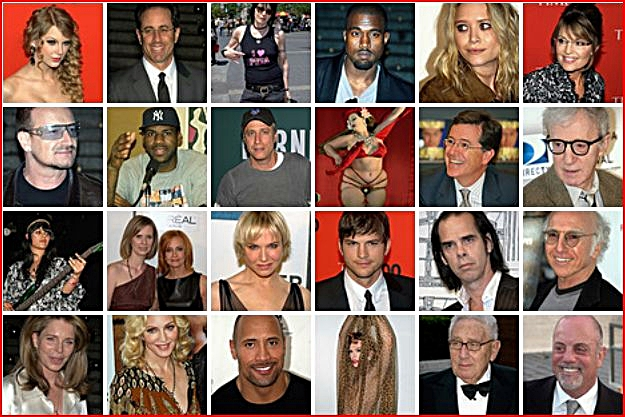
Selon l'écrivain Nicolas Tenzer, le phénomène de la peopolisation a contribué à modifier profondément les rapports sociaux, donc la vie politique.

Le phénomène de la peopolisation et celui de la téléréalité (lire supra), au développement duquel Donald Trump a fortement contribué dans son pays à partir de 2004,, participent du brouillage entre vie privée et espace public, entre vérité et mensonge, la télévision entrant sur ce registre en concurrence avec internet.
Se référant au livre Condition de l’homme moderne d'Hannah Arendt, Mazarine Pingeot voit dans ce brouillage une piste essentielle pour saisir le concept « post-vérité » : « L’homme privé est devenu tout puissant (…) mais privé de cette transcendance qui caractérise le monde humain. L’ascension de l’homme économique est allée de pair avec la destruction du monde commun et du politique tout à la fois. Or « la réalité » est étroitement liée à l’idée de monde commun comme seul lieu d’une véritable existence humaine. Dans cet espace-là, que peut avoir encore du sens la notion de vérité de fait dans sa relation à la réalité humaine ? ».

#### L'impact de la culture de masse
Les leaders politiques symbolisant la post-vérité puisent leurs références dans la culture de masse, tel est l'avis de Claire Digiacomi, journaliste au Huffington Post, qui fait remarquer que celles de Donald Trump sont la musique country (vécue aux États-Unis comme un vecteur de patriotisme) ainsi que les pratiques exaltant à la fois le corps et la puissance (le catch, le culturisme et les armes à feu).

#### Du populisme au cynisme et au nihilisme
En 2016, l'universitaire Laurence Hansen-Love estime que ce que l'on appelle « ère post-vérité » correspond à une montée en puissance du populisme mais elle confère à ce mot un sens plus large que l'habituelle synonymie avec « démagogie » : « Mentir, dans le contexte des mouvements nationaux-populistes qui font florès, c’est instiller le doute sur ce qui fait consensus au sein de la science à un instant T, comme la réalité du changement climatique, la nocivité du diesel, la dangerosité des perturbateurs endocriniens et des pesticides, ou les ravages causés par l’extraction du gaz de schiste ».
En 2019, le philosophe Alain Cambier affirme que la post-vérité relève d'un relativisme moral généralisé, dont les origines sont très anciennes :

« La post-vérité se présente comme une involution qui nous renvoie à une attitude archaïque : celle du déni de la vérité. (…) La post-vérité relève d’une volonté cynique de discréditer la valeur de vérité, à en opérer la dénégation : tout porteur de vérité sera considéré comme n’exprimant qu’une opinion parmi d’autres. (…) Elle apparaît (également) comme l’expression d’une volonté de puissance cynique qui fait fi des standards épistémiques. Ce nihilisme cognitif est aussi porteur d’un nihilisme éthique. Le cynique est celui qui ne respecte plus aucune norme, aucune règle commune, aucun critère pour discriminer le vrai du faux ou le juste de l’injuste : il ne mise que sur l’arrogance qu’il met à rejeter le minimum de consensus requis pour permettre des dialogues constructifs. »

### L'éthique sous l'emprise des techniques

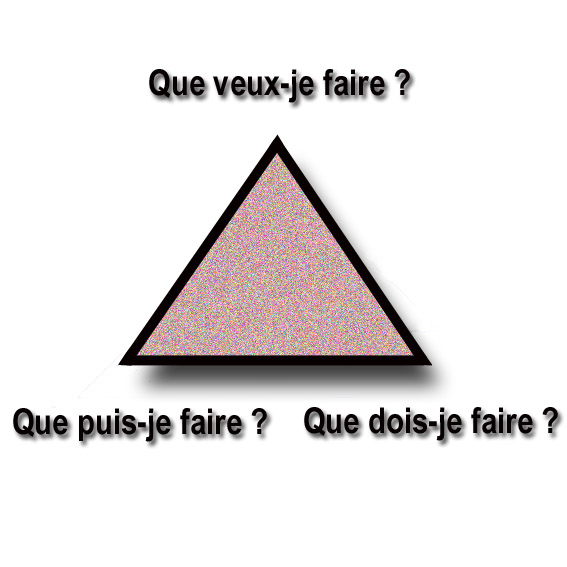
« Vouloir, pouvoir, devoir » : le triangle éthique. Selon certains commentateurs, l'émergence d'une ère post-factuelle témoigne d'un essoufflement de l'éthique

La question du rapport de la réflexion éthique au progrès technique n'est pas nouvelle. Dès 1948, par exemple, Jacques Ellul écrivait « Le moyen technique ne connaît aucune limite, il ne connaît pas de règle autre que les lois techniques. Aucun jugement de valeur n’est porté contre lui. Le jugement de valeur n’est porté que sur la fin (la conséquence), jamais sur le moyen. Dès lors, le procédé technique est débarrassé de toute entrave idéologique ou morale »,. L'émergence du concept « post-vérité » est l'occasion de réactiver cette réflexion.

#### Trop d'information tue l'information mais dope l'émotion
Selon Marc-Antoine Dilhac, spécialiste des théories de la démocratie et de la justice, la quantité même des informations circulant sur la toile et le nombre de personnes qui en émettent sont tels que, paradoxalement, ces informations finissent par constituer un frein à la connaissance. « On ne sait (plus) interpréter les faits, les mettre en rapport les uns avec les autres. (…) Le travail des médias devrait faire le pont entre les faits bruts et leur interprétation. Or leur magistère est contesté par la prolifération des sources d’information plus ou moins vérifiables (si bien que) même le fact checking tombe à plat. (…) la vérification devient un spectacle : "ah, il a menti !" (…) Ce registre lasse le public (qui finit) par se dire que tout le monde ment et qu’il vaut mieux se rabattre sur (ses) intuitions pour prendre des décisions. On met (ainsi) de côté la vérité et on choisit en fonction de (ses) sentiments, de (ses) désirs ou d’une promesse en particulier ».
La suédoise Ann Mettler, directrice du Centre européen de stratégie politique, déclare : « Dans une démocratie, les décisions sont souvent prises sur la base de preuves et reposent sur des faits. Donc, si (…) certaines de nos décisions découle(nt) d’émotions (ou) du désir de perturber l’establishment, (…) cela peut avoir des répercussions très néfastes. (…) En démocratie, nous devons comprendre non seulement quels sont nos droits mais aussi quelles sont nos responsabilités. Avant tout, il est de notre devoir de consulter diverses sources d’information, y compris celles avec lesquelles nous ne sommes pas d’accord, nous devons être tolérants vis-à-vis des autres opinions, nous devons rechercher le compromis. (…) Les réseaux sociaux doivent prêter attention à cette tendance, analyser ce qui est en train de se passer et se demander comment contrebalancer la bulle de filtres ».
Dans le milieu journalistique, on prend la mesure du changement : « La généralisation de la norme post-vérité nous concerne d’abord nous, journalistes et professionnels des médias (…) parce qu’elle a fondamentalement bouleversé l’environnement dans lequel nous travaillons et les valeurs sur lesquelles nous nous appuyons. (…) Au-delà des médias, l’information post-vérité concerne aussi les acteurs politiques, soit parce qu’ils peuvent être tentés d’y recourir, soit parce qu’ils en seront la cible. (…) Le défi majeur que la société post-vérité constitue, en fin de compte, est celui de la crédibilité de l’information, qui est au cœur du fonctionnement démocratique. Il concerne tous les lecteurs et citoyens. Leur exigence sera notre meilleure alliée ». Pour autant, la plupart des journalistes se prononcent peu sur ce qui est à l'origine de cette dérive, encore moins sur la manière dont on pourrait y mettre un terme.

#### Hyper-connectivité ou hyper-fragmentation de la collectivité?
David Riesman, estime que nous croyons « être à l'ère de l'hyper-connectivité alors qu'en fait, nous sommes à celle de l'hyper-fragmentation : nous assistons à une forme d'implosion de la déconnexion humaine, où chacun, replié sur soi, se construit sa propre vérité, source alors de manipulations ». Il considère que si la société a évolué ainsi, il faut en voir l'origine dans l'industrialisation de la « manipulation des esprits » qui s'est opérée au XXe siècle autour du publicitaire américain Edward Bernays, « avec un mode opératoire réfléchi, donnant naissance au marketing, visant des objectifs parfaitement ciblés par le détournement des émotions au profit des industriels et des politiques »[réf. souhaitée]. Cette tendance s'étant fortement accentuée avec internet et la multiplication des acteurs qui y évoluent, ceux-ci « s'érigent en constructeurs de valeurs de croyance de masse » tandis que ne peut s'imposer « le fact checking, comme démarche de vérification systématique par les faits pour contrecarrer la rumeur »[réf. souhaitée].

#### Enseigner à l’heure de la «post-vérité»
Michelle Mielly, spécialiste en anthropologie culturelle et enseignante en management, se demande « comment enseigner à l’heure de la post-vérité » : « Les enseignants font face à de nouveaux défis. Leurs étudiants sont exposés à un répertoire d’idéologies et de croyances de plus en plus varié. (…) En tant qu’enseignants, nous cherchons à (…) exposer les étudiants à une variété de situations pratiques (…) (mais) ce travail ne peut se faire s’il manque un ingrédient essentiel (…) : le respect pour autrui. (…) Favoriser une prise de conscience historique et un sentiment de l’urgence historique peut (également) aider les étudiants à dégager des questions d’identité culturelle. (…) (Cela) peut les aider à saisir la nature irremplaçable du passé et les erreurs qui y ont été commises, afin de construire l’avenir devant eux ».
Le rôle de l'éducation est de former les élèves à l'esprit critique. Avec le développement de la post-vérité dans notre société, il est plus efficace de former les élèves à construire par eux-mêmes leurs connaissances que de leur inculquer de façon verticale des savoirs. En partant de ce principe, il serait également contre-productif de la part des enseignants d'aborder les fake news, auxquels les élèves pourraient croire, en recourant seulement à la raison. Une approche intéressante serait de valoriser le débat en intégrant les émotions et en les articulant avec la raison.
Si un grand nombre de commentateurs s'accordent à penser que la culture et l'éducation peuvent constituer un rempart contre la prolifération des fake news et les théories du complot, certains d'entre eux estiment que ce rempart est désormais extrêmement fragile car le complotisme a déjà gagné la jeunesse.

#### Emprise de la technique et survalorisation des faits
Reprenant des analyses de Jacques Ellul, les intellectuels technocritiques portent un regard singulier sur l'ère post-vérité.
Selon Patrick Troude-Chastenet,

« s’il est peut-être encore trop tôt pour accréditer la thèse d’un basculement dans l’ère de la post-vérité, la prégnance des fake news dans notre quotidien, depuis 2016, interdit de parler d’une simple dérive du système médiatique imputable à la seule révolution numérique. (…) Et alors qu’il est question en France de légiférer sur les fausses nouvelles, donc de "réglementer la vérité", Jacques Ellul nous alertait naguère sur le risque de réduction de la vérité aux faits : « Est-ce que l’homme est devenu homme en s’inclinant devant le fait ? (…) La reconnaissance de la souveraineté du fait, c’est l’élimination à plus ou moins longue déchéance de ce qui fait la grandeur, la spécificité, la vérité de l’homme ». »

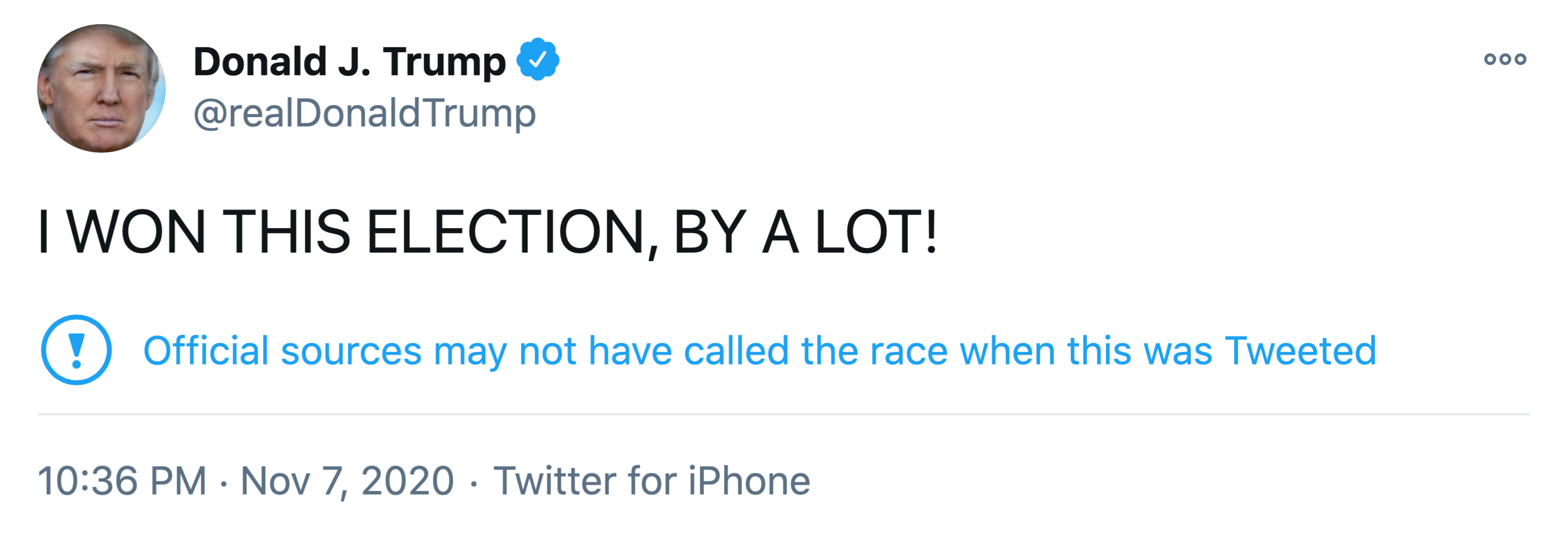
« J'ai gagné cette élection et de loin ! »
Tweet du président Donald Trump prétendant qu'il a gagné l'élection présidentielle de 2020.

À partir du 7 novembre 2020, après que le président Donald Trump a proclamé avoir gagné l'élection des présidentielles, un très grand nombre de journalistes imputent son succès électoral et son maintien au pouvoir à la prégnance des médias sociaux sur la presse institutionnelle, reprenant ainsi la thèse formulée par Katharine Viner en 2016. Certains commentateurs estiment même que la presse institutionnelle est désormais fréquemment contrainte de relayer les thèses complotistes :

« En 2020, l’intox sur les réseaux sociaux est passée à la vitesse supérieure. La peur née de la pandémie a libéré les imaginations et le conspirationnisme, autrefois cantonné dans les catacombes d’Internet, est devenu mainstream. Non seulement, les théories complotistes se diffusent partout mais elles sont parfois relayées par les grands médias, à leur tour débordés par le phénomène. »

Commentant l‘approche de Katharine Viner en se basant sur les thèses de Jacques Ellul, Joël Decarsin estime en 2021 que la journaliste anglaise a commis une erreur d'analyse en se focalisant sur internet et les réseaux sociaux, sans prendre en compte l'idéologie du progrès technique dans son ensemble :

« Viner a dressé un remarquable constat mais elle n’a en revanche rien expliqué. Cela est dû (au fait que) lorsqu’on tente d’analyser les grandes mutations du monde, on en revient le plus souvent aux "technologies". Il est extrêmement rare que l’on saisisse que celles-ci forment un système, que Jacques Ellul, en 1977, a appelé le « système technicien ». Viner a pointé le caractère non neutre des médias d’information mais elle n’a fait en quelque sorte qu’une partie du travail. Ellul (rappelle en effet que) c’est la technique dans son ensemble, et non pas telle ou telle technique, qui est collectivement, et à tort, considérée comme neutre. »

### Rien de grave, c'est naturel

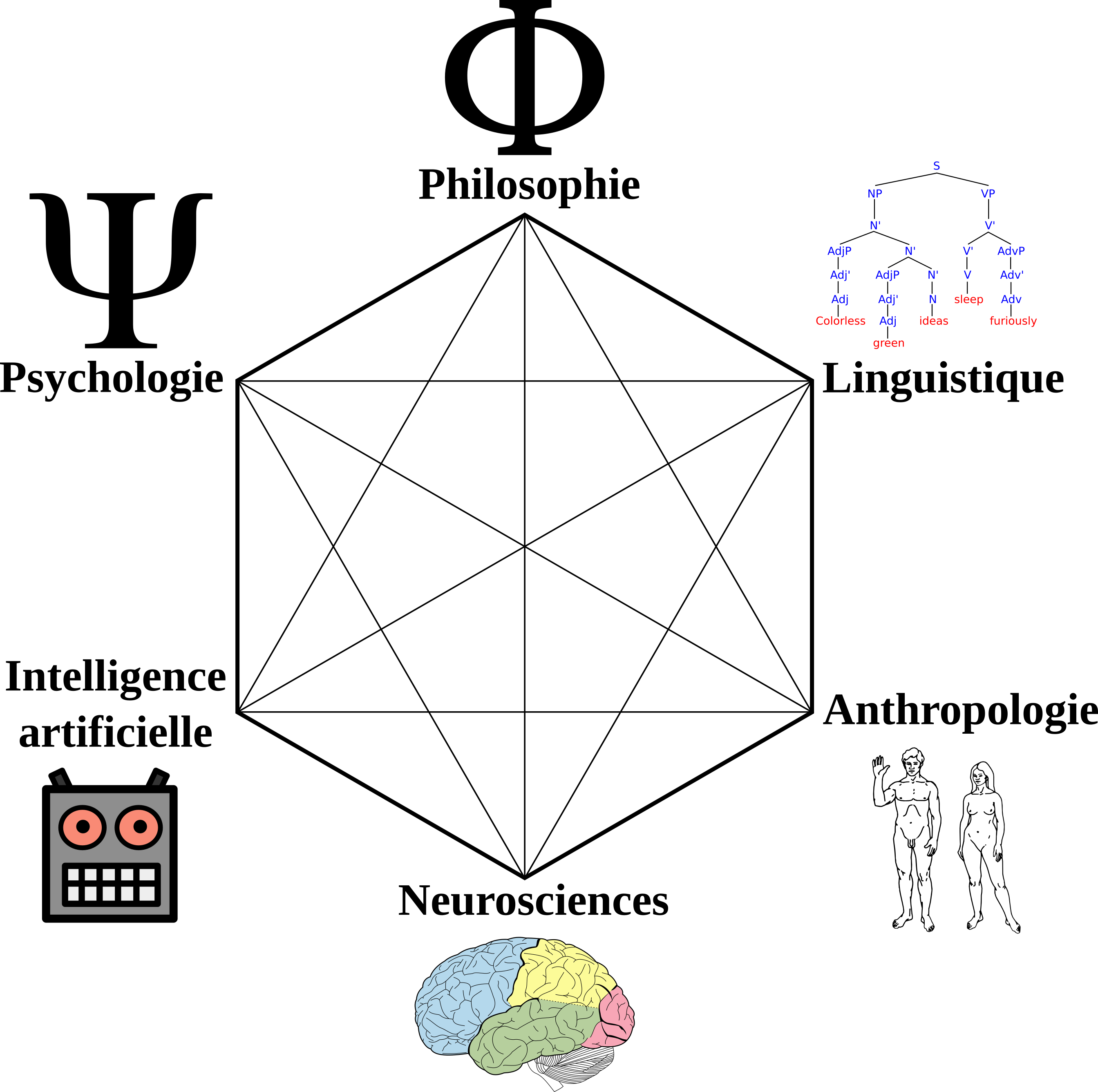
Afin de comprendre ce qui est en jeu derrière la formule « post-vérité », la philosophe Peggy Sastre estime qu'il convient non pas de se référer à une quelconque forme d'éthique mais aux sciences cognitives.
Ici un diagramme établi par le psychologue américain George A. Miller pour illustrer les liens entre six disciplines constituant la base des sciences cognitives.

Le biologiste Didier Raoult est moins alarmiste. Il estime en effet qu'il faut dédramatiser la pratique du mensonge, qui est ancienne, répandue, normale et même « nécessaire », et convenir que la technologie ne fait que le révéler au grand jour : « (…) la transparence désormais permise par la technologie et la mémoire des banques de données dévoilent nos incohérences et nos mensonges. Elle démontre que nous mentons, que nous changeons d'avis, qu'à plusieurs occasions nous n'avons pas respecté la loi, et que nous ne faisons pas ce que nous disons faire. Le mensonge aux assurances, aux autorités, aux enfants, entre époux a permis une forme de vie sociale qui est menacée depuis par l'usage d'internet, des cartes bancaires, du téléphone portable, des enregistreurs incorporés aux smartphones, des caméras de surveillance, des radars. (…) Comment nos sociétés peuvent-elles désormais réagir face à cette impossibilité de croire en une vertu démentie tous les jours ? Sans doute verrons-nous émerger une hiérarchie sur la gravité des mensonges. En attendant, nous passons par une période de déni de la vérité. Mais nos démocraties seront vite rattrapées par la réalité. (…) L'ère de la post-vérité, succédant politiquement au « tous pourris », est une phase nécessaire pour obliger à des pensées et des discours plus indulgents, plus modérés, et plus compatibles avec une nature humaine qui peut moins dissimuler mais qui n'en est pas pour autant moins faillible ».
Peggy Sastre est encore plus conformiste : « pourquoi s'offusquer de la post-vérité ? C'est le mode par défaut de notre cerveau. (…) Jetons-y un œil avant de nous en prendre aux colporteurs de la « post-vérité » : il n'est jamais aussi performant que lorsqu'il s'agit d'arranger la réalité à sa sauce »[réf. souhaitée]. Selon cette philosophe, « plus personne – et encore moins du côté des politiques – ne voit le monde tel qu'il est, mais comme on aimerait qu'il soit » et si « on triche, on manipule, on déforme, on altère, on comble les trous et on (se) raconte des histoires »[réf. souhaitée], c'est on ne peut plus naturel. Invoquant les sciences cognitives, Sastre affirme que « pour appréhender le réel, nous devons faire marcher notre cerveau mais que (…) il n'y a peut-être pas d'outil plus incertain, plus capricieux, plus flemmard, plus partisan et plus baratineur (…) que ce truc spongieux casé sous notre boîte crânienne. Comme tous nos organes, notre cerveau a été « fait » pour assurer notre survie, c'est-à-dire tirer profit du monde ». « Pas besoin de pester contre Facebook », conclut-elle, « notre cerveau est une bulle de filtre à lui tout seul ».